# Governo Mussolini

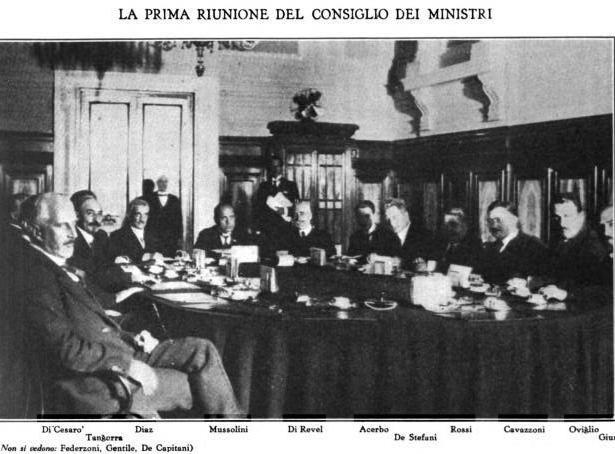
La prima seduta del Consiglio dei ministri nel 1922

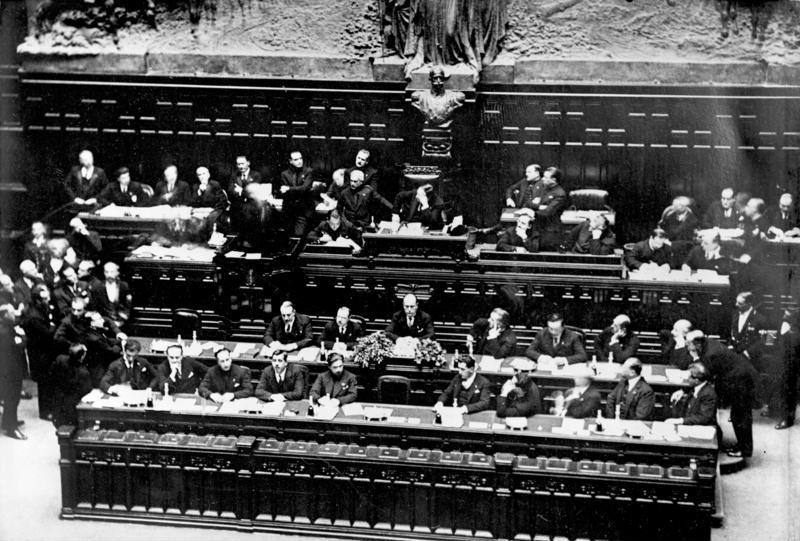
Il governo Mussolini in parlamento nel 1930

Il governo Mussolini è stato il cinquantanovesimo esecutivo del Regno d'Italia, guidato da Benito Mussolini. 
Sorto su incarico di re Vittorio Emanuele III in seguito alle dimissioni del governo precedente, indotte dalla Marcia su Roma, il governo Mussolini è stato in carica dal 31 ottobre 1922 al 27 luglio 1943 (sebbene Mussolini fosse stato rimosso già due giorni prima), per un totale di 7573 giorni, ovvero 20 anni, 8 mesi e 25 giorni (il c.d. "ventennio fascista").
Progressivamente sempre più autoritario, esso costruì il regime fascista e fu il governo più lungo storia dell'Italia unita e del Regno d'Italia, nonché l'unico guidato da un esponente del Partito Nazionale Fascista (PNF).
Ottenne la fiducia alla Camera dei deputati il 17 novembre 1922, poco dopo la suddetta marcia su Roma, con 306 favorevoli, 116 contrari e 7 astensioni. Il 29 novembre ottenne la fiducia anche al Senato del Regno con 196 voti favorevoli e 19 contrari.
Dall'insediamento del Governo nel 1922 fino al 1º luglio 1924 il governo fu composto sia da fascisti, sia da popolari, liberali, post-mazziniani e nazionalisti; tale organigramma fu però transitorio, poiché, come detto, dopo la contestata vittoria alle elezioni politiche del 1924, ebbe luogo un rimpasto che trasformò il Governo in un monocolore fascista apertamente dittatoriale (comprendendo in tal senso anche alcuni militari, presenti l’ultima volta nel governo Orlando).
Il Governo cadde a seguito dell'approvazione dell'ordine del giorno Grandi da parte del Gran consiglio del fascismo, il 25 luglio 1943, e al successivo giuramento del Governo Badoglio I.

## Modificazioni dei dicasteri
Nel corso degli anni furono istituiti, alterati o soppressi per via di necessità belliche e politiche (essendo stato sia un regime totalitario che un governo di guerra), tramite regio decreto e legge, una serie di ministeri. Tra i vari, nello specifico:
- Con R.D. del 16 novembre 1922, n. 1459, fu istituito il Commissariato generale per i servizi della Marina militare in sostituzione del soppresso Sottosegretario per la marina militare, poi soppresso con R.D. del 30 aprile 1924, n. 596;
- Con R.D. del 31 dicembre 1922, n. 1700, vennero revocati tutti i regi decreti istituitivi del "Ministero del tesoro", con la conseguente soppressione dello stesso;
- Con R.D. del 24 gennaio 1923, n. 62, fu istituito il Commissariato generale per l’aeronautica, poi elevato a Ministero con R.D. del 30 agosto 1925, n. 1513;
- Con R.D. del 25 febbraio 1923, n. 391, fu soppresso il "Ministero per le terre liberate dal nemico" e le sue competenze ripartite.
- Con R.D. del 27 aprile 1923, n. 915, fu soppresso il "Ministero del lavoro e della previdenza sociale" e le sue competenze redistribuite;
- Con R.D. del 5 luglio 1923, n. 1439, il "Ministero dell'Agricoltura" ed il "Ministero dell'industria e del commercio" furono riuniti nel nuovo "Ministero dell'economia nazionale", per poi essere nuovamente trasformato nel "Ministero dell'agricoltura" con R.D. del 12 settembre 1929, n. 1661;
- Con R.D. del 30 aprile 1924, n. 596, fu ridenominato il "Ministero delle poste e dei telegrafi" in "Ministero delle comunicazioni", con nuove competenze aggiunte;
- Con L. del 24 dicembre 1925, n. 2263, fu ridenominata la Presidenza del Consiglio dei ministri in "Capo del Governo Primo Ministro Segretario di Stato";
- Con R.D. del 2 luglio 1926, n. 1131, venne istituito il "Ministero delle corporazioni", il quale prese in carico tutte le disposizioni in tema corporativo previste dalla L. 3 aprile 1926, n. 563;
- Con R.D. del 12 settembre 1929, n. 1661 il "Ministero della pubblica istruzione" fu soppresso e sostituito dal "Ministero dell'educazione nazionale";
- Con R.D. del 20 luglio 1932, n. 884, venendo sottratte al "Ministero della giustizia e degli affari di culto" le competenze riguardanti i culti (affidati al Ministero dell'interno), esso assumeva la denominazione di "Ministero di grazia e giustizia";
- Con R.D. dell’11 gennaio 1937, n. 4, fu conferito al Segretario del Partito Nazionale Fascista, che già poteva partecipare alle sedute del Consiglio dei ministri secondo la L. del 14 dicembre 1929, n. 2099, il titolo di Ministro Segretario di Stato e, successivamente, con R.D. del 27 giugno 1941, n. 600, il diritto di iniziativa legislativa e di altri provvedimenti utili;
- Con R.D. dell’8 aprile 1937, n. 43, il "Ministero delle colonie" fu ridenominato in "Ministero dell'Africa Italiana";
- Con R.D. del 27 maggio 1937, n. 752, fu denominato "Ministero della cultura popolare" il "Ministero per la stampa e la propaganda", già istituito e posto sotto il diretto ed esclusivo controllo del capo del governo con R.D. del 6 settembre 1934, n. 1434, ed elevato da Sottosegretariato a Ministero con R.D. del 24 giugno 1935, n. 1009;
- Con R.D. del 20 novembre 1937, n. 1928, fu elevato a "Ministero per gli scambi e le valute" il "Sottosegretariato per gli scambi e le valute", già istituito con R.D. del 29 dicembre 1935, n. 2186;
- Con R.D. del 6 febbraio 1943, n. 24, fu elevato a "Ministero della produzione bellica" il "Sottosegretariato della produzione bellica", già istituito con R.D. del 23 maggio 1940, n. 499;

## Compagine di governo

### Appartenenza politica
All'atto del suo insediamento, il 31 ottobre 1922:
| Partito | Partito                            | Presidente | Ministri | Commissari | Sottosegretari | Totale |
| ------- | ---------------------------------- | ---------- | -------- | ---------- | -------------- | ------ |
|         | Partito Nazionale Fascista         | 1          | 3        | 2          | 13             | 19     |
|         | Partito Popolare Italiano (1919)   | -          | 2        | -          | 3              | 5      |
|         | Democrazia Sociale                 | -          | 2        | -          | -              | 2      |
|         | Partito Liberale Italiano          | -          | 2        | -          | -              | 2      |
|         | Militare                           | -          | 2        | -          | -              | 2      |
|         | Associazione Nazionalista Italiana | -          | 1        | -          | 2              | 3      |
|         | Indipendente (politica)            | -          | 1        | -          | -              | 1      |

Con l’appoggio esterno di Partito dei Combattenti, Partito Economico, Partito Agrario Siciliano, Partito Sardo d'Azione (sebbene dal 24 maggio al 1º luglio 1924) e di parte del Partito Liberale Democratico Italiano e del Partito Socialista Riformista Italiano.
A partire dalla trasformazione in governo monocolore di maggioranza (Regime fascista), il 1º luglio 1924:
| Partito | Partito                    | Presidente | Ministri | Sottosegretari | Totale |
| ------- | -------------------------- | ---------- | -------- | -------------- | ------ |
|         | Partito Nazionale Fascista | 1          | 20       | 20             | 41     |

### Situazione parlamentare
Al momento della sua formazione, il 31 ottobre 1922 e del suo primo discorso parlamentare, il 16 novembre 1922, al 24 maggio 1924 (XXVI legislatura):
NOTA: Nonostante questo governo riuscì a districarsi, almeno inizialmente, tra le dinamiche parlamentari sulla fiducia (che venivano spesso attuate indirettamente e tramite vari ordini del giorno), tale prassi rimase ciononostante solo una convenzione costituzionale (come dimostra l’assegnazione dell’incarico ad un membro di un partito non prevalente, ma anzi marginale in assemblea). Ufficialmente infatti, ai tempi del Regno d'Italia, poiché secondo lo Statuto Albertino il governo rispondeva concretamente al solo Re (il quale, dando egli stesso una prima fiducia al governo, aveva il potere di far resistere l’esecutivo ad un voto della Camera dei deputati, come alcune volte fece), il rapporto con il Parlamento in senso moderno non era pienamente obbligatorio (ed in tal senso vari sono stati i casi di formazione o sopravvivenza di un governo palesemente privo di tale supporto), pur diventato oramai fondamentale. Per questo motivo, ed anche in ottica storica, il grafico sottostante espone, secondo ricostruzioni e dichiarazioni, nonché secondo la composizione del governo ed anche secondo il voto effettivamente subìto, il supporto che questo ha ottenuto.
| Camera              | Collocazione        | Partiti | Seggi     |
| ------------------- | ------------------- | --- | --------- |
| Camera dei deputati | Governo             | PPI (95), PNF (37), PLI (33), PDSI (27)                                                                          | 192 / 535 |
| Camera dei deputati | Appoggio esterno    | BN (47), PLDI (47), PDC (10), PSRI (5), PE-PAS (5)                                                               | 114 / 535 |
| Camera dei deputati | Astensione          | LST (7) | 7 / 535   |
| Camera dei deputati | Opposizione         | PSI (100), PCd'I (14), SI (1)                                                                                    | 116 / 535 |
| Camera dei deputati | Non votanti/Assenti | PSI (23), BN-D. (21), PLI-D. (20), PPI-D. (12), PLDI-D. (11), PRI (6), PSRI-D. (6), PDSI (3), LST (2), PCd'I (1) | 105 / 535 |

Dal 24 maggio (XXVII legislatura) al 1º luglio 1924:
| Camera              | Collocazione     | Partiti                                                                  | Seggi     |
| ------------------- | ---------------- | ------------------------------------------------------------------------ | --------- |
| Camera dei deputati | Maggioranza      | PNF (375), PLI (15)                                                      | 390 / 535 |
| Camera dei deputati | Appoggio esterno | PLDI (14), PSd'Az (2)                                                    | 16 / 535  |
| Camera dei deputati | Astensione       | LST (4)                                                                  | 4 / 535   |
| Camera dei deputati | Opposizione      | PPI (39), PSU (24), PSI (22), PCd'I (19), PDSI (10), PRI (7), PCod'I (4) | 139 / 535 |

Dal 1º luglio 1924 al 9 novembre 1926:
| Camera              | Collocazione | Partiti                                                                                       | Seggi     |
| ------------------- | ------------ | --------------------------------------------------------------------------------------------- | --------- |
| Camera dei deputati | Maggioranza  | PNF (375)                                                                                     | 375 / 535 |
| Camera dei deputati | Astensione   | LST (4), PSd'Az (2)                                                                           | 6 / 535   |
| Camera dei deputati | Opposizione  | PPI (39), PSU (24), PSI (22), PCd'I (19), PLI (15), PLDI (14), PDSI (10), PRI (7), PCod'I (4) | 156 / 535 |

Dal 9 novembre 1926 (Data della dichiarazione di decadenza dei deputati aventi fatto parte della precedente Secessione dell'Aventino) al 20 aprile 1929 (XXVIII legislatura):
NOTA: A partire da questa legislatura, a seguito dell’epurazione del dissenso come parte del consolidamento del regime fascista (Leggi fascistissime), viene riportato il grafico parlamentare a soli fini di completezza storico-narrativa, in quanto svuotato di ogni significato pratico.
| Camera              | Collocazione | Partiti   | Seggi     |
| ------------------- | ------------ | --------- | --------- |
| Camera dei deputati | Maggioranza  | PNF (374) | 374 / 535 |
| Camera dei deputati | Opposizione  | PLI (6)   | 6 / 535   |

Dal 20 aprile 1929 (XVIII legislatura) al 23 marzo 1939 (XXIX legislatura):
| Camera              | Collocazione | Partiti   | Seggi     |
| ------------------- | ------------ | --------- | --------- |
| Camera dei deputati | Maggioranza  | PNF (400) | 400 / 400 |

Dal 23 marzo 1939 (XXX legislatura) al 25 luglio 1943 (Caduta del fascismo):
| Camera                                | Collocazione | Partiti   | Seggi     |
| ------------------------------------- | ------------ | --------- | --------- |
| Camera dei fasci e delle corporazioni | Maggioranza  | PNF (681) | 681 / 681 |

Al momento della sua caduta, il 25 luglio 1943 (Caduta del fascismo):
NOTA: Anche qui, pur non essendo l’organo titolato a regolare il rapporto di fiducia parlamentare con il governo, viene riportato il grafico a fini storico-narrativi, ma soprattutto per il grande impatto successivo di tale votazione e la sua relativa autorevolezza.
| Organo                      | Collocazione | Partiti  | Seggi   |
| --------------------------- | ------------ | -------- | ------- |
| Gran Consiglio del Fascismo | Governo      | PNF (8)  | 8 / 28  |
| Gran Consiglio del Fascismo | Astensione   | PNF (1)  | 1 / 28  |
| Gran Consiglio del Fascismo | Opposizione  | PNF (19) | 19 / 28 |

## Composizione
| Carica                                                    | Titolare | Titolare | Titolare | Sottosegretari |
| Presidenza del Consiglio dei ministri                     | Presidenza del Consiglio dei ministri                                                                             | Presidenza del Consiglio dei ministri                                                                             | Presidenza del Consiglio dei ministri                                                                             | Sottosegretario di Stato alla Presidenza del Consiglio |
| --------------------------------------------------------- | --- | --- | --- | --- |
| Capo del Governo Primo Ministro Segretario di Stato       | | | Benito Mussolini (PNF)                                                                                            | - Giacomo Acerbo (PNF) (dal 31 ottobre 1922 al 3 luglio 1924) - Giacomo Suardo (PNF) (dal 3 luglio 1924 al 21 dicembre 1927) - Francesco Giunta (PNF) (dal 21 dicembre 1927 al 20 luglio 1932) - Edmondo Rossoni (PNF) (dal 20 luglio 1932 al 24 gennaio 1935) - Galeazzo Ciano (PNF) Delega alla Stampa e alla Propaganda (dal 6 settembre 1934 al 26 giugno 1935) - Giacomo Medici Del Vascello (PNF) (dal 24 gennaio 1935 al 31 ottobre 1939) - Felice Guarneri (PNF) Delega agli Scambi ed alle Valute (dal 2 gennaio 1936 al 20 novembre 1937) - Luigi Russo (PNF) (dal 31 ottobre 1939 al 6 febbraio 1943) - Carlo Favagrossa (Militare) Delega alle Fabbricazioni di guerra (dal 23 maggio 1940 al 6 febbraio 1943) - Amilcare Rossi (PNF) (dal 6 febbraio 1943) |
| Ministri senza portafoglio                                | Ministri senza portafoglio                                                                                        | Ministri senza portafoglio                                                                                        | Ministri senza portafoglio                                                                                        | Sottosegretario |
| Ministro a disposizione per incarichi speciali            | | | Giovanni Giuriati (PNF) (dall'11 marzo 1923 al 24 gennaio 1924)                                                   | Carica non assegnata |
| Ministero                                                 | Ministri | Ministri | Ministri | Sottosegretario |
| Affari Esteri                                             | Benito Mussolini (PNF) Ad interim (dal 31 ottobre 1922 al 17 giugno 1924; poi titolare fino al 12 settembre 1929) | Benito Mussolini (PNF) Ad interim (dal 31 ottobre 1922 al 17 giugno 1924; poi titolare fino al 12 settembre 1929) | Benito Mussolini (PNF) Ad interim (dal 31 ottobre 1922 al 17 giugno 1924; poi titolare fino al 12 settembre 1929) | - Ernesto Vassallo (PPI) (dal 31 ottobre 1922 al 27 aprile 1923) - Dino Grandi (PNF) (dal 14 maggio 1925 al 12 settembre 1929) - Amedeo Fani (PNF) (dal 12 settembre 1929 al 20 luglio 1932) - Fulvio Suvich (PNF) (dal 20 luglio 1932 all'11 giugno 1936) - Giuseppe Bastianini (PNF) (dall'11 giugno 1936 al 14 ottobre 1939) - Zenone Benini (PNF) Delega agli Affari albanesi (dal 18 aprile 1939 al 31 luglio 1941) - Giuseppe Bastianini (PNF) (dal 6 febbraio 1943) |
| Affari Esteri                                             | | Dino Grandi (PNF) (dal 12 settembre 1929 al 20 luglio 1932)                                                       | | - Ernesto Vassallo (PPI) (dal 31 ottobre 1922 al 27 aprile 1923) - Dino Grandi (PNF) (dal 14 maggio 1925 al 12 settembre 1929) - Amedeo Fani (PNF) (dal 12 settembre 1929 al 20 luglio 1932) - Fulvio Suvich (PNF) (dal 20 luglio 1932 all'11 giugno 1936) - Giuseppe Bastianini (PNF) (dall'11 giugno 1936 al 14 ottobre 1939) - Zenone Benini (PNF) Delega agli Affari albanesi (dal 18 aprile 1939 al 31 luglio 1941) - Giuseppe Bastianini (PNF) (dal 6 febbraio 1943) |
| Affari Esteri                                             | | Benito Mussolini (PNF) (dal 20 luglio 1932 all'11 giugno 1936)                                                    | | - Ernesto Vassallo (PPI) (dal 31 ottobre 1922 al 27 aprile 1923) - Dino Grandi (PNF) (dal 14 maggio 1925 al 12 settembre 1929) - Amedeo Fani (PNF) (dal 12 settembre 1929 al 20 luglio 1932) - Fulvio Suvich (PNF) (dal 20 luglio 1932 all'11 giugno 1936) - Giuseppe Bastianini (PNF) (dall'11 giugno 1936 al 14 ottobre 1939) - Zenone Benini (PNF) Delega agli Affari albanesi (dal 18 aprile 1939 al 31 luglio 1941) - Giuseppe Bastianini (PNF) (dal 6 febbraio 1943) |
| Affari Esteri                                             | | Galeazzo Ciano (PNF) (dall'11 giugno 1936 al 6 febbraio 1943)                                                     | | - Ernesto Vassallo (PPI) (dal 31 ottobre 1922 al 27 aprile 1923) - Dino Grandi (PNF) (dal 14 maggio 1925 al 12 settembre 1929) - Amedeo Fani (PNF) (dal 12 settembre 1929 al 20 luglio 1932) - Fulvio Suvich (PNF) (dal 20 luglio 1932 all'11 giugno 1936) - Giuseppe Bastianini (PNF) (dall'11 giugno 1936 al 14 ottobre 1939) - Zenone Benini (PNF) Delega agli Affari albanesi (dal 18 aprile 1939 al 31 luglio 1941) - Giuseppe Bastianini (PNF) (dal 6 febbraio 1943) |
| Affari Esteri                                             | | Benito Mussolini (PNF) (dal 6 febbraio 1943)                                                                      | | - Ernesto Vassallo (PPI) (dal 31 ottobre 1922 al 27 aprile 1923) - Dino Grandi (PNF) (dal 14 maggio 1925 al 12 settembre 1929) - Amedeo Fani (PNF) (dal 12 settembre 1929 al 20 luglio 1932) - Fulvio Suvich (PNF) (dal 20 luglio 1932 all'11 giugno 1936) - Giuseppe Bastianini (PNF) (dall'11 giugno 1936 al 14 ottobre 1939) - Zenone Benini (PNF) Delega agli Affari albanesi (dal 18 aprile 1939 al 31 luglio 1941) - Giuseppe Bastianini (PNF) (dal 6 febbraio 1943) |
| Interno                                                   | | | Benito Mussolini (PNF) (dal 31 ottobre 1922 al 17 giugno 1924)                                                    | - Aldo Finzi (PNF) (dal 31 ottobre 1922 al 17 giugno 1924) - Dino Grandi (PNF) (dal 3 luglio 1924 al 14 maggio 1925) - Attilio Teruzzi (PNF) (dal 14 maggio 1925 al 6 novembre 1926) - Giacomo Suardo (PNF) (dal 6 novembre 1926 al 13 marzo 1928) - Michele Bianchi (PNF) (dal 13 marzo 1928 al 12 settembre 1929) - Leandro Arpinati (PNF) (dal 12 settembre 1929 all'8 maggio 1933) - Guido Buffarini Guidi (PNF) (dall'8 maggio 1933 al 6 febbraio 1943) - Umberto Albini (PNF) (dal 6 febbraio 1943) |
| Interno                                                   | | Luigi Federzoni (PNF) (dal 17 luglio 1924 al 6 novembre 1926)                                                     | | - Aldo Finzi (PNF) (dal 31 ottobre 1922 al 17 giugno 1924) - Dino Grandi (PNF) (dal 3 luglio 1924 al 14 maggio 1925) - Attilio Teruzzi (PNF) (dal 14 maggio 1925 al 6 novembre 1926) - Giacomo Suardo (PNF) (dal 6 novembre 1926 al 13 marzo 1928) - Michele Bianchi (PNF) (dal 13 marzo 1928 al 12 settembre 1929) - Leandro Arpinati (PNF) (dal 12 settembre 1929 all'8 maggio 1933) - Guido Buffarini Guidi (PNF) (dall'8 maggio 1933 al 6 febbraio 1943) - Umberto Albini (PNF) (dal 6 febbraio 1943) |
| Interno                                                   | | Benito Mussolini (PNF) (dal 6 novembre 1926)                                                                      | | - Aldo Finzi (PNF) (dal 31 ottobre 1922 al 17 giugno 1924) - Dino Grandi (PNF) (dal 3 luglio 1924 al 14 maggio 1925) - Attilio Teruzzi (PNF) (dal 14 maggio 1925 al 6 novembre 1926) - Giacomo Suardo (PNF) (dal 6 novembre 1926 al 13 marzo 1928) - Michele Bianchi (PNF) (dal 13 marzo 1928 al 12 settembre 1929) - Leandro Arpinati (PNF) (dal 12 settembre 1929 all'8 maggio 1933) - Guido Buffarini Guidi (PNF) (dall'8 maggio 1933 al 6 febbraio 1943) - Umberto Albini (PNF) (dal 6 febbraio 1943) |
| Grazia e Giustizia                                        | | | Aldo Oviglio (PNF) (dal 31 ottobre 1922 al 5 gennaio 1925)                                                        | - Fulvio Milani (PPI) (dal 31 ottobre 1922 al 27 aprile 1923) - Paolo Mattei Gentili (PNF) (dal 2 luglio 1924 al 12 settembre 1929) - Giuseppe Morelli (PNF) (dal 12 settembre 1929 al 20 luglio 1932) - Antonio Albertini (PNF) (dal 20 luglio 1932 al 24 gennaio 1935) - Cesare Tumedei (PNF) (dal 24 gennaio 1935 al 15 novembre 1936) - Antonio Putzolu (PNF) (dal 5 marzo 1940) |
| Grazia e Giustizia                                        | | Alfredo Rocco (PNF) (dal 5 gennaio 1925 al 20 luglio 1932)                                                        | | - Fulvio Milani (PPI) (dal 31 ottobre 1922 al 27 aprile 1923) - Paolo Mattei Gentili (PNF) (dal 2 luglio 1924 al 12 settembre 1929) - Giuseppe Morelli (PNF) (dal 12 settembre 1929 al 20 luglio 1932) - Antonio Albertini (PNF) (dal 20 luglio 1932 al 24 gennaio 1935) - Cesare Tumedei (PNF) (dal 24 gennaio 1935 al 15 novembre 1936) - Antonio Putzolu (PNF) (dal 5 marzo 1940) |
| Grazia e Giustizia                                        | | Pietro De Francisci (PNF) (dal 20 luglio 1932 al 24 gennaio 1935)                                                 | | - Fulvio Milani (PPI) (dal 31 ottobre 1922 al 27 aprile 1923) - Paolo Mattei Gentili (PNF) (dal 2 luglio 1924 al 12 settembre 1929) - Giuseppe Morelli (PNF) (dal 12 settembre 1929 al 20 luglio 1932) - Antonio Albertini (PNF) (dal 20 luglio 1932 al 24 gennaio 1935) - Cesare Tumedei (PNF) (dal 24 gennaio 1935 al 15 novembre 1936) - Antonio Putzolu (PNF) (dal 5 marzo 1940) |
| Grazia e Giustizia                                        | | Arrigo Solmi (PNF) (dal 24 gennaio 1935 al 12 luglio 1939)                                                        | | - Fulvio Milani (PPI) (dal 31 ottobre 1922 al 27 aprile 1923) - Paolo Mattei Gentili (PNF) (dal 2 luglio 1924 al 12 settembre 1929) - Giuseppe Morelli (PNF) (dal 12 settembre 1929 al 20 luglio 1932) - Antonio Albertini (PNF) (dal 20 luglio 1932 al 24 gennaio 1935) - Cesare Tumedei (PNF) (dal 24 gennaio 1935 al 15 novembre 1936) - Antonio Putzolu (PNF) (dal 5 marzo 1940) |
| Grazia e Giustizia                                        | | Dino Grandi (PNF) (dal 12 luglio 1939 al 6 febbraio 1943)                                                         | | - Fulvio Milani (PPI) (dal 31 ottobre 1922 al 27 aprile 1923) - Paolo Mattei Gentili (PNF) (dal 2 luglio 1924 al 12 settembre 1929) - Giuseppe Morelli (PNF) (dal 12 settembre 1929 al 20 luglio 1932) - Antonio Albertini (PNF) (dal 20 luglio 1932 al 24 gennaio 1935) - Cesare Tumedei (PNF) (dal 24 gennaio 1935 al 15 novembre 1936) - Antonio Putzolu (PNF) (dal 5 marzo 1940) |
| Grazia e Giustizia                                        | | Alfredo De Marsico (PNF) (dal 6 febbraio 1943)                                                                    | | - Fulvio Milani (PPI) (dal 31 ottobre 1922 al 27 aprile 1923) - Paolo Mattei Gentili (PNF) (dal 2 luglio 1924 al 12 settembre 1929) - Giuseppe Morelli (PNF) (dal 12 settembre 1929 al 20 luglio 1932) - Antonio Albertini (PNF) (dal 20 luglio 1932 al 24 gennaio 1935) - Cesare Tumedei (PNF) (dal 24 gennaio 1935 al 15 novembre 1936) - Antonio Putzolu (PNF) (dal 5 marzo 1940) |
| Guerra                                                    | | | Armando Diaz (Militare) (dal 31 ottobre 1922 al 30 aprile 1924)                                                   | - Carlo Bonardi (PNF) (dal 31 ottobre 1922 al 3 luglio 1924) - Ambrogio Clerici (Militare) (dal 3 luglio 1924 al 4 maggio 1925) - Ugo Cavallero (Militare) (dal 2 maggio 1925 al 24 novembre 1928) - Pietro Gazzera (Militare) (dal 24 novembre 1928 al 12 settembre 1929) - Angelo Manaresi (PNF) (dal 12 settembre 1929 al 22 luglio 1933) - Federico Baistrocchi (Militare) (dal 22 luglio 1933 al 7 ottobre 1936) - Alberto Pariani (Militare) (dal 7 ottobre 1936 al 31 ottobre 1939) - Ubaldo Soddu (Militare) (dal 31 ottobre 1939 al 30 novembre 1940) - Alfredo Guzzoni (Militare) (dal 30 novembre 1940 al 24 maggio 1941) - Antonio Scuero (Militare) (dal 24 maggio 1941 al 13 febbraio 1943) - Antonio Sorice (Militare) (dal 13 febbraio 1943) |
| Guerra                                                    | | Antonino Di Giorgio (Militare) (dal 30 aprile 1924 al 4 aprile 1925)                                              | | - Carlo Bonardi (PNF) (dal 31 ottobre 1922 al 3 luglio 1924) - Ambrogio Clerici (Militare) (dal 3 luglio 1924 al 4 maggio 1925) - Ugo Cavallero (Militare) (dal 2 maggio 1925 al 24 novembre 1928) - Pietro Gazzera (Militare) (dal 24 novembre 1928 al 12 settembre 1929) - Angelo Manaresi (PNF) (dal 12 settembre 1929 al 22 luglio 1933) - Federico Baistrocchi (Militare) (dal 22 luglio 1933 al 7 ottobre 1936) - Alberto Pariani (Militare) (dal 7 ottobre 1936 al 31 ottobre 1939) - Ubaldo Soddu (Militare) (dal 31 ottobre 1939 al 30 novembre 1940) - Alfredo Guzzoni (Militare) (dal 30 novembre 1940 al 24 maggio 1941) - Antonio Scuero (Militare) (dal 24 maggio 1941 al 13 febbraio 1943) - Antonio Sorice (Militare) (dal 13 febbraio 1943) |
| Guerra                                                    | Benito Mussolini (PNF) Ad interim (dal 4 aprile 1925 al 3 gennaio 1926; poi titolare fino al 12 settembre 1929)   | | | - Carlo Bonardi (PNF) (dal 31 ottobre 1922 al 3 luglio 1924) - Ambrogio Clerici (Militare) (dal 3 luglio 1924 al 4 maggio 1925) - Ugo Cavallero (Militare) (dal 2 maggio 1925 al 24 novembre 1928) - Pietro Gazzera (Militare) (dal 24 novembre 1928 al 12 settembre 1929) - Angelo Manaresi (PNF) (dal 12 settembre 1929 al 22 luglio 1933) - Federico Baistrocchi (Militare) (dal 22 luglio 1933 al 7 ottobre 1936) - Alberto Pariani (Militare) (dal 7 ottobre 1936 al 31 ottobre 1939) - Ubaldo Soddu (Militare) (dal 31 ottobre 1939 al 30 novembre 1940) - Alfredo Guzzoni (Militare) (dal 30 novembre 1940 al 24 maggio 1941) - Antonio Scuero (Militare) (dal 24 maggio 1941 al 13 febbraio 1943) - Antonio Sorice (Militare) (dal 13 febbraio 1943) |
| Guerra                                                    | | Pietro Gazzera (Militare) (dal 12 settembre 1929 al 22 luglio 1933)                                               | | - Carlo Bonardi (PNF) (dal 31 ottobre 1922 al 3 luglio 1924) - Ambrogio Clerici (Militare) (dal 3 luglio 1924 al 4 maggio 1925) - Ugo Cavallero (Militare) (dal 2 maggio 1925 al 24 novembre 1928) - Pietro Gazzera (Militare) (dal 24 novembre 1928 al 12 settembre 1929) - Angelo Manaresi (PNF) (dal 12 settembre 1929 al 22 luglio 1933) - Federico Baistrocchi (Militare) (dal 22 luglio 1933 al 7 ottobre 1936) - Alberto Pariani (Militare) (dal 7 ottobre 1936 al 31 ottobre 1939) - Ubaldo Soddu (Militare) (dal 31 ottobre 1939 al 30 novembre 1940) - Alfredo Guzzoni (Militare) (dal 30 novembre 1940 al 24 maggio 1941) - Antonio Scuero (Militare) (dal 24 maggio 1941 al 13 febbraio 1943) - Antonio Sorice (Militare) (dal 13 febbraio 1943) |
| Guerra                                                    | | Benito Mussolini (PNF) (dal 22 luglio 1933)                                                                       | | - Carlo Bonardi (PNF) (dal 31 ottobre 1922 al 3 luglio 1924) - Ambrogio Clerici (Militare) (dal 3 luglio 1924 al 4 maggio 1925) - Ugo Cavallero (Militare) (dal 2 maggio 1925 al 24 novembre 1928) - Pietro Gazzera (Militare) (dal 24 novembre 1928 al 12 settembre 1929) - Angelo Manaresi (PNF) (dal 12 settembre 1929 al 22 luglio 1933) - Federico Baistrocchi (Militare) (dal 22 luglio 1933 al 7 ottobre 1936) - Alberto Pariani (Militare) (dal 7 ottobre 1936 al 31 ottobre 1939) - Ubaldo Soddu (Militare) (dal 31 ottobre 1939 al 30 novembre 1940) - Alfredo Guzzoni (Militare) (dal 30 novembre 1940 al 24 maggio 1941) - Antonio Scuero (Militare) (dal 24 maggio 1941 al 13 febbraio 1943) - Antonio Sorice (Militare) (dal 13 febbraio 1943) |
| Marina                                                    | | | Paolo Thaon di Revel (Militare) (dal 31 ottobre 1922 all'8 maggio 1925)                                           | - Costanzo Ciano (PNF) (dal 31 ottobre 1922 al 5 febbraio 1924) - Giuseppe Sirianni (Militare) (dal 14 maggio 1925 al 12 settembre 1929) - Gioacchino Russo (PNF) (dal 12 settembre 1929 al 6 novembre 1933) - Domenico Cavagnari (Militare) (dal 6 novembre 1933 all'8 dicembre 1940) - Arturo Riccardi (PNF) (dall'8 dicembre 1940) |
| Marina                                                    | Benito Mussolini (PNF) Ad interim (dall’8 maggio 1925 al 3 gennaio 1926; poi titolare fino al 12 settembre 1929)  | | | - Costanzo Ciano (PNF) (dal 31 ottobre 1922 al 5 febbraio 1924) - Giuseppe Sirianni (Militare) (dal 14 maggio 1925 al 12 settembre 1929) - Gioacchino Russo (PNF) (dal 12 settembre 1929 al 6 novembre 1933) - Domenico Cavagnari (Militare) (dal 6 novembre 1933 all'8 dicembre 1940) - Arturo Riccardi (PNF) (dall'8 dicembre 1940) |
| Marina                                                    | | Giuseppe Sirianni (Militare) (dal 12 settembre 1929 al 6 novembre 1933)                                           | | - Costanzo Ciano (PNF) (dal 31 ottobre 1922 al 5 febbraio 1924) - Giuseppe Sirianni (Militare) (dal 14 maggio 1925 al 12 settembre 1929) - Gioacchino Russo (PNF) (dal 12 settembre 1929 al 6 novembre 1933) - Domenico Cavagnari (Militare) (dal 6 novembre 1933 all'8 dicembre 1940) - Arturo Riccardi (PNF) (dall'8 dicembre 1940) |
| Marina                                                    | | Benito Mussolini (PNF) (da 6 novembre 1933 al 25 luglio 1943)                                                     | | - Costanzo Ciano (PNF) (dal 31 ottobre 1922 al 5 febbraio 1924) - Giuseppe Sirianni (Militare) (dal 14 maggio 1925 al 12 settembre 1929) - Gioacchino Russo (PNF) (dal 12 settembre 1929 al 6 novembre 1933) - Domenico Cavagnari (Militare) (dal 6 novembre 1933 all'8 dicembre 1940) - Arturo Riccardi (PNF) (dall'8 dicembre 1940) |
| Aeronautica (istituito)                                   | Benito Mussolini (PNF) Ad interim (dal 30 agosto 1925 al 3 gennaio 1926; poi titolare fino al 12 settembre 1929)  | Benito Mussolini (PNF) Ad interim (dal 30 agosto 1925 al 3 gennaio 1926; poi titolare fino al 12 settembre 1929)  | Benito Mussolini (PNF) Ad interim (dal 30 agosto 1925 al 3 gennaio 1926; poi titolare fino al 12 settembre 1929)  | - Alberto Bonzani (Militare) (dal 14 maggio 1925 al 6 novembre 1926) - Italo Balbo (PNF) (dal 6 novembre 1926 al 12 settembre 1929) - Raffaello Riccardi (PNF) (dal 12 settembre 1929 al 6 novembre 1933) - Giuseppe Valle (PNF) (dal 6 novembre 1933 al 31 ottobre 1939) - Francesco Pricolo (Militare) (dal 31 ottobre 1939 al 15 novembre 1941) - Rino Corso Fougier (Militare) (dal 15 novembre 1941) |
| Aeronautica (istituito)                                   | | Italo Balbo (PNF) (dal 12 settembre 1929 al 6 novembre 1933)                                                      | | - Alberto Bonzani (Militare) (dal 14 maggio 1925 al 6 novembre 1926) - Italo Balbo (PNF) (dal 6 novembre 1926 al 12 settembre 1929) - Raffaello Riccardi (PNF) (dal 12 settembre 1929 al 6 novembre 1933) - Giuseppe Valle (PNF) (dal 6 novembre 1933 al 31 ottobre 1939) - Francesco Pricolo (Militare) (dal 31 ottobre 1939 al 15 novembre 1941) - Rino Corso Fougier (Militare) (dal 15 novembre 1941) |
| Aeronautica (istituito)                                   | | Benito Mussolini (PNF) (dal 6 novembre 1933 al 25 luglio 1943)                                                    | | - Alberto Bonzani (Militare) (dal 14 maggio 1925 al 6 novembre 1926) - Italo Balbo (PNF) (dal 6 novembre 1926 al 12 settembre 1929) - Raffaello Riccardi (PNF) (dal 12 settembre 1929 al 6 novembre 1933) - Giuseppe Valle (PNF) (dal 6 novembre 1933 al 31 ottobre 1939) - Francesco Pricolo (Militare) (dal 31 ottobre 1939 al 15 novembre 1941) - Rino Corso Fougier (Militare) (dal 15 novembre 1941) |
| Africa Italiana                                           | | | Luigi Federzoni (ANI poi PNF) (dal 31 ottobre 1922 al 17 giugno 1924)                                             | - Giovanni Marchi (PNF) (dal 31 ottobre 1922 al 3 luglio 1924) - Roberto Cantalupo (PNF) (dal 3 luglio 1924 al 6 novembre 1926) - Piero Bolzon (PNF) (dal 6 novembre 1926 al 18 dicembre 1928) - Emilio De Bono (PNF) (dal 18 dicembre 1928 al 12 settembre 1929) - Alessandro Lessona (PNF) (dal 12 settembre 1929 all'11 giugno 1936) - Attilio Teruzzi (PNF) (dal 20 novembre 1937 al 31 ottobre 1939) |
| Africa Italiana                                           | | | Luigi Federzoni (ANI poi PNF) (dal 31 ottobre 1922 al 17 giugno 1924)                                             | - Giovanni Marchi (PNF) (dal 31 ottobre 1922 al 3 luglio 1924) - Roberto Cantalupo (PNF) (dal 3 luglio 1924 al 6 novembre 1926) - Piero Bolzon (PNF) (dal 6 novembre 1926 al 18 dicembre 1928) - Emilio De Bono (PNF) (dal 18 dicembre 1928 al 12 settembre 1929) - Alessandro Lessona (PNF) (dal 12 settembre 1929 all'11 giugno 1936) - Attilio Teruzzi (PNF) (dal 20 novembre 1937 al 31 ottobre 1939) |
| Africa Italiana                                           | Benito Mussolini (PNF) Ad interim (dal 17 giugno al 1º luglio 1924)                                               | | | - Giovanni Marchi (PNF) (dal 31 ottobre 1922 al 3 luglio 1924) - Roberto Cantalupo (PNF) (dal 3 luglio 1924 al 6 novembre 1926) - Piero Bolzon (PNF) (dal 6 novembre 1926 al 18 dicembre 1928) - Emilio De Bono (PNF) (dal 18 dicembre 1928 al 12 settembre 1929) - Alessandro Lessona (PNF) (dal 12 settembre 1929 all'11 giugno 1936) - Attilio Teruzzi (PNF) (dal 20 novembre 1937 al 31 ottobre 1939) |
| Africa Italiana                                           | | Pietro Lanza di Scalea (PNF) (dal 1º luglio 1924 al 6 novembre 1926)                                              | | - Giovanni Marchi (PNF) (dal 31 ottobre 1922 al 3 luglio 1924) - Roberto Cantalupo (PNF) (dal 3 luglio 1924 al 6 novembre 1926) - Piero Bolzon (PNF) (dal 6 novembre 1926 al 18 dicembre 1928) - Emilio De Bono (PNF) (dal 18 dicembre 1928 al 12 settembre 1929) - Alessandro Lessona (PNF) (dal 12 settembre 1929 all'11 giugno 1936) - Attilio Teruzzi (PNF) (dal 20 novembre 1937 al 31 ottobre 1939) |
| Africa Italiana                                           | | Luigi Federzoni (PNF) (dal 6 novembre 1926 al 18 dicembre 1928)                                                   | | - Giovanni Marchi (PNF) (dal 31 ottobre 1922 al 3 luglio 1924) - Roberto Cantalupo (PNF) (dal 3 luglio 1924 al 6 novembre 1926) - Piero Bolzon (PNF) (dal 6 novembre 1926 al 18 dicembre 1928) - Emilio De Bono (PNF) (dal 18 dicembre 1928 al 12 settembre 1929) - Alessandro Lessona (PNF) (dal 12 settembre 1929 all'11 giugno 1936) - Attilio Teruzzi (PNF) (dal 20 novembre 1937 al 31 ottobre 1939) |
| Africa Italiana                                           | | Benito Mussolini (PNF) (dal 18 dicembre 1928 al 12 settembre 1929)                                                | | - Giovanni Marchi (PNF) (dal 31 ottobre 1922 al 3 luglio 1924) - Roberto Cantalupo (PNF) (dal 3 luglio 1924 al 6 novembre 1926) - Piero Bolzon (PNF) (dal 6 novembre 1926 al 18 dicembre 1928) - Emilio De Bono (PNF) (dal 18 dicembre 1928 al 12 settembre 1929) - Alessandro Lessona (PNF) (dal 12 settembre 1929 all'11 giugno 1936) - Attilio Teruzzi (PNF) (dal 20 novembre 1937 al 31 ottobre 1939) |
| Africa Italiana                                           | | Emilio De Bono (PNF) (dal 12 settembre 1929 al 17 gennaio 1935)                                                   | | - Giovanni Marchi (PNF) (dal 31 ottobre 1922 al 3 luglio 1924) - Roberto Cantalupo (PNF) (dal 3 luglio 1924 al 6 novembre 1926) - Piero Bolzon (PNF) (dal 6 novembre 1926 al 18 dicembre 1928) - Emilio De Bono (PNF) (dal 18 dicembre 1928 al 12 settembre 1929) - Alessandro Lessona (PNF) (dal 12 settembre 1929 all'11 giugno 1936) - Attilio Teruzzi (PNF) (dal 20 novembre 1937 al 31 ottobre 1939) |
| Africa Italiana                                           | | Benito Mussolini (PNF) (dal 17 gennaio 1935 all'11 giugno 1936)                                                   | | - Giovanni Marchi (PNF) (dal 31 ottobre 1922 al 3 luglio 1924) - Roberto Cantalupo (PNF) (dal 3 luglio 1924 al 6 novembre 1926) - Piero Bolzon (PNF) (dal 6 novembre 1926 al 18 dicembre 1928) - Emilio De Bono (PNF) (dal 18 dicembre 1928 al 12 settembre 1929) - Alessandro Lessona (PNF) (dal 12 settembre 1929 all'11 giugno 1936) - Attilio Teruzzi (PNF) (dal 20 novembre 1937 al 31 ottobre 1939) |
| Africa Italiana                                           | | Alessandro Lessona (PNF) (dall'11 giugno 1936 al 20 novembre 1937)                                                | | - Giovanni Marchi (PNF) (dal 31 ottobre 1922 al 3 luglio 1924) - Roberto Cantalupo (PNF) (dal 3 luglio 1924 al 6 novembre 1926) - Piero Bolzon (PNF) (dal 6 novembre 1926 al 18 dicembre 1928) - Emilio De Bono (PNF) (dal 18 dicembre 1928 al 12 settembre 1929) - Alessandro Lessona (PNF) (dal 12 settembre 1929 all'11 giugno 1936) - Attilio Teruzzi (PNF) (dal 20 novembre 1937 al 31 ottobre 1939) |
| Africa Italiana                                           | | Benito Mussolini (PNF) (dal 20 novembre 1937 al 31 ottobre 1939)                                                  | | - Giovanni Marchi (PNF) (dal 31 ottobre 1922 al 3 luglio 1924) - Roberto Cantalupo (PNF) (dal 3 luglio 1924 al 6 novembre 1926) - Piero Bolzon (PNF) (dal 6 novembre 1926 al 18 dicembre 1928) - Emilio De Bono (PNF) (dal 18 dicembre 1928 al 12 settembre 1929) - Alessandro Lessona (PNF) (dal 12 settembre 1929 all'11 giugno 1936) - Attilio Teruzzi (PNF) (dal 20 novembre 1937 al 31 ottobre 1939) |
| Africa Italiana                                           | | Attilio Teruzzi (PNF) (dal 31 ottobre 1939)                                                                       | | - Giovanni Marchi (PNF) (dal 31 ottobre 1922 al 3 luglio 1924) - Roberto Cantalupo (PNF) (dal 3 luglio 1924 al 6 novembre 1926) - Piero Bolzon (PNF) (dal 6 novembre 1926 al 18 dicembre 1928) - Emilio De Bono (PNF) (dal 18 dicembre 1928 al 12 settembre 1929) - Alessandro Lessona (PNF) (dal 12 settembre 1929 all'11 giugno 1936) - Attilio Teruzzi (PNF) (dal 20 novembre 1937 al 31 ottobre 1939) |
| Ricostruzione delle Terre liberate dal Nemico (soppresso) | | | Giovanni Giuriati (PNF) (dal 31 ottobre 1922 al 5 febbraio 1923)                                                  | Umberto Merlin (PPI) (dal 31 ottobre 1922 al 5 febbraio 1923) |
| Tesoro (soppresso)                                        | | | Vincenzo Tangorra (PPI) (dal 31 ottobre al 21 dicembre 1922)                                                      | - Alfredo Rocco (PNF) (dal 31 ottobre al 31 dicembre 1922) - Cesare Maria De Vecchi (PNF) Delega all'Assistenza militare e alle pensioni di guerra (dal 31 ottobre al 31 dicembre 1922) |
| Tesoro (soppresso)                                        | Alberto de' Stefani (PNF) Ad interim (dal 21 dicembre al 31 dicembre 1922)                                        | | | - Alfredo Rocco (PNF) (dal 31 ottobre al 31 dicembre 1922) - Cesare Maria De Vecchi (PNF) Delega all'Assistenza militare e alle pensioni di guerra (dal 31 ottobre al 31 dicembre 1922) |
| Finanze                                                   | | | Alberto de' Stefani (PNF) (dal 31 ottobre 1922 al 10 luglio 1925)                                                 | - Pietro Lissia (PNF) (dal 31 ottobre 1922 al 3 luglio 1924) - Alfredo Rocco (PNF) Delega all'Assistenza militare e alle pensioni di guerra (dal 1º gennaio al 1º settembre 1923) - Cesare Maria De Vecchi (PNF) Delega all'Assistenza militare e alle pensioni di guerra (dal 1º gennaio all'8 marzo 1923) (dall'8 marzo al 3 maggio 1923) - Luigi Spezzotti (PNF) (dal 3 luglio 1924 al 6 novembre 1926) - Francesco D'Alessio (PNF) (dal 28 luglio 1925 al 6 novembre 1926) - Giuseppe Frignani (PNF) (dal 6 novembre 1926 al 9 luglio 1927) - Fulvio Suvich (PNF) (dal 6 novembre 1926 al 9 luglio 1928) - Francesco Boncompagni Ludovisi (PNF) (dal 21 luglio 1927 al 9 luglio 1928) - Vincenzo Casalini (PNF) (dal 9 luglio 1928 al 20 luglio 1932) - Ettore Bernardo Rosboch (PNF) (dal 9 luglio 1928 al 20 luglio 1932) - Umberto Puppini (PNF) (dal 20 luglio 1932 al 30 aprile 1934) - Ageo Arcangeli (PNF) (dal 30 aprile 1934 al 24 gennaio 1935) - Giuseppe Bianchini (PNF) (dal 24 gennaio 1935 al 15 luglio 1937) - Pietro Lissia (PNF) (dal 18 febbraio 1941 al 13 febbraio 1943) - Giampietro Domenico Pellegrini (PNF) (dal 13 febbraio 1943) |
| Finanze                                                   | | Giuseppe Volpi (PNF) (dal 10 luglio 1925 al 9 luglio 1928)                                                        | | - Pietro Lissia (PNF) (dal 31 ottobre 1922 al 3 luglio 1924) - Alfredo Rocco (PNF) Delega all'Assistenza militare e alle pensioni di guerra (dal 1º gennaio al 1º settembre 1923) - Cesare Maria De Vecchi (PNF) Delega all'Assistenza militare e alle pensioni di guerra (dal 1º gennaio all'8 marzo 1923) (dall'8 marzo al 3 maggio 1923) - Luigi Spezzotti (PNF) (dal 3 luglio 1924 al 6 novembre 1926) - Francesco D'Alessio (PNF) (dal 28 luglio 1925 al 6 novembre 1926) - Giuseppe Frignani (PNF) (dal 6 novembre 1926 al 9 luglio 1927) - Fulvio Suvich (PNF) (dal 6 novembre 1926 al 9 luglio 1928) - Francesco Boncompagni Ludovisi (PNF) (dal 21 luglio 1927 al 9 luglio 1928) - Vincenzo Casalini (PNF) (dal 9 luglio 1928 al 20 luglio 1932) - Ettore Bernardo Rosboch (PNF) (dal 9 luglio 1928 al 20 luglio 1932) - Umberto Puppini (PNF) (dal 20 luglio 1932 al 30 aprile 1934) - Ageo Arcangeli (PNF) (dal 30 aprile 1934 al 24 gennaio 1935) - Giuseppe Bianchini (PNF) (dal 24 gennaio 1935 al 15 luglio 1937) - Pietro Lissia (PNF) (dal 18 febbraio 1941 al 13 febbraio 1943) - Giampietro Domenico Pellegrini (PNF) (dal 13 febbraio 1943) |
| Finanze                                                   | | Antonio Mosconi (PNF) (dal 9 luglio 1928 a 20 luglio 1932)                                                        | | - Pietro Lissia (PNF) (dal 31 ottobre 1922 al 3 luglio 1924) - Alfredo Rocco (PNF) Delega all'Assistenza militare e alle pensioni di guerra (dal 1º gennaio al 1º settembre 1923) - Cesare Maria De Vecchi (PNF) Delega all'Assistenza militare e alle pensioni di guerra (dal 1º gennaio all'8 marzo 1923) (dall'8 marzo al 3 maggio 1923) - Luigi Spezzotti (PNF) (dal 3 luglio 1924 al 6 novembre 1926) - Francesco D'Alessio (PNF) (dal 28 luglio 1925 al 6 novembre 1926) - Giuseppe Frignani (PNF) (dal 6 novembre 1926 al 9 luglio 1927) - Fulvio Suvich (PNF) (dal 6 novembre 1926 al 9 luglio 1928) - Francesco Boncompagni Ludovisi (PNF) (dal 21 luglio 1927 al 9 luglio 1928) - Vincenzo Casalini (PNF) (dal 9 luglio 1928 al 20 luglio 1932) - Ettore Bernardo Rosboch (PNF) (dal 9 luglio 1928 al 20 luglio 1932) - Umberto Puppini (PNF) (dal 20 luglio 1932 al 30 aprile 1934) - Ageo Arcangeli (PNF) (dal 30 aprile 1934 al 24 gennaio 1935) - Giuseppe Bianchini (PNF) (dal 24 gennaio 1935 al 15 luglio 1937) - Pietro Lissia (PNF) (dal 18 febbraio 1941 al 13 febbraio 1943) - Giampietro Domenico Pellegrini (PNF) (dal 13 febbraio 1943) |
| Finanze                                                   | | Guido Jung (PNF) (dal 20 luglio 1932 al 24 gennaio 1935)                                                          | | - Pietro Lissia (PNF) (dal 31 ottobre 1922 al 3 luglio 1924) - Alfredo Rocco (PNF) Delega all'Assistenza militare e alle pensioni di guerra (dal 1º gennaio al 1º settembre 1923) - Cesare Maria De Vecchi (PNF) Delega all'Assistenza militare e alle pensioni di guerra (dal 1º gennaio all'8 marzo 1923) (dall'8 marzo al 3 maggio 1923) - Luigi Spezzotti (PNF) (dal 3 luglio 1924 al 6 novembre 1926) - Francesco D'Alessio (PNF) (dal 28 luglio 1925 al 6 novembre 1926) - Giuseppe Frignani (PNF) (dal 6 novembre 1926 al 9 luglio 1927) - Fulvio Suvich (PNF) (dal 6 novembre 1926 al 9 luglio 1928) - Francesco Boncompagni Ludovisi (PNF) (dal 21 luglio 1927 al 9 luglio 1928) - Vincenzo Casalini (PNF) (dal 9 luglio 1928 al 20 luglio 1932) - Ettore Bernardo Rosboch (PNF) (dal 9 luglio 1928 al 20 luglio 1932) - Umberto Puppini (PNF) (dal 20 luglio 1932 al 30 aprile 1934) - Ageo Arcangeli (PNF) (dal 30 aprile 1934 al 24 gennaio 1935) - Giuseppe Bianchini (PNF) (dal 24 gennaio 1935 al 15 luglio 1937) - Pietro Lissia (PNF) (dal 18 febbraio 1941 al 13 febbraio 1943) - Giampietro Domenico Pellegrini (PNF) (dal 13 febbraio 1943) |
| Finanze                                                   | | Paolo Thaon di Revel (PNF) (dal 24 gennaio 1935 al 6 febbraio 1943)                                               | | - Pietro Lissia (PNF) (dal 31 ottobre 1922 al 3 luglio 1924) - Alfredo Rocco (PNF) Delega all'Assistenza militare e alle pensioni di guerra (dal 1º gennaio al 1º settembre 1923) - Cesare Maria De Vecchi (PNF) Delega all'Assistenza militare e alle pensioni di guerra (dal 1º gennaio all'8 marzo 1923) (dall'8 marzo al 3 maggio 1923) - Luigi Spezzotti (PNF) (dal 3 luglio 1924 al 6 novembre 1926) - Francesco D'Alessio (PNF) (dal 28 luglio 1925 al 6 novembre 1926) - Giuseppe Frignani (PNF) (dal 6 novembre 1926 al 9 luglio 1927) - Fulvio Suvich (PNF) (dal 6 novembre 1926 al 9 luglio 1928) - Francesco Boncompagni Ludovisi (PNF) (dal 21 luglio 1927 al 9 luglio 1928) - Vincenzo Casalini (PNF) (dal 9 luglio 1928 al 20 luglio 1932) - Ettore Bernardo Rosboch (PNF) (dal 9 luglio 1928 al 20 luglio 1932) - Umberto Puppini (PNF) (dal 20 luglio 1932 al 30 aprile 1934) - Ageo Arcangeli (PNF) (dal 30 aprile 1934 al 24 gennaio 1935) - Giuseppe Bianchini (PNF) (dal 24 gennaio 1935 al 15 luglio 1937) - Pietro Lissia (PNF) (dal 18 febbraio 1941 al 13 febbraio 1943) - Giampietro Domenico Pellegrini (PNF) (dal 13 febbraio 1943) |
| Finanze                                                   | | Giacomo Acerbo (PNF) (dal 6 febbraio 1943)                                                                        | | - Pietro Lissia (PNF) (dal 31 ottobre 1922 al 3 luglio 1924) - Alfredo Rocco (PNF) Delega all'Assistenza militare e alle pensioni di guerra (dal 1º gennaio al 1º settembre 1923) - Cesare Maria De Vecchi (PNF) Delega all'Assistenza militare e alle pensioni di guerra (dal 1º gennaio all'8 marzo 1923) (dall'8 marzo al 3 maggio 1923) - Luigi Spezzotti (PNF) (dal 3 luglio 1924 al 6 novembre 1926) - Francesco D'Alessio (PNF) (dal 28 luglio 1925 al 6 novembre 1926) - Giuseppe Frignani (PNF) (dal 6 novembre 1926 al 9 luglio 1927) - Fulvio Suvich (PNF) (dal 6 novembre 1926 al 9 luglio 1928) - Francesco Boncompagni Ludovisi (PNF) (dal 21 luglio 1927 al 9 luglio 1928) - Vincenzo Casalini (PNF) (dal 9 luglio 1928 al 20 luglio 1932) - Ettore Bernardo Rosboch (PNF) (dal 9 luglio 1928 al 20 luglio 1932) - Umberto Puppini (PNF) (dal 20 luglio 1932 al 30 aprile 1934) - Ageo Arcangeli (PNF) (dal 30 aprile 1934 al 24 gennaio 1935) - Giuseppe Bianchini (PNF) (dal 24 gennaio 1935 al 15 luglio 1937) - Pietro Lissia (PNF) (dal 18 febbraio 1941 al 13 febbraio 1943) - Giampietro Domenico Pellegrini (PNF) (dal 13 febbraio 1943) |
| Agricoltura (soppresso)                                   | | | Giuseppe De Capitani d'Arzago (PLI) (dal 31 ottobre 1922 al 5 luglio 1923)                                        | Ottavio Corgini (PNF) (dal 31 ottobre 1922 al 7 giugno 1923) |
| Industria e Commercio (soppresso)                         | | | Teofilo Rossi (PLI) (dal 31 ottobre 1922 al 5 luglio 1923)                                                        | Giovanni Gronchi (PPI) (dal 31 ottobre 1922 al 27 aprile 1923) |
| Economia Nazionale (istituito e soppresso)                | | | Orso Mario Corbino (PLI) (dal 1º agosto 1923 al 1º luglio 1924)                                                   | - Arrigo Serpieri (PNF) (dal 1º agosto 1923 al 3 luglio 1924) - Ignazio Larussa (PNF) (dal 3 luglio 1924 al 14 luglio 1925) - Giovanni Floriano Banelli (PNF) (dal 3 luglio 1924 al 31 ottobre 1925) - Vittorio Peglion (PNF) (dal 3 luglio 1924 al 6 novembre 1926) - Italo Balbo (PNF) (dal 31 ottobre 1925 al 6 novembre 1926) - Tommaso Bisi (PNF) (dal 6 novembre 1926 al 9 luglio 1928) - Guglielmo Josa (PNF) (dal 9 luglio 1928 al 12 settembre 1929) - Alessandro Lessona (PNF) (dal 9 luglio 1928 al 12 settembre 1929) |
| Economia Nazionale (istituito e soppresso)                | | Cesare Nava (PNF) (dal 1º luglio 1924 al 10 luglio 1925)                                                          | | - Arrigo Serpieri (PNF) (dal 1º agosto 1923 al 3 luglio 1924) - Ignazio Larussa (PNF) (dal 3 luglio 1924 al 14 luglio 1925) - Giovanni Floriano Banelli (PNF) (dal 3 luglio 1924 al 31 ottobre 1925) - Vittorio Peglion (PNF) (dal 3 luglio 1924 al 6 novembre 1926) - Italo Balbo (PNF) (dal 31 ottobre 1925 al 6 novembre 1926) - Tommaso Bisi (PNF) (dal 6 novembre 1926 al 9 luglio 1928) - Guglielmo Josa (PNF) (dal 9 luglio 1928 al 12 settembre 1929) - Alessandro Lessona (PNF) (dal 9 luglio 1928 al 12 settembre 1929) |
| Economia Nazionale (istituito e soppresso)                | | Giuseppe Belluzzo (PNF) (dal 10 luglio 1925 al 9 luglio 1928)                                                     | | - Arrigo Serpieri (PNF) (dal 1º agosto 1923 al 3 luglio 1924) - Ignazio Larussa (PNF) (dal 3 luglio 1924 al 14 luglio 1925) - Giovanni Floriano Banelli (PNF) (dal 3 luglio 1924 al 31 ottobre 1925) - Vittorio Peglion (PNF) (dal 3 luglio 1924 al 6 novembre 1926) - Italo Balbo (PNF) (dal 31 ottobre 1925 al 6 novembre 1926) - Tommaso Bisi (PNF) (dal 6 novembre 1926 al 9 luglio 1928) - Guglielmo Josa (PNF) (dal 9 luglio 1928 al 12 settembre 1929) - Alessandro Lessona (PNF) (dal 9 luglio 1928 al 12 settembre 1929) |
| Economia Nazionale (istituito e soppresso)                | | Alessandro Martelli (PNF) (dal 9 luglio 1928 al 12 settembre 1929)                                                | | - Arrigo Serpieri (PNF) (dal 1º agosto 1923 al 3 luglio 1924) - Ignazio Larussa (PNF) (dal 3 luglio 1924 al 14 luglio 1925) - Giovanni Floriano Banelli (PNF) (dal 3 luglio 1924 al 31 ottobre 1925) - Vittorio Peglion (PNF) (dal 3 luglio 1924 al 6 novembre 1926) - Italo Balbo (PNF) (dal 31 ottobre 1925 al 6 novembre 1926) - Tommaso Bisi (PNF) (dal 6 novembre 1926 al 9 luglio 1928) - Guglielmo Josa (PNF) (dal 9 luglio 1928 al 12 settembre 1929) - Alessandro Lessona (PNF) (dal 9 luglio 1928 al 12 settembre 1929) |
| Agricoltura e foreste (istituito)                         | | | Giacomo Acerbo (PNF) (dal 12 settembre 1929 al 24 gennaio 1935)                                                   | - Arturo Marescalchi (PNF) (dal 12 settembre 1929 al 24 gennaio 1935) - Arrigo Serpieri (PNF) Delega alla Bonifica integrale (dal 12 settembre 1929 al 24 gennaio 1935) - Gabriele Canelli (PNF) Delega alla Bonifica integrale (dal 24 gennaio 1935 al 19 aprile 1937) - Giuseppe Tassinari (PNF) (dal 24 gennaio 1935 al 13 maggio 1937) Delega alla Bonifica integrale (dal 13 maggio 1937 al 31 ottobre 1939) - Sergio Nannini (PNF) Delega alla Bonifica integrale (dal 31 ottobre 1939 al 13 febbraio 1943) - Michele Pascolato (PNF) (dal 5 ottobre 1941 al 13 febbraio 1943) - Carlo Fabrizi (PNF) (dal 13 febbraio 1943) - Gutierrez Michele Spadafora (PNF) (dal 13 febbraio 1943) |
| Agricoltura e foreste (istituito)                         | | Edmondo Rossoni (PNF) (dal 24 gennaio 1935 al 31 ottobre 1939)                                                    | | - Arturo Marescalchi (PNF) (dal 12 settembre 1929 al 24 gennaio 1935) - Arrigo Serpieri (PNF) Delega alla Bonifica integrale (dal 12 settembre 1929 al 24 gennaio 1935) - Gabriele Canelli (PNF) Delega alla Bonifica integrale (dal 24 gennaio 1935 al 19 aprile 1937) - Giuseppe Tassinari (PNF) (dal 24 gennaio 1935 al 13 maggio 1937) Delega alla Bonifica integrale (dal 13 maggio 1937 al 31 ottobre 1939) - Sergio Nannini (PNF) Delega alla Bonifica integrale (dal 31 ottobre 1939 al 13 febbraio 1943) - Michele Pascolato (PNF) (dal 5 ottobre 1941 al 13 febbraio 1943) - Carlo Fabrizi (PNF) (dal 13 febbraio 1943) - Gutierrez Michele Spadafora (PNF) (dal 13 febbraio 1943) |
| Agricoltura e foreste (istituito)                         | | Giuseppe Tassinari (PNF) (dal 31 ottobre 1939 al 26 dicembre 1941)                                                | | - Arturo Marescalchi (PNF) (dal 12 settembre 1929 al 24 gennaio 1935) - Arrigo Serpieri (PNF) Delega alla Bonifica integrale (dal 12 settembre 1929 al 24 gennaio 1935) - Gabriele Canelli (PNF) Delega alla Bonifica integrale (dal 24 gennaio 1935 al 19 aprile 1937) - Giuseppe Tassinari (PNF) (dal 24 gennaio 1935 al 13 maggio 1937) Delega alla Bonifica integrale (dal 13 maggio 1937 al 31 ottobre 1939) - Sergio Nannini (PNF) Delega alla Bonifica integrale (dal 31 ottobre 1939 al 13 febbraio 1943) - Michele Pascolato (PNF) (dal 5 ottobre 1941 al 13 febbraio 1943) - Carlo Fabrizi (PNF) (dal 13 febbraio 1943) - Gutierrez Michele Spadafora (PNF) (dal 13 febbraio 1943) |
| Agricoltura e foreste (istituito)                         | | Carlo Pareschi (PNF) (dal 26 dicembre 1941)                                                                       | | - Arturo Marescalchi (PNF) (dal 12 settembre 1929 al 24 gennaio 1935) - Arrigo Serpieri (PNF) Delega alla Bonifica integrale (dal 12 settembre 1929 al 24 gennaio 1935) - Gabriele Canelli (PNF) Delega alla Bonifica integrale (dal 24 gennaio 1935 al 19 aprile 1937) - Giuseppe Tassinari (PNF) (dal 24 gennaio 1935 al 13 maggio 1937) Delega alla Bonifica integrale (dal 13 maggio 1937 al 31 ottobre 1939) - Sergio Nannini (PNF) Delega alla Bonifica integrale (dal 31 ottobre 1939 al 13 febbraio 1943) - Michele Pascolato (PNF) (dal 5 ottobre 1941 al 13 febbraio 1943) - Carlo Fabrizi (PNF) (dal 13 febbraio 1943) - Gutierrez Michele Spadafora (PNF) (dal 13 febbraio 1943) |
| Corporazioni (istituito)                                  | | | Benito Mussolini (PNF) (dal 2 luglio 1926 al 12 settembre 1929)                                                   | - Giacomo Suardo (PNF) (dal 2 luglio al 6 novembre 1926) - Giuseppe Bottai (PNF) (dal 6 novembre 1926 al 12 settembre 1929) - Emanuele Trigona (PNF) (dal 12 settembre 1929 al 20 luglio 1932) - Guglielmo Josa (PNF) (dal 12 settembre al 9 novembre 1929) - Dino Alfieri (PNF) (dal 9 novembre 1929 al 20 luglio 1932) - Alberto Asquini (PNF) (dal 20 luglio 1932 al 24 gennaio 1935) - Bruno Biagi (PNF) (dal 20 luglio 1932 al 24 gennaio 1935) - Ferruccio Lantini (PNF) (dal 24 gennaio 1935 all'11 giugno 1936) - Renato Ricci (PNF) (dal 20 novembre 1937 al 31 ottobre 1939) - Tullio Cianetti (PNF) (dal 22 luglio 1939 al 19 aprile 1943) - Ermanno Amicucci (PNF) (dal 4 novembre 1939) - Giuseppe Lombrassa (PNF) (dal 26 febbraio 1942 al 2 giugno 1943) - Giovanni Battista Baccarini (PNF) (dal 30 aprile 1943) - Luigi Contu (PNF) (dal 2 giugno 1943) |
| Corporazioni (istituito)                                  | | Giuseppe Bottai (PNF) (dal 12 settembre 1929 al 20 luglio 1932)                                                   | | - Giacomo Suardo (PNF) (dal 2 luglio al 6 novembre 1926) - Giuseppe Bottai (PNF) (dal 6 novembre 1926 al 12 settembre 1929) - Emanuele Trigona (PNF) (dal 12 settembre 1929 al 20 luglio 1932) - Guglielmo Josa (PNF) (dal 12 settembre al 9 novembre 1929) - Dino Alfieri (PNF) (dal 9 novembre 1929 al 20 luglio 1932) - Alberto Asquini (PNF) (dal 20 luglio 1932 al 24 gennaio 1935) - Bruno Biagi (PNF) (dal 20 luglio 1932 al 24 gennaio 1935) - Ferruccio Lantini (PNF) (dal 24 gennaio 1935 all'11 giugno 1936) - Renato Ricci (PNF) (dal 20 novembre 1937 al 31 ottobre 1939) - Tullio Cianetti (PNF) (dal 22 luglio 1939 al 19 aprile 1943) - Ermanno Amicucci (PNF) (dal 4 novembre 1939) - Giuseppe Lombrassa (PNF) (dal 26 febbraio 1942 al 2 giugno 1943) - Giovanni Battista Baccarini (PNF) (dal 30 aprile 1943) - Luigi Contu (PNF) (dal 2 giugno 1943) |
| Corporazioni (istituito)                                  | | Benito Mussolini (PNF) (dal 20 luglio 1932 all'11 giugno 1936)                                                    | | - Giacomo Suardo (PNF) (dal 2 luglio al 6 novembre 1926) - Giuseppe Bottai (PNF) (dal 6 novembre 1926 al 12 settembre 1929) - Emanuele Trigona (PNF) (dal 12 settembre 1929 al 20 luglio 1932) - Guglielmo Josa (PNF) (dal 12 settembre al 9 novembre 1929) - Dino Alfieri (PNF) (dal 9 novembre 1929 al 20 luglio 1932) - Alberto Asquini (PNF) (dal 20 luglio 1932 al 24 gennaio 1935) - Bruno Biagi (PNF) (dal 20 luglio 1932 al 24 gennaio 1935) - Ferruccio Lantini (PNF) (dal 24 gennaio 1935 all'11 giugno 1936) - Renato Ricci (PNF) (dal 20 novembre 1937 al 31 ottobre 1939) - Tullio Cianetti (PNF) (dal 22 luglio 1939 al 19 aprile 1943) - Ermanno Amicucci (PNF) (dal 4 novembre 1939) - Giuseppe Lombrassa (PNF) (dal 26 febbraio 1942 al 2 giugno 1943) - Giovanni Battista Baccarini (PNF) (dal 30 aprile 1943) - Luigi Contu (PNF) (dal 2 giugno 1943) |
| Corporazioni (istituito)                                  | | Ferruccio Lantini (PNF) (dall'11 giugno 1936 al 31 ottobre 1939)                                                  | | - Giacomo Suardo (PNF) (dal 2 luglio al 6 novembre 1926) - Giuseppe Bottai (PNF) (dal 6 novembre 1926 al 12 settembre 1929) - Emanuele Trigona (PNF) (dal 12 settembre 1929 al 20 luglio 1932) - Guglielmo Josa (PNF) (dal 12 settembre al 9 novembre 1929) - Dino Alfieri (PNF) (dal 9 novembre 1929 al 20 luglio 1932) - Alberto Asquini (PNF) (dal 20 luglio 1932 al 24 gennaio 1935) - Bruno Biagi (PNF) (dal 20 luglio 1932 al 24 gennaio 1935) - Ferruccio Lantini (PNF) (dal 24 gennaio 1935 all'11 giugno 1936) - Renato Ricci (PNF) (dal 20 novembre 1937 al 31 ottobre 1939) - Tullio Cianetti (PNF) (dal 22 luglio 1939 al 19 aprile 1943) - Ermanno Amicucci (PNF) (dal 4 novembre 1939) - Giuseppe Lombrassa (PNF) (dal 26 febbraio 1942 al 2 giugno 1943) - Giovanni Battista Baccarini (PNF) (dal 30 aprile 1943) - Luigi Contu (PNF) (dal 2 giugno 1943) |
| Corporazioni (istituito)                                  | | Renato Ricci (PNF) (dal 31 ottobre 1939 al 6 febbraio 1943)                                                       | | - Giacomo Suardo (PNF) (dal 2 luglio al 6 novembre 1926) - Giuseppe Bottai (PNF) (dal 6 novembre 1926 al 12 settembre 1929) - Emanuele Trigona (PNF) (dal 12 settembre 1929 al 20 luglio 1932) - Guglielmo Josa (PNF) (dal 12 settembre al 9 novembre 1929) - Dino Alfieri (PNF) (dal 9 novembre 1929 al 20 luglio 1932) - Alberto Asquini (PNF) (dal 20 luglio 1932 al 24 gennaio 1935) - Bruno Biagi (PNF) (dal 20 luglio 1932 al 24 gennaio 1935) - Ferruccio Lantini (PNF) (dal 24 gennaio 1935 all'11 giugno 1936) - Renato Ricci (PNF) (dal 20 novembre 1937 al 31 ottobre 1939) - Tullio Cianetti (PNF) (dal 22 luglio 1939 al 19 aprile 1943) - Ermanno Amicucci (PNF) (dal 4 novembre 1939) - Giuseppe Lombrassa (PNF) (dal 26 febbraio 1942 al 2 giugno 1943) - Giovanni Battista Baccarini (PNF) (dal 30 aprile 1943) - Luigi Contu (PNF) (dal 2 giugno 1943) |
| Corporazioni (istituito)                                  | | Carlo Tiengo (PNF) (dal 6 febbraio al 19 aprile 1943)                                                             | | - Giacomo Suardo (PNF) (dal 2 luglio al 6 novembre 1926) - Giuseppe Bottai (PNF) (dal 6 novembre 1926 al 12 settembre 1929) - Emanuele Trigona (PNF) (dal 12 settembre 1929 al 20 luglio 1932) - Guglielmo Josa (PNF) (dal 12 settembre al 9 novembre 1929) - Dino Alfieri (PNF) (dal 9 novembre 1929 al 20 luglio 1932) - Alberto Asquini (PNF) (dal 20 luglio 1932 al 24 gennaio 1935) - Bruno Biagi (PNF) (dal 20 luglio 1932 al 24 gennaio 1935) - Ferruccio Lantini (PNF) (dal 24 gennaio 1935 all'11 giugno 1936) - Renato Ricci (PNF) (dal 20 novembre 1937 al 31 ottobre 1939) - Tullio Cianetti (PNF) (dal 22 luglio 1939 al 19 aprile 1943) - Ermanno Amicucci (PNF) (dal 4 novembre 1939) - Giuseppe Lombrassa (PNF) (dal 26 febbraio 1942 al 2 giugno 1943) - Giovanni Battista Baccarini (PNF) (dal 30 aprile 1943) - Luigi Contu (PNF) (dal 2 giugno 1943) |
| Corporazioni (istituito)                                  | | Tullio Cianetti (PNF) (dal 19 aprile 1943)                                                                        | | - Giacomo Suardo (PNF) (dal 2 luglio al 6 novembre 1926) - Giuseppe Bottai (PNF) (dal 6 novembre 1926 al 12 settembre 1929) - Emanuele Trigona (PNF) (dal 12 settembre 1929 al 20 luglio 1932) - Guglielmo Josa (PNF) (dal 12 settembre al 9 novembre 1929) - Dino Alfieri (PNF) (dal 9 novembre 1929 al 20 luglio 1932) - Alberto Asquini (PNF) (dal 20 luglio 1932 al 24 gennaio 1935) - Bruno Biagi (PNF) (dal 20 luglio 1932 al 24 gennaio 1935) - Ferruccio Lantini (PNF) (dal 24 gennaio 1935 all'11 giugno 1936) - Renato Ricci (PNF) (dal 20 novembre 1937 al 31 ottobre 1939) - Tullio Cianetti (PNF) (dal 22 luglio 1939 al 19 aprile 1943) - Ermanno Amicucci (PNF) (dal 4 novembre 1939) - Giuseppe Lombrassa (PNF) (dal 26 febbraio 1942 al 2 giugno 1943) - Giovanni Battista Baccarini (PNF) (dal 30 aprile 1943) - Luigi Contu (PNF) (dal 2 giugno 1943) |
| Scambi e valute (istituito)                               | | | Felice Guarneri (PNF) (dal 20 novembre 1937 al 31 ottobre 1939)                                                   | Salvatore Gatti (PNF) (dal 18 febbraio all'8 maggio 1941) |
| Scambi e valute (istituito)                               | | Raffaello Riccardi (PNF) (dal 31 ottobre 1939 al 6 febbraio 1943)                                                 | | Salvatore Gatti (PNF) (dal 18 febbraio all'8 maggio 1941) |
| Scambi e valute (istituito)                               | | Oreste Bonomi (PNF) (dal 6 febbraio 1943)                                                                         | | Salvatore Gatti (PNF) (dal 18 febbraio all'8 maggio 1941) |
| Produzione bellica (istituito)                            | | | Carlo Favagrossa (Militare) (dal 6 febbraio 1943)                                                                 | Carica non assegnata |
| Lavori Pubblici                                           | | | Gabriello Carnazza (PDSI poi PNF) (dal 31 ottobre 1922 al 1º luglio 1924)                                         | - Alessandro Sardi (ANI-PNF) (al 31 ottobre 1922 al 3 luglio 1924) - Edoardo Torre (PNF) (dal 4 gennaio 1923 al 30 aprile 1924) - Antonio Scialoja (Indipendente) (dal 3 luglio 1924 al 12 gennaio 1925) - Alfredo Petrillo (PLI) (dal 12 gennaio al 31 ottobre 1925) - Michele Bianchi (PNF) (dal 31 ottobre 1925 al 13 marzo 1928) - Araldo di Crollalanza (PNF) (dal 9 luglio 1928 al 13 febbraio 1930) - Antonio Leoni (PNF) (dal 15 febbraio 1930 al 24 febbraio 1935) - Giuseppe Cobolli Gigli (PNF) (dal 24 gennaio al 5 settembre 1935) - Pio Calletti (PNF) (dal 18 febbraio 1941) |
| Lavori Pubblici                                           | | | Gabriello Carnazza (PDSI poi PNF) (dal 31 ottobre 1922 al 1º luglio 1924)                                         | - Alessandro Sardi (ANI-PNF) (al 31 ottobre 1922 al 3 luglio 1924) - Edoardo Torre (PNF) (dal 4 gennaio 1923 al 30 aprile 1924) - Antonio Scialoja (Indipendente) (dal 3 luglio 1924 al 12 gennaio 1925) - Alfredo Petrillo (PLI) (dal 12 gennaio al 31 ottobre 1925) - Michele Bianchi (PNF) (dal 31 ottobre 1925 al 13 marzo 1928) - Araldo di Crollalanza (PNF) (dal 9 luglio 1928 al 13 febbraio 1930) - Antonio Leoni (PNF) (dal 15 febbraio 1930 al 24 febbraio 1935) - Giuseppe Cobolli Gigli (PNF) (dal 24 gennaio al 5 settembre 1935) - Pio Calletti (PNF) (dal 18 febbraio 1941) |
| Lavori Pubblici                                           | | Gino Sarrocchi (PNF) (dal 1º luglio 1924 al 5 gennaio 1925)                                                       | | - Alessandro Sardi (ANI-PNF) (al 31 ottobre 1922 al 3 luglio 1924) - Edoardo Torre (PNF) (dal 4 gennaio 1923 al 30 aprile 1924) - Antonio Scialoja (Indipendente) (dal 3 luglio 1924 al 12 gennaio 1925) - Alfredo Petrillo (PLI) (dal 12 gennaio al 31 ottobre 1925) - Michele Bianchi (PNF) (dal 31 ottobre 1925 al 13 marzo 1928) - Araldo di Crollalanza (PNF) (dal 9 luglio 1928 al 13 febbraio 1930) - Antonio Leoni (PNF) (dal 15 febbraio 1930 al 24 febbraio 1935) - Giuseppe Cobolli Gigli (PNF) (dal 24 gennaio al 5 settembre 1935) - Pio Calletti (PNF) (dal 18 febbraio 1941) |
| Lavori Pubblici                                           | | Giovanni Giuriati (PNF) (dal 5 gennaio 1925 al 30 aprile 1929)                                                    | | - Alessandro Sardi (ANI-PNF) (al 31 ottobre 1922 al 3 luglio 1924) - Edoardo Torre (PNF) (dal 4 gennaio 1923 al 30 aprile 1924) - Antonio Scialoja (Indipendente) (dal 3 luglio 1924 al 12 gennaio 1925) - Alfredo Petrillo (PLI) (dal 12 gennaio al 31 ottobre 1925) - Michele Bianchi (PNF) (dal 31 ottobre 1925 al 13 marzo 1928) - Araldo di Crollalanza (PNF) (dal 9 luglio 1928 al 13 febbraio 1930) - Antonio Leoni (PNF) (dal 15 febbraio 1930 al 24 febbraio 1935) - Giuseppe Cobolli Gigli (PNF) (dal 24 gennaio al 5 settembre 1935) - Pio Calletti (PNF) (dal 18 febbraio 1941) |
| Lavori Pubblici                                           | | Benito Mussolini (PNF) (dal 30 aprile al 12 settembre 1929)                                                       | | - Alessandro Sardi (ANI-PNF) (al 31 ottobre 1922 al 3 luglio 1924) - Edoardo Torre (PNF) (dal 4 gennaio 1923 al 30 aprile 1924) - Antonio Scialoja (Indipendente) (dal 3 luglio 1924 al 12 gennaio 1925) - Alfredo Petrillo (PLI) (dal 12 gennaio al 31 ottobre 1925) - Michele Bianchi (PNF) (dal 31 ottobre 1925 al 13 marzo 1928) - Araldo di Crollalanza (PNF) (dal 9 luglio 1928 al 13 febbraio 1930) - Antonio Leoni (PNF) (dal 15 febbraio 1930 al 24 febbraio 1935) - Giuseppe Cobolli Gigli (PNF) (dal 24 gennaio al 5 settembre 1935) - Pio Calletti (PNF) (dal 18 febbraio 1941) |
| Lavori Pubblici                                           | | Michele Bianchi (PNF) (dal 12 settembre 1929 al 3 febbraio 1930)                                                  | | - Alessandro Sardi (ANI-PNF) (al 31 ottobre 1922 al 3 luglio 1924) - Edoardo Torre (PNF) (dal 4 gennaio 1923 al 30 aprile 1924) - Antonio Scialoja (Indipendente) (dal 3 luglio 1924 al 12 gennaio 1925) - Alfredo Petrillo (PLI) (dal 12 gennaio al 31 ottobre 1925) - Michele Bianchi (PNF) (dal 31 ottobre 1925 al 13 marzo 1928) - Araldo di Crollalanza (PNF) (dal 9 luglio 1928 al 13 febbraio 1930) - Antonio Leoni (PNF) (dal 15 febbraio 1930 al 24 febbraio 1935) - Giuseppe Cobolli Gigli (PNF) (dal 24 gennaio al 5 settembre 1935) - Pio Calletti (PNF) (dal 18 febbraio 1941) |
| Lavori Pubblici                                           | | Araldo di Crollalanza (PNF) (dal 13 febbraio 1930 al 24 gennaio 1935)                                             | | - Alessandro Sardi (ANI-PNF) (al 31 ottobre 1922 al 3 luglio 1924) - Edoardo Torre (PNF) (dal 4 gennaio 1923 al 30 aprile 1924) - Antonio Scialoja (Indipendente) (dal 3 luglio 1924 al 12 gennaio 1925) - Alfredo Petrillo (PLI) (dal 12 gennaio al 31 ottobre 1925) - Michele Bianchi (PNF) (dal 31 ottobre 1925 al 13 marzo 1928) - Araldo di Crollalanza (PNF) (dal 9 luglio 1928 al 13 febbraio 1930) - Antonio Leoni (PNF) (dal 15 febbraio 1930 al 24 febbraio 1935) - Giuseppe Cobolli Gigli (PNF) (dal 24 gennaio al 5 settembre 1935) - Pio Calletti (PNF) (dal 18 febbraio 1941) |
| Lavori Pubblici                                           | | Luigi Razza (PNF) (dal 24 gennaio 1935 al 7 agosto 1935)                                                          | | - Alessandro Sardi (ANI-PNF) (al 31 ottobre 1922 al 3 luglio 1924) - Edoardo Torre (PNF) (dal 4 gennaio 1923 al 30 aprile 1924) - Antonio Scialoja (Indipendente) (dal 3 luglio 1924 al 12 gennaio 1925) - Alfredo Petrillo (PLI) (dal 12 gennaio al 31 ottobre 1925) - Michele Bianchi (PNF) (dal 31 ottobre 1925 al 13 marzo 1928) - Araldo di Crollalanza (PNF) (dal 9 luglio 1928 al 13 febbraio 1930) - Antonio Leoni (PNF) (dal 15 febbraio 1930 al 24 febbraio 1935) - Giuseppe Cobolli Gigli (PNF) (dal 24 gennaio al 5 settembre 1935) - Pio Calletti (PNF) (dal 18 febbraio 1941) |
| Lavori Pubblici                                           | | Giuseppe Cobolli Gigli (PNF) (dal 5 settembre 1935 al 31 ottobre 1939)                                            | | - Alessandro Sardi (ANI-PNF) (al 31 ottobre 1922 al 3 luglio 1924) - Edoardo Torre (PNF) (dal 4 gennaio 1923 al 30 aprile 1924) - Antonio Scialoja (Indipendente) (dal 3 luglio 1924 al 12 gennaio 1925) - Alfredo Petrillo (PLI) (dal 12 gennaio al 31 ottobre 1925) - Michele Bianchi (PNF) (dal 31 ottobre 1925 al 13 marzo 1928) - Araldo di Crollalanza (PNF) (dal 9 luglio 1928 al 13 febbraio 1930) - Antonio Leoni (PNF) (dal 15 febbraio 1930 al 24 febbraio 1935) - Giuseppe Cobolli Gigli (PNF) (dal 24 gennaio al 5 settembre 1935) - Pio Calletti (PNF) (dal 18 febbraio 1941) |
| Lavori Pubblici                                           | | Adelchi Serena (PNF) (dal 31 ottobre 1939 al 30 ottobre 1940)                                                     | | - Alessandro Sardi (ANI-PNF) (al 31 ottobre 1922 al 3 luglio 1924) - Edoardo Torre (PNF) (dal 4 gennaio 1923 al 30 aprile 1924) - Antonio Scialoja (Indipendente) (dal 3 luglio 1924 al 12 gennaio 1925) - Alfredo Petrillo (PLI) (dal 12 gennaio al 31 ottobre 1925) - Michele Bianchi (PNF) (dal 31 ottobre 1925 al 13 marzo 1928) - Araldo di Crollalanza (PNF) (dal 9 luglio 1928 al 13 febbraio 1930) - Antonio Leoni (PNF) (dal 15 febbraio 1930 al 24 febbraio 1935) - Giuseppe Cobolli Gigli (PNF) (dal 24 gennaio al 5 settembre 1935) - Pio Calletti (PNF) (dal 18 febbraio 1941) |
| Lavori Pubblici                                           | | Giuseppe Gorla (PNF) (dal 30 ottobre 1940 al 6 febbraio 1943)                                                     | | - Alessandro Sardi (ANI-PNF) (al 31 ottobre 1922 al 3 luglio 1924) - Edoardo Torre (PNF) (dal 4 gennaio 1923 al 30 aprile 1924) - Antonio Scialoja (Indipendente) (dal 3 luglio 1924 al 12 gennaio 1925) - Alfredo Petrillo (PLI) (dal 12 gennaio al 31 ottobre 1925) - Michele Bianchi (PNF) (dal 31 ottobre 1925 al 13 marzo 1928) - Araldo di Crollalanza (PNF) (dal 9 luglio 1928 al 13 febbraio 1930) - Antonio Leoni (PNF) (dal 15 febbraio 1930 al 24 febbraio 1935) - Giuseppe Cobolli Gigli (PNF) (dal 24 gennaio al 5 settembre 1935) - Pio Calletti (PNF) (dal 18 febbraio 1941) |
| Lavori Pubblici                                           | | Zenone Benini (PNF) (dal 6 febbraio 1943)                                                                         | | - Alessandro Sardi (ANI-PNF) (al 31 ottobre 1922 al 3 luglio 1924) - Edoardo Torre (PNF) (dal 4 gennaio 1923 al 30 aprile 1924) - Antonio Scialoja (Indipendente) (dal 3 luglio 1924 al 12 gennaio 1925) - Alfredo Petrillo (PLI) (dal 12 gennaio al 31 ottobre 1925) - Michele Bianchi (PNF) (dal 31 ottobre 1925 al 13 marzo 1928) - Araldo di Crollalanza (PNF) (dal 9 luglio 1928 al 13 febbraio 1930) - Antonio Leoni (PNF) (dal 15 febbraio 1930 al 24 febbraio 1935) - Giuseppe Cobolli Gigli (PNF) (dal 24 gennaio al 5 settembre 1935) - Pio Calletti (PNF) (dal 18 febbraio 1941) |
| Lavoro e previdenza sociale (soppresso)                   | | | Stefano Cavazzoni (PPI) (dal 31 ottobre 1922 al 27 aprile 1923)                                                   | Silvio Gai (PNF) (dal 31 ottobre 1922 al 27 aprile 1923) |
| Comunicazioni                                             | | | Giovanni Antonio Colonna di Cesarò (PDSI) (dal 31 ottobre 1922 al 5 febbraio 1924)                                | - Michele Terzaghi (PNF) (dal 31 ottobre al 10 novembre 1922) - Giuseppe Caradonna (PNF) (dal 10 novembre 1922 al 3 luglio 1924) - Mario Carusi (PNF) (dal 3 luglio 1924 al 6 novembre 1926) - Giovanni Celesia di Vegliasco (PLI poi PNF) (dal 3 luglio 1924 al 6 novembre 1926) - Sergio Panunzio (PNF) (3 luglio 1924 al 6 novembre 1926) - Giovanni Pala (PNF) (dal 6 novembre 1926 al 4 maggio 1928) - Filippo Pennavaria (PNF) (dal 6 novembre 1926 al 20 luglio 1932) - Alessandro Martelli (PNF) (dal 6 novembre 1926 al 9 luglio 1932) - Giovanni Cao (PNF) (dal 9 luglio 1928 al 20 luglio 1932) - Raffaello Riccardi (PNF) (dal 9 luglio 1928 al 12 settembre 1929) - Ferdinando Pierazzi (PNF) (dal 12 settembre 1929 al 20 luglio 1932) - Luigi Lojacono (PNF) (dal 20 luglio 1932 al 24 gennaio 1935) - Gaetano Postiglione (PNF) (dal 20 luglio 1932 al 24 gennaio 1935) - Ruggero Romano (PNF) (dal 20 luglio 1932 al 24 gennaio 1935) - Augusto De Marsanich (PNF) (dal 24 gennaio 1935 al 13 febbraio 1943) - Giovanni Host-Venturi (PNF) (dal 24 gennaio 1935 al 31 ottobre 1939) - Mario Jannelli (PNF) (dal 24 gennaio 1935 al 13 febbraio 1943) - Giovanni Marinelli (PNF) (dal 5 novembre 1939 al 13 febbraio 1943) - Domenico Arcidiacono (PNF) (dal 13 febbraio 1943) - Giuseppe Peverelli (PNF) (dal 13 febbraio 1943) - Luigi Scarfiotti (PNF) (dal 13 febbraio 1943) |
| Comunicazioni                                             | | Costanzo Ciano (PNF) (dal 5 febbraio al 30 aprile 1934)                                                           | | - Michele Terzaghi (PNF) (dal 31 ottobre al 10 novembre 1922) - Giuseppe Caradonna (PNF) (dal 10 novembre 1922 al 3 luglio 1924) - Mario Carusi (PNF) (dal 3 luglio 1924 al 6 novembre 1926) - Giovanni Celesia di Vegliasco (PLI poi PNF) (dal 3 luglio 1924 al 6 novembre 1926) - Sergio Panunzio (PNF) (3 luglio 1924 al 6 novembre 1926) - Giovanni Pala (PNF) (dal 6 novembre 1926 al 4 maggio 1928) - Filippo Pennavaria (PNF) (dal 6 novembre 1926 al 20 luglio 1932) - Alessandro Martelli (PNF) (dal 6 novembre 1926 al 9 luglio 1932) - Giovanni Cao (PNF) (dal 9 luglio 1928 al 20 luglio 1932) - Raffaello Riccardi (PNF) (dal 9 luglio 1928 al 12 settembre 1929) - Ferdinando Pierazzi (PNF) (dal 12 settembre 1929 al 20 luglio 1932) - Luigi Lojacono (PNF) (dal 20 luglio 1932 al 24 gennaio 1935) - Gaetano Postiglione (PNF) (dal 20 luglio 1932 al 24 gennaio 1935) - Ruggero Romano (PNF) (dal 20 luglio 1932 al 24 gennaio 1935) - Augusto De Marsanich (PNF) (dal 24 gennaio 1935 al 13 febbraio 1943) - Giovanni Host-Venturi (PNF) (dal 24 gennaio 1935 al 31 ottobre 1939) - Mario Jannelli (PNF) (dal 24 gennaio 1935 al 13 febbraio 1943) - Giovanni Marinelli (PNF) (dal 5 novembre 1939 al 13 febbraio 1943) - Domenico Arcidiacono (PNF) (dal 13 febbraio 1943) - Giuseppe Peverelli (PNF) (dal 13 febbraio 1943) - Luigi Scarfiotti (PNF) (dal 13 febbraio 1943) |
| Comunicazioni                                             | | Umberto Puppini (PNF) (dal 30 aprile 1934 al 24 gennaio 1935)                                                     | | - Michele Terzaghi (PNF) (dal 31 ottobre al 10 novembre 1922) - Giuseppe Caradonna (PNF) (dal 10 novembre 1922 al 3 luglio 1924) - Mario Carusi (PNF) (dal 3 luglio 1924 al 6 novembre 1926) - Giovanni Celesia di Vegliasco (PLI poi PNF) (dal 3 luglio 1924 al 6 novembre 1926) - Sergio Panunzio (PNF) (3 luglio 1924 al 6 novembre 1926) - Giovanni Pala (PNF) (dal 6 novembre 1926 al 4 maggio 1928) - Filippo Pennavaria (PNF) (dal 6 novembre 1926 al 20 luglio 1932) - Alessandro Martelli (PNF) (dal 6 novembre 1926 al 9 luglio 1932) - Giovanni Cao (PNF) (dal 9 luglio 1928 al 20 luglio 1932) - Raffaello Riccardi (PNF) (dal 9 luglio 1928 al 12 settembre 1929) - Ferdinando Pierazzi (PNF) (dal 12 settembre 1929 al 20 luglio 1932) - Luigi Lojacono (PNF) (dal 20 luglio 1932 al 24 gennaio 1935) - Gaetano Postiglione (PNF) (dal 20 luglio 1932 al 24 gennaio 1935) - Ruggero Romano (PNF) (dal 20 luglio 1932 al 24 gennaio 1935) - Augusto De Marsanich (PNF) (dal 24 gennaio 1935 al 13 febbraio 1943) - Giovanni Host-Venturi (PNF) (dal 24 gennaio 1935 al 31 ottobre 1939) - Mario Jannelli (PNF) (dal 24 gennaio 1935 al 13 febbraio 1943) - Giovanni Marinelli (PNF) (dal 5 novembre 1939 al 13 febbraio 1943) - Domenico Arcidiacono (PNF) (dal 13 febbraio 1943) - Giuseppe Peverelli (PNF) (dal 13 febbraio 1943) - Luigi Scarfiotti (PNF) (dal 13 febbraio 1943) |
| Comunicazioni                                             | | Antonio Stefano Benni (PNF) (dal 24 gennaio 1935 al 31 ottobre 1939)                                              | | - Michele Terzaghi (PNF) (dal 31 ottobre al 10 novembre 1922) - Giuseppe Caradonna (PNF) (dal 10 novembre 1922 al 3 luglio 1924) - Mario Carusi (PNF) (dal 3 luglio 1924 al 6 novembre 1926) - Giovanni Celesia di Vegliasco (PLI poi PNF) (dal 3 luglio 1924 al 6 novembre 1926) - Sergio Panunzio (PNF) (3 luglio 1924 al 6 novembre 1926) - Giovanni Pala (PNF) (dal 6 novembre 1926 al 4 maggio 1928) - Filippo Pennavaria (PNF) (dal 6 novembre 1926 al 20 luglio 1932) - Alessandro Martelli (PNF) (dal 6 novembre 1926 al 9 luglio 1932) - Giovanni Cao (PNF) (dal 9 luglio 1928 al 20 luglio 1932) - Raffaello Riccardi (PNF) (dal 9 luglio 1928 al 12 settembre 1929) - Ferdinando Pierazzi (PNF) (dal 12 settembre 1929 al 20 luglio 1932) - Luigi Lojacono (PNF) (dal 20 luglio 1932 al 24 gennaio 1935) - Gaetano Postiglione (PNF) (dal 20 luglio 1932 al 24 gennaio 1935) - Ruggero Romano (PNF) (dal 20 luglio 1932 al 24 gennaio 1935) - Augusto De Marsanich (PNF) (dal 24 gennaio 1935 al 13 febbraio 1943) - Giovanni Host-Venturi (PNF) (dal 24 gennaio 1935 al 31 ottobre 1939) - Mario Jannelli (PNF) (dal 24 gennaio 1935 al 13 febbraio 1943) - Giovanni Marinelli (PNF) (dal 5 novembre 1939 al 13 febbraio 1943) - Domenico Arcidiacono (PNF) (dal 13 febbraio 1943) - Giuseppe Peverelli (PNF) (dal 13 febbraio 1943) - Luigi Scarfiotti (PNF) (dal 13 febbraio 1943) |
| Comunicazioni                                             | | Giovanni Host-Venturi (PNF) (dal 31 ottobre 1939 al 6 febbraio 1943)                                              | | - Michele Terzaghi (PNF) (dal 31 ottobre al 10 novembre 1922) - Giuseppe Caradonna (PNF) (dal 10 novembre 1922 al 3 luglio 1924) - Mario Carusi (PNF) (dal 3 luglio 1924 al 6 novembre 1926) - Giovanni Celesia di Vegliasco (PLI poi PNF) (dal 3 luglio 1924 al 6 novembre 1926) - Sergio Panunzio (PNF) (3 luglio 1924 al 6 novembre 1926) - Giovanni Pala (PNF) (dal 6 novembre 1926 al 4 maggio 1928) - Filippo Pennavaria (PNF) (dal 6 novembre 1926 al 20 luglio 1932) - Alessandro Martelli (PNF) (dal 6 novembre 1926 al 9 luglio 1932) - Giovanni Cao (PNF) (dal 9 luglio 1928 al 20 luglio 1932) - Raffaello Riccardi (PNF) (dal 9 luglio 1928 al 12 settembre 1929) - Ferdinando Pierazzi (PNF) (dal 12 settembre 1929 al 20 luglio 1932) - Luigi Lojacono (PNF) (dal 20 luglio 1932 al 24 gennaio 1935) - Gaetano Postiglione (PNF) (dal 20 luglio 1932 al 24 gennaio 1935) - Ruggero Romano (PNF) (dal 20 luglio 1932 al 24 gennaio 1935) - Augusto De Marsanich (PNF) (dal 24 gennaio 1935 al 13 febbraio 1943) - Giovanni Host-Venturi (PNF) (dal 24 gennaio 1935 al 31 ottobre 1939) - Mario Jannelli (PNF) (dal 24 gennaio 1935 al 13 febbraio 1943) - Giovanni Marinelli (PNF) (dal 5 novembre 1939 al 13 febbraio 1943) - Domenico Arcidiacono (PNF) (dal 13 febbraio 1943) - Giuseppe Peverelli (PNF) (dal 13 febbraio 1943) - Luigi Scarfiotti (PNF) (dal 13 febbraio 1943) |
| Comunicazioni                                             | | Vittorio Cini (PNF) (dal 6 febbraio al 24 luglio 1943)                                                            | | - Michele Terzaghi (PNF) (dal 31 ottobre al 10 novembre 1922) - Giuseppe Caradonna (PNF) (dal 10 novembre 1922 al 3 luglio 1924) - Mario Carusi (PNF) (dal 3 luglio 1924 al 6 novembre 1926) - Giovanni Celesia di Vegliasco (PLI poi PNF) (dal 3 luglio 1924 al 6 novembre 1926) - Sergio Panunzio (PNF) (3 luglio 1924 al 6 novembre 1926) - Giovanni Pala (PNF) (dal 6 novembre 1926 al 4 maggio 1928) - Filippo Pennavaria (PNF) (dal 6 novembre 1926 al 20 luglio 1932) - Alessandro Martelli (PNF) (dal 6 novembre 1926 al 9 luglio 1932) - Giovanni Cao (PNF) (dal 9 luglio 1928 al 20 luglio 1932) - Raffaello Riccardi (PNF) (dal 9 luglio 1928 al 12 settembre 1929) - Ferdinando Pierazzi (PNF) (dal 12 settembre 1929 al 20 luglio 1932) - Luigi Lojacono (PNF) (dal 20 luglio 1932 al 24 gennaio 1935) - Gaetano Postiglione (PNF) (dal 20 luglio 1932 al 24 gennaio 1935) - Ruggero Romano (PNF) (dal 20 luglio 1932 al 24 gennaio 1935) - Augusto De Marsanich (PNF) (dal 24 gennaio 1935 al 13 febbraio 1943) - Giovanni Host-Venturi (PNF) (dal 24 gennaio 1935 al 31 ottobre 1939) - Mario Jannelli (PNF) (dal 24 gennaio 1935 al 13 febbraio 1943) - Giovanni Marinelli (PNF) (dal 5 novembre 1939 al 13 febbraio 1943) - Domenico Arcidiacono (PNF) (dal 13 febbraio 1943) - Giuseppe Peverelli (PNF) (dal 13 febbraio 1943) - Luigi Scarfiotti (PNF) (dal 13 febbraio 1943) |
| Comunicazioni                                             | | Giuseppe Peverelli (PNF) (dal 24 luglio 1943)                                                                     | | - Michele Terzaghi (PNF) (dal 31 ottobre al 10 novembre 1922) - Giuseppe Caradonna (PNF) (dal 10 novembre 1922 al 3 luglio 1924) - Mario Carusi (PNF) (dal 3 luglio 1924 al 6 novembre 1926) - Giovanni Celesia di Vegliasco (PLI poi PNF) (dal 3 luglio 1924 al 6 novembre 1926) - Sergio Panunzio (PNF) (3 luglio 1924 al 6 novembre 1926) - Giovanni Pala (PNF) (dal 6 novembre 1926 al 4 maggio 1928) - Filippo Pennavaria (PNF) (dal 6 novembre 1926 al 20 luglio 1932) - Alessandro Martelli (PNF) (dal 6 novembre 1926 al 9 luglio 1932) - Giovanni Cao (PNF) (dal 9 luglio 1928 al 20 luglio 1932) - Raffaello Riccardi (PNF) (dal 9 luglio 1928 al 12 settembre 1929) - Ferdinando Pierazzi (PNF) (dal 12 settembre 1929 al 20 luglio 1932) - Luigi Lojacono (PNF) (dal 20 luglio 1932 al 24 gennaio 1935) - Gaetano Postiglione (PNF) (dal 20 luglio 1932 al 24 gennaio 1935) - Ruggero Romano (PNF) (dal 20 luglio 1932 al 24 gennaio 1935) - Augusto De Marsanich (PNF) (dal 24 gennaio 1935 al 13 febbraio 1943) - Giovanni Host-Venturi (PNF) (dal 24 gennaio 1935 al 31 ottobre 1939) - Mario Jannelli (PNF) (dal 24 gennaio 1935 al 13 febbraio 1943) - Giovanni Marinelli (PNF) (dal 5 novembre 1939 al 13 febbraio 1943) - Domenico Arcidiacono (PNF) (dal 13 febbraio 1943) - Giuseppe Peverelli (PNF) (dal 13 febbraio 1943) - Luigi Scarfiotti (PNF) (dal 13 febbraio 1943) |
| Pubblica Istruzione (soppresso)                           | | | Giovanni Gentile (Indipendente poi PNF) (dal 31 ottobre 1922 al 1º luglio 1924)                                   | - Luigi Siciliani (ANI-PNF) delega alle Antichità e alle Belle Arti (dal 31 ottobre 1922 al 15 aprile 1923) - Dario Lupi (PNF) (dal 31 ottobre 1922 al 15 aprile 1923) - Balbino Giuliano (PNF) (dal 3 luglio 1924 al 6 gennaio 1925) - Michele Romano (PNF) (dal 6 gennaio 1925 al 6 novembre 1926) - Emilio Bodrero (PNF) (dal 6 novembre 1926 al 9 luglio 1928) - Pier Silverio Leicht (PNF) (dal 9 luglio 1928 al 12 settembre 1929) |
| Pubblica Istruzione (soppresso)                           | | | Giovanni Gentile (Indipendente poi PNF) (dal 31 ottobre 1922 al 1º luglio 1924)                                   | - Luigi Siciliani (ANI-PNF) delega alle Antichità e alle Belle Arti (dal 31 ottobre 1922 al 15 aprile 1923) - Dario Lupi (PNF) (dal 31 ottobre 1922 al 15 aprile 1923) - Balbino Giuliano (PNF) (dal 3 luglio 1924 al 6 gennaio 1925) - Michele Romano (PNF) (dal 6 gennaio 1925 al 6 novembre 1926) - Emilio Bodrero (PNF) (dal 6 novembre 1926 al 9 luglio 1928) - Pier Silverio Leicht (PNF) (dal 9 luglio 1928 al 12 settembre 1929) |
| Pubblica Istruzione (soppresso)                           | | Alessandro Casati (Indipendente) (dal 1º luglio 1924 al 5 gennaio 1925)                                           | | - Luigi Siciliani (ANI-PNF) delega alle Antichità e alle Belle Arti (dal 31 ottobre 1922 al 15 aprile 1923) - Dario Lupi (PNF) (dal 31 ottobre 1922 al 15 aprile 1923) - Balbino Giuliano (PNF) (dal 3 luglio 1924 al 6 gennaio 1925) - Michele Romano (PNF) (dal 6 gennaio 1925 al 6 novembre 1926) - Emilio Bodrero (PNF) (dal 6 novembre 1926 al 9 luglio 1928) - Pier Silverio Leicht (PNF) (dal 9 luglio 1928 al 12 settembre 1929) |
| Pubblica Istruzione (soppresso)                           | | Pietro Fedele (PNF) (dal 5 gennaio 1925 al 9 luglio 1928)                                                         | | - Luigi Siciliani (ANI-PNF) delega alle Antichità e alle Belle Arti (dal 31 ottobre 1922 al 15 aprile 1923) - Dario Lupi (PNF) (dal 31 ottobre 1922 al 15 aprile 1923) - Balbino Giuliano (PNF) (dal 3 luglio 1924 al 6 gennaio 1925) - Michele Romano (PNF) (dal 6 gennaio 1925 al 6 novembre 1926) - Emilio Bodrero (PNF) (dal 6 novembre 1926 al 9 luglio 1928) - Pier Silverio Leicht (PNF) (dal 9 luglio 1928 al 12 settembre 1929) |
| Pubblica Istruzione (soppresso)                           | | Giuseppe Belluzzo (PNF) (dal 9 luglio 1928 al 12 settembre 1929)                                                  | | - Luigi Siciliani (ANI-PNF) delega alle Antichità e alle Belle Arti (dal 31 ottobre 1922 al 15 aprile 1923) - Dario Lupi (PNF) (dal 31 ottobre 1922 al 15 aprile 1923) - Balbino Giuliano (PNF) (dal 3 luglio 1924 al 6 gennaio 1925) - Michele Romano (PNF) (dal 6 gennaio 1925 al 6 novembre 1926) - Emilio Bodrero (PNF) (dal 6 novembre 1926 al 9 luglio 1928) - Pier Silverio Leicht (PNF) (dal 9 luglio 1928 al 12 settembre 1929) |
| Educazione Nazionale (istituito)                          | | | Balbino Giuliano (PNF) (dal 12 settembre 1929 al 20 luglio 1932)                                                  | - Renato Ricci (PNF) Delega all'Educazione fisica e giovanile (dal 12 settembre 1929 al 12 novembre 1937) - Salvatore Di Marzo (PNF) (dal 12 settembre 1929 al 20 luglio 1932) - Arrigo Solmi (PNF) (dal 20 luglio 1932 al 24 gennaio 1935) - Riccardo Del Giudice (PNF) (5 dicembre 1939 al 13 febbraio 1943) - Emilio Bodrero (PNF) (dal 18 febbraio al 15 maggio 1941) - Guido Rispoli (PNF) (dal 13 febbraio 1943) |
| Educazione Nazionale (istituito)                          | | Francesco Ercole (PNF) (dal 20 luglio 1932 al 24 gennaio 1935)                                                    | | - Renato Ricci (PNF) Delega all'Educazione fisica e giovanile (dal 12 settembre 1929 al 12 novembre 1937) - Salvatore Di Marzo (PNF) (dal 12 settembre 1929 al 20 luglio 1932) - Arrigo Solmi (PNF) (dal 20 luglio 1932 al 24 gennaio 1935) - Riccardo Del Giudice (PNF) (5 dicembre 1939 al 13 febbraio 1943) - Emilio Bodrero (PNF) (dal 18 febbraio al 15 maggio 1941) - Guido Rispoli (PNF) (dal 13 febbraio 1943) |
| Educazione Nazionale (istituito)                          | | Cesare Maria De Vecchi (PNF) (dal 24 gennaio 1935 al 15 novembre 1936)                                            | | - Renato Ricci (PNF) Delega all'Educazione fisica e giovanile (dal 12 settembre 1929 al 12 novembre 1937) - Salvatore Di Marzo (PNF) (dal 12 settembre 1929 al 20 luglio 1932) - Arrigo Solmi (PNF) (dal 20 luglio 1932 al 24 gennaio 1935) - Riccardo Del Giudice (PNF) (5 dicembre 1939 al 13 febbraio 1943) - Emilio Bodrero (PNF) (dal 18 febbraio al 15 maggio 1941) - Guido Rispoli (PNF) (dal 13 febbraio 1943) |
| Educazione Nazionale (istituito)                          | | Giuseppe Bottai (PNF) (dal 15 novembre 1936 al 6 febbraio 1943)                                                   | | - Renato Ricci (PNF) Delega all'Educazione fisica e giovanile (dal 12 settembre 1929 al 12 novembre 1937) - Salvatore Di Marzo (PNF) (dal 12 settembre 1929 al 20 luglio 1932) - Arrigo Solmi (PNF) (dal 20 luglio 1932 al 24 gennaio 1935) - Riccardo Del Giudice (PNF) (5 dicembre 1939 al 13 febbraio 1943) - Emilio Bodrero (PNF) (dal 18 febbraio al 15 maggio 1941) - Guido Rispoli (PNF) (dal 13 febbraio 1943) |
| Educazione Nazionale (istituito)                          | | Carlo Alberto Biggini (PNF) (dal 6 febbraio 1943)                                                                 | | - Renato Ricci (PNF) Delega all'Educazione fisica e giovanile (dal 12 settembre 1929 al 12 novembre 1937) - Salvatore Di Marzo (PNF) (dal 12 settembre 1929 al 20 luglio 1932) - Arrigo Solmi (PNF) (dal 20 luglio 1932 al 24 gennaio 1935) - Riccardo Del Giudice (PNF) (5 dicembre 1939 al 13 febbraio 1943) - Emilio Bodrero (PNF) (dal 18 febbraio al 15 maggio 1941) - Guido Rispoli (PNF) (dal 13 febbraio 1943) |
| Cultura Popolare                                          | | | Galeazzo Ciano (PNF) (dal 26 giugno 1935 all'11 giugno 1936)                                                      | - Dino Alfieri (PNF) (dal 22 agosto 1935 all'11 giugno 1936) - Gaetano Polverelli (PNF) (dal 12 gennaio 1941 al 6 febbraio 1943) - Renato Rinaldi (PNF) (dal 15 febbraio 1943) |
| Cultura Popolare                                          | | Dino Alfieri (PNF) (dall'11 giugno 1936 al 31 ottobre 1939)                                                       | | - Dino Alfieri (PNF) (dal 22 agosto 1935 all'11 giugno 1936) - Gaetano Polverelli (PNF) (dal 12 gennaio 1941 al 6 febbraio 1943) - Renato Rinaldi (PNF) (dal 15 febbraio 1943) |
| Cultura Popolare                                          | | Alessandro Pavolini (PNF) (dal 31 ottobre 1939 al 6 febbraio 1943)                                                | | - Dino Alfieri (PNF) (dal 22 agosto 1935 all'11 giugno 1936) - Gaetano Polverelli (PNF) (dal 12 gennaio 1941 al 6 febbraio 1943) - Renato Rinaldi (PNF) (dal 15 febbraio 1943) |
| Cultura Popolare                                          | | Gaetano Polverelli (PNF) (dal 6 febbraio 1943)                                                                    | | - Dino Alfieri (PNF) (dal 22 agosto 1935 all'11 giugno 1936) - Gaetano Polverelli (PNF) (dal 12 gennaio 1941 al 6 febbraio 1943) - Renato Rinaldi (PNF) (dal 15 febbraio 1943) |
| Segretario del Partito Nazionale Fascista                 | | | Achille Starace (PNF) (dall'11 gennaio 1937 al 31 ottobre 1939)                                                   | Achille Starace (PNF) (dall'11 gennaio 1937 al 31 ottobre 1939) |
| Segretario del Partito Nazionale Fascista                 | | Ettore Muti (PNF) (dal 31 ottobre 1939 al 30 ottobre 1940)                                                        | | |
| Segretario del Partito Nazionale Fascista                 | | Adelchi Serena (PNF) (dal 30 ottobre 1940 al 26 dicembre 1941)                                                    | | |
| Segretario del Partito Nazionale Fascista                 | | Aldo Vidussoni (PNF) (dal 26 dicembre 1941 al 19 aprile 1943)                                                     | | |
| Segretario del Partito Nazionale Fascista                 | | Carlo Scorza (PNF) (dal 19 aprile 1943)                                                                           | | |
| Commissariati generali                                    | | | | |
| Servizi della marina mercantile (istituito e soppresso)   | | | Costanzo Ciano (PNF) (dal 19 novembre 1922 al 30 aprile 1924)                                                     | Costanzo Ciano (PNF) (dal 19 novembre 1922 al 30 aprile 1924) |
| Aeronautica (istituito e soppresso)                       | | | Benito Mussolini (PNF) (dal 24 gennaio 1923 al 30 agosto 1925)                                                    | Benito Mussolini (PNF) (dal 24 gennaio 1923 al 30 agosto 1925) |

## Cronologia

### 1922
- 31 ottobre - Il governo giura dinnanzi al Re.
- 16 novembre - Il Presidente del Consiglio tiene dinnanzi alla Camera dei Deputati il suo primo discorso di politica generale (Discorso del bivacco), incassando da quest’ultima, attonita dai toni usati, la fiducia parlamentare su un ordine del giorno favorevole con 306 favorevoli (116 contrari, 7 astenuti).
- 29 novembre - Il governo ottiene la fiducia anche al Senato del Regno con 196 favorevoli (19 contrari).
- 15 dicembre - Viene convocato per la prima volta il Gran Consiglio del Fascismo formato dai ministri fascisti e dalle alte gerarchie di partito. Quest’organo, prima solo interno al partito, prenderà ad avere sempre maggiore rilevanza, divenendo un organo di rilievo costituzionale.
- 22 dicembre: con regio decreto 22 dicembre 1922, n. 1641 è concessa amnistia per reati comuni e militari “commessi in occasione o per causa di movimenti politici o determinati da movente politico, quando il fatto sia stato commesso per un fine nazionale, immediato o mediato” (art. 1); con lo stesso decreto è “pure concessa amnistia per tutti i reati commessi in agitazioni, competizioni, tumulti o conflitti determinati da cause economico-sociali, per i quali sia stabilita una pena restrittiva della libertà personale, sola o congiunta a pena pecuniaria o ad altre pene accessorie, non superiore nel minimo a tre anni, ovvero sia comminata la sola pena pecuniaria” (art. 2).
- 28 dicembre - Viene creata la Milizia Volontaria per la Sicurezza Nazionale (MVSN), dipendente direttamente da Mussolini e non tenuta a prestare il consueto giuramento di fedeltà al sovrano.

### 1923
- 24 marzo - Con R.D. n. 601 vengono soppresse le Corti di cassazione di Firenze, Napoli, Torino e Palermo, con l’accentramento delle competenze nomofilattiche nella Corte suprema di cassazione a Roma.
- 27 marzo - Il ministro Giovanni Gentile presenta la sua riforma scolastica, la quale viene successivamente approvata qualche settimana dopo.
- 12 aprile - Il Partito Popolare Italiano guidato da Don Luigi Sturzo, nonostante alcune reticenze, approva un appoggio "tattico" al governo in carica, salvo poi cambiare visione operativa il 23 aprile, con alcune scissioni.
- 12 luglio - Il Consiglio dei ministri approva la prima delle leggi restrittive della libertà di stampa, ma la reazione negativa nel Paese impone l'accantonamento provvisorio del decreto.
- 21 luglio - Per far fronte alla frammentazione parlamentare, viene approvata, non senza polemiche e aspri dibattiti, la riforma elettorale voluta dal ministro Giacomo Acerbo. Essa garantiva, nel contesto di un sistema proporzionale, un consistente premio di maggioranza dei 2/3 dei seggi al primo partito politico che avesse raggiunto almeno il 25% dei voti, lasciando 1/3 dei seggi al resto delle forze politiche.
- 24 agosto - Giovanni Minzoni viene assassinato dai fascisti ad Argenta (Ferrara).
- 21 settembre - Vengono arrestati e imprigionati Angelo Tasca, Palmiro Togliatti e altri alti dirigenti del Partito Comunista d'Italia. Sia Tasca sia Togliatti, dopo tre mesi trascorsi in carcere verranno liberati.
- 19 ottobre - Il Partito Liberale Italiano, in polemica con le parole di disistima nei propri confronti da parte dei fascisti più intransigenti, rivendica, mediante nota, l'appoggio fornito a suo tempo a Mussolini e al suo governo.
- 28-31 ottobre - Celebrazioni della marcia su Roma alla presenza di Mussolini, a Milano, Bologna, Perugia e Roma.
- 14 novembre - Approvazione al Senato della “Legge Acerbo” con una maggioranza ancor più ampia che alla Camera.
- 29 novembre - La casa dove risiede Francesco Saverio Nitti, ex-Presidente del Consiglio, subisce un attacco vandalico da parte di gruppi fascisti.
- 26 dicembre - Giovanni Amendola viene aggredito e bastonato in strada da un gruppo di fascisti.

### 1924
- 25 gennaio - È sciolta la Camera dei Deputati e sono convocati gli elettori per il 6 aprile; e il nuovo Parlamento per il 24 maggio.
- 27 gennaio - È firmato il Trattato di Roma con il Regno dei Serbi, Croati e Sloveni: lo Stato libero di Fiume è sciolto e diviso tra i due paesi (con la città di Fiume rientrante nel territorio italiano), facendo così terminare definitivamente tutte le dispute territoriali, già risolte in parte dal precedente Trattato di Rapallo.
- 8 febbraio - Dopo sei anni di interruzione, vengono ripristinate le relazioni diplomatiche fra Italia e Russia (divenuta URSS).
- 24 marzo - Mussolini tiene un discorso elettorale al teatro Costanzi di Roma che, per la prima volta nella storia della radiodiffusione, viene trasmesso, via etere, in tutta Italia. Con un regio decreto dell’8 febbraio, infatti, l’esecutivo si era riservato il monopolio delle radioaudizioni circolari fondando l’Unione radiofonica italiana (URI).
- 6 aprile - Si svolgono le elezioni politiche: Grazie a molti brogli elettorali ed intimidazioni (nonostante storicamente esistesse un crescente substrato di consenso elettorale, ma dubbio nei confini e non quantificabile a livello statistico in modi affidabili), il Partito Nazionale Fascista (PNF) ottiene una schiacciante vittoria con un complessivo 65% dei suffragi a suo favore; ciò dunque porta, nonostante la Legge Acerbo, all’ottenimento “naturale” dei 2/3 dei seggi da parte del partito.
- 1º maggio - La censura si abbatte sui quotidiani L'Unità, Avanti! e La Giustizia che escono con ampi spazi bianchi.
- 30 maggio - A soli sei giorni dalla prima seduta della neo-eletta Camera, Giacomo Matteotti accusa in Parlamento i fascisti, con un asprissimo e mordace discorso di aver compiuto violenze, intimidazioni e atti illegali di varia natura che hanno inficiato i risultati delle elezioni di aprile, chiedendone la dichiarazione di invalidità ed il contestuale annullamento.
- 6 giugno - Giovanni Amendola, in parlamento, accusa il PNF di aver instaurato nel Paese un clima antidemocratico.
- 7 giugno - Alla Camera il governo Mussolini vede reiterata la fiducia, tramite un ordine del giorno con l'appoggio di oltre i tre quarti dei deputati presenti.
- 10 giugno - Un gruppo di fascisti, capitanati dall'ex ardito Amerigo Dumini, rapisce a Roma Giacomo Matteotti.
- 13 giugno - A seguito della sparizione di Giacomo Matteotti i ministri Giovanni Gentile, Alberto De Stefani, Luigi Federzoni e Aldo Oviglio, tutti non fascisti, presentano le dimissioni ed i relativi partiti abbandonano definitivamente ogni tipo di relazione con il governo, passando all’opposizione.
- 14 giugno - Cesare Rossi e Aldo Finzi, sospettati di essere implicati nella sparizione di Giacomo Matteotti presentano le dimissioni.
- 18 giugno - Il segretario amministrativo del PNF, Giovanni Marinelli, è arrestato. Lo si ritiene infatti complice del sequestro, se non del probabile assassinio di Giacomo Matteotti (il cui corpo non è ancora stato rinvenuto).
- 22 giugno - A Torino gli squadristi devastano l'abitazione del giornalista e senatore Alfredo Frassati, direttore de La Stampa.
- 24 giugno - Il Senato conferma la fiducia all'esecutivo Mussolini: si oppongono soltanto in 21, mentre 6 si astengono.
- 27 giugno - Su iniziativa di Filippo Turati, i deputati antifascisti di Montecitorio decidono di abbandonare la Camera e di non farvi ritorno fino a quando Mussolini e il suo governo resteranno al potere. Tale abbandono passerà alla storia come la “Secessione dell'Aventino”.
- 8 luglio - Il Consiglio dei ministri approva un decreto che impone molte limitazioni generalizzate alla libertà di stampa.
- 15 luglio - Il territorio dell'Oltregiuba viene integrato nella Somalia italiana, grazie a un accordo italo-britannico.
- 1º agosto: La MVSN è integrata nel Regio Esercito pur restando sotto il comando, caso unico nelle forze armate, di Benito Mussolini e non del ministro della guerra.
- 16 agosto: Il cadavere di Giacomo Matteotti è ritrovato nella Macchia della Quartarella (Riano), diciotto chilometri a nord di Roma.
- 22 ottobre - Emilio De Bono, capo della MVSN, lascia tale incarico perché indagato per l'omicidio di Giacomo Matteotti. Sarà sostituito prima da Italo Balbo, poi, a solo un mese di distanza, dal generale Asclepia Gandolfo.
- 25 ottobre: Don Luigi Sturzo viene invitato dal Vaticano, su pressioni delle autorità fasciste, a lasciare l'Italia. Si trasferirà pertanto prima a Londra, poi a New York.
- 8 novembre - Giovanni Amendola si fa promotore dell'Unione nazionale di tutte le forze di matrice liberale, democratica e antifascista: lo sostengono uomini politici, professori universitari e intellettuali (Ivanoe Bonomi, Piero Calamandrei, Luigi Einaudi, Luigi Salvatorelli, Corrado Alvaro ed altri).
- 15 novembre - Giovanni Giolitti si unisce all'opposizione antifascista. L'uomo politico piemontese condanna i continui attentati perpetrati dal governo nei confronti della libertà di stampa.
- 27 dicembre - Il Mondo pubblica alcuni passi di un memoriale scritto da Cesare Rossi in cui viene messa in evidenza la responsabilità di Mussolini quale mandante dell'uccisione di Giacomo Matteotti.

### 1925
- 3 gennaio - In seguito alla ripresa dei lavori parlamentari, Mussolini pronuncia un furioso discorso alla Camera, con cui legittima effettivamente l’avvio del regime fascista (famosissima la citazione «Se il fascismo è stato un'associazione a delinquere, io ne sono il capo!») e sfida la stessa Camera a tradurlo dinnanzi all’Alta corte di giustizia per essere giudicato (non fu tuttavia mossa opposizione in tal senso). Condanna poi i parlamentari aventiniani come sovversivi, sebbene manifesti la possibilità di far leva sui fascisti più intransigenti e facinorosi, se necessario e ribadisce nel contempo la propria ferma intenzione di schiacciare ogni forma di illegalità, anche se proveniente dai propri sostenitori. In quello stesso giorno si dimettono i ministri fascisti Aldo Oviglio e Alberto De Stefani (a quest’ultimo saranno respinte) e quelli liberali Alessandro Casati e Gino Sarrocchi.
- 6 gennaio: In sostituzione dei ministri dimissionari son nominati Alfredo Rocco, Giovanni Giuriati e Pietro Fedele.
- 17 gennaio - La Camera approva a larghissima maggioranza una nuova legge elettorale a base uninominale. A causa delle critiche, tuttavia, essa non viene mai applicata.
- 5 febbraio - Epurazioni all'interno del PNF di quei fascisti (Edoardo Torre, Gian Battista Rebora e altri) che non intendono condividere posti di potere e privilegi con l'ala ex nazionalista capitanata da Luigi Federzoni.
- 12 febbraio - Roberto Farinacci diviene, per volere di Mussolini, segretario del PNF.
- 18 febbraio - Fondazione dell'Istituto Treccani, diretto da Giovanni Gentile.
- 26 febbraio - Il ministro Alberto De Stefani propone la riforma, con una serie di decreti-legge le strutture e il funzionamento stesso della Borsa italiana.
- 6 marzo - Il regime comincia a soffocare violentemente la giustizia: lo squadrista Augusto Regazzi, reo accertato di numerosi crimini e delitti compiuti a Molinella, viene assolto da un tribunale di Bologna.
- 3 aprile - Mussolini affida a sé stesso tutti i dicasteri militari.
- 21 aprile - Appare sulla stampa il Manifesto degli intellettuali fascisti, elaborato a Bologna subito dopo un congresso. Ideatore del documento è l'uomo politico e filosofo Giovanni Gentile.
- 30 aprile - Alla mossa di Gentile Benedetto Croce risponde con il Manifesto degli intellettuali antifascisti.
- 1º maggio - Durante un dibattito parlamentare per la presentazione di un progetto di legge che rafforzi il controllo dello Stato sulle associazioni segrete, Antonio Gramsci fa rilevare che non solo su queste si eserciterebbe tale controllo, ma su tutte le associazioni, con effetti lesivi della libertà individuale. 
  - Viene istituita l'Opera nazionale del dopolavoro.
- 19 maggio - La legge sulle associazioni segrete viene approvata dalla Camera.
- 27 maggio - Si conclude la serie di incontri tra Gabriele D'Annunzio e Mussolini, che chiede al poeta appoggio politico e intellettuale.
- 19 giugno - Viene emanata una legge secondo la quale tutti i funzionari pubblici che agiscano in contrasto con le “linee direttrici politiche del governo” saranno soggetti a epurazione.
- 21 giugno - Si apre il IV congresso del PNF: Mussolini raccomanda a tutti i fascisti d'Italia di metter da parte la violenza e alcuni comportamenti che “potrebbero costituire oggetto di critica da parte della società civile italiana”.
- 4 luglio - Viene lanciata la prima battaglia del grano.
- 18 luglio - Il trattato di Nettuno regola le ultimissime e minimali contestazioni di carattere territoriale restanti fra Italia e Regno dei Serbi, Croati e Sloveni nella regione dalmata.
- 20 luglio - Il deputato Giovanni Amendola subisce a Serravalle Pistoiese un'ennesima aggressione da parte di un gruppo di fascisti.
- 30 luglio - Il ministro Alfredo Rocco firma l'amnistia per i reati a scopo politico.
- 30 agosto - Viene creato il ministero dell'aeronautica, che Benito Mussolini assegna a sé stesso, cumulando in tal modo la nuova carica a quella di ministro della guerra e a quella di ministro della marina, che già detiene da tempo.
- 8 ottobre - Viene approvata una legge proposta dal governo sugli enti locali che prevede un rafforzamento dei poteri prefettizi. Mediante tale legge viene soppressa la carica di sindaco (elettiva) e sostituita con quella di podestà (attribuita su designazione prefettizia).
- 28 ottobre - Mussolini, durante un discorso a Milano, pronuncia la famosa frase "Tutto nello Stato, niente al di fuori dello Stato, nulla contro lo Stato": in pratica fa capire che lo Statuto albertino sarà conservato ma stravolto.
- 4 novembre - Fallisce un attentato contro Mussolini, ordito, secondo la magistratura, dal deputato Tito Zaniboni e dal generale Luigi Capello. Entrambi saranno condannati a trent'anni di reclusione. Vengono inoltre chiuse tutte le logge massoniche.
- 8 novembre - Viene sospesa la pubblicazione de l'Avanti! e de l'Unità.
- 18 novembre - Il parlamento approva il suffragio femminile nell'ambito delle sole elezioni amministrative.
- 28 novembre - Luigi Albertini viene licenziato da direttore del Corriere della Sera, che da questo momento diventerà estremamente filo-mussoliniano.
- 1º dicembre - Al termine dell'istruttoria del processo per l'uccisione di Giacomo Matteotti, i cinque accusati vengono rinviati a giudizio presso per sequestro di persona e omicidio colposo. Emilio De Bono sarà processato all’Alta corte di giustizia presso il Senato, ma prosciolto.
- 10 dicembre - Creazione dell'Opera nazionale per la maternità e infanzia (ONMI).
- 24 dicembre - Con una legge ad hoc al capo del governo viene attribuita la facoltà di emanare leggi e nominare ministri senza l'obbligo di ratifica da parte del Parlamento. Da questo momento in poi la dicitura Presidente del Consiglio dei ministri viene sostituita con Capo del Governo Primo Ministro Segretario di Stato.

### 1926
- 3 gennaio - Mussolini esegue un rimpasto generale all'interno del PNF.
- 7 gennaio - Viene costituita, mediante decreto-legge, l'Accademia d'Italia.
- 16 gennaio - I deputati popolari e democratico-sociali decidono di rientrare nella Camera dei Deputati abbandonando le precedenti posizioni "aventiniane" per commemorare la regina Margherita di Savoia, recentemente scomparsa. Non viene loro permesso neppure di prendere la parola: dopo essere stati insultati vengono infatti espulsi dall'aula dai parlamentari fascisti.
- 17 gennaio - Mussolini dichiara che gli aventiniani possono essere riammessi a Montecitorio solo se si sottomettono incondizionatamente al regime.
- 27 gennaio - A Londra, Italia e Gran Bretagna firmano un accordo economico: il governo inglese, creditore di 600 milioni di sterline nei confronti di Roma, le riduce a 200 e consente di rateizzarli fino al 1988.
- 19 febbraio - Viene decisa l'imposta personale e progressiva sul celibato.
- 27 febbraio - Vengono arrestati in Sicilia, nel paese di Gangi, circa un centinaio di mafiosi. Salgono a oltre duemila gli arrestati legati alle cosche mafiose locali da quando il prefetto Cesare Mori ha scatenato una lotta senza quartiere contro la criminalità organizzata dell'isola.
- 16 marzo: inizia a Chieti il processo per l'omicidio di Giacomo Matteotti. Roberto Farinacci assume gratuitamente la difesa di Amerigo Dumini, capo della banda che quasi due anni prima aveva assassinato il deputato socialista. Il processo si concluderà otto giorni più tardi con due assoluzioni e tre condanne lievi (6 anni di reclusione, di cui quattro successivamente condonati).
- 30 marzo: In conseguenza alle sue intenzioni, Farinacci si dimette da segretario del PNF e viene sostituito da Augusto Turati. La difesa di Dumini, infatti vista sfavorevolmente dall'opinione pubblica e da molte personalità politiche anche legate al governo, ed il clamore da essa viene suscitato, sembra siano all'origine delle dimissioni, sollecitate per giunta anche dallo stesso Mussolini.
- 3 aprile - Poco dopo la proclamazione della nascita dell'Opera Nazionale Balilla, entra in vigore una legge che regola i rapporti fra lo Stato e le Confederazioni sindacali. Fra queste ultime ne vengono riconosciute ufficialmente solo due: la prima riunisce i datori di lavoro e la seconda i lavoratori. Entrambe ruotano nell'orbita del PNF e sono guidate da dirigenti vicini al partito.
- 7 aprile - Mussolini viene lievemente ferito a Roma in un attentato: autrice del temerario gesto è un'irlandese, Violet Gibson. Per ripicca, i fascisti devastano le sedi romane dei giornali Il Mondo e La Voce.
- 19 aprile - Viene stipulato un accordo italo-britannico che regola i rapporti fra le due potenze in Etiopia. All'Italia viene riconosciuto il diritto di costruire una ferrovia in territorio etiopico nonostante le proteste del paese africano presso la Società delle Nazioni.
- 3 maggio - Vengono creati il Ministero delle Corporazioni e il Consiglio nazionale delle corporazioni.
- 19 maggio - Nasce l'AGIP.
- 18 agosto - In un discorso tenuto a Pesaro, Mussolini dichiara la sua ferma intenzione di difendere la stabilità della lira.
- 20 agosto - Il Parlamento ratifica una misura, adottata da Mussolini il mese precedente, che blocca temporaneamente tutti i concorsi pubblici e le assunzioni ministeriali. La misura era stata presa dal capo del governo per ridurre la spesa pubblica in un momento economicamente difficile per il paese.
- 3 settembre - Abolizione dei Consigli comunali in tutti i Comuni. Ai sindaci democraticamente eletti vengono sostituiti i podestà nominati dal PNF come già accaduto nei maggiori comuni.
- 7 settembre - Vengono definitivamente delineate le funzioni della Banca d'Italia cui spetta il controllo sull'intero sistema bancario italiano e sulla fusione e costituzione di nuovi Istituti.
- 11 settembre - Mussolini sventa a Roma un attentato: autore del tentativo (fallito contro il capo del governo, ma comunque letale per 8 persone) è un anarchico, tale Gino Lucetti.
- 12 ottobre - Mussolini si auto-nomina comandante della Milizia volontaria per la sicurezza nazionale (MVSN).
- 31 ottobre - Mussolini è per la quarta volta vittima di un attentato da cui esce illeso. L'attentatore, l'anarchico Anteo Zamboni, che spara al capo del governo a Bologna, mentre si dirige in automobile alla stazione centrale, viene ucciso sul posto dai fascisti. Nei giorni successivi gruppi di facinorosi compiranno atti di "rappresaglia" a Genova (saccheggio e atti di vandalismo nella sede del periodico socialista Il Lavoro), Napoli (devastazione della residenza di Benedetto Croce) e in alcune città del Veneto (contro le organizzazioni e i circoli cattolici).
- 5 novembre - Il Consiglio dei ministri, visti gli eventi, decide gravi provvedimenti autoritari: l'immediato scioglimento dei partiti politici e sodalizi antifascisti; la soppressione di tutti i giornali non “ligi” al regime; l'istituzione del confino per gli oppositori; l'organizzazione di una polizia politica alle dipendenze della Milizia; l'annullamento di tutti i passaporti per l'estero e severe sanzioni contro i tentativi di espatrio clandestino.
- 8 novembre - Antonio Gramsci viene arrestato. Il deputato antifascista, dopo alcuni giorni passati nel carcere di Regina Coeli, verrà confinato nell'isola di Ustica.
- 9 novembre - Con il pretesto della Secessione dell'Aventino, tutti i deputati non appartenenti al PNF ed ai partiti a esso alleati vengono esonerati dalle proprie funzioni e dichiarati non più eleggibili.
- 20 novembre - Giuseppe Saragat, Claudio Treves e, due giorni più tardi, Pietro Nenni, abbandonano l'Italia. Il primo si rifugia a Vienna, mentre Treves e Nenni a Parigi.
- 25 novembre - Entra in vigore la legge eccezionale "per la difesa dello Stato", con effetto retroattivo: istituisce il Tribunale Speciale e fissa gravi pene, compresa quella di morte, per le attività contro il fascismo. Da questo momento qualsiasi forma di opposizione al regime è considerata "delitto contro lo Stato" e duramente punita.
- 27 novembre - Viene firmato a Tirana un accordo fra Italia ed Albania che sancisce una sorta di protettorato italiano sul piccolo paese balcanico.
- 30 novembre - L'Agenzia Stefani dichiara che 522 persone sono state inviate al confino per aver svolto attività antifascista.
- 12 dicembre - Filippo Turati fugge dall'Italia.
- 30 dicembre - Il fascio littorio diventa emblema ufficiale dello Stato italiano.
- 31 dicembre - Una circolare di Mussolini ordina ai ministri che, negli atti ufficiali, alla data del calendario venga aggiunto l'annuale dell'"Era fascista": ad esempio prossimo anno si deve scrivere 1927 V E.F.

### 1927
- 4 gennaio - Viene sciolta la Confederazione Generale del Lavoro (CGdL).
- 6 gennaio - Viene approvato un regio decreto che sancisce che tutti gli impiegati pubblici che “esprimano il proprio dissenso” nei confronti del regime, anche verbalmente, saranno passibili di licenziamento.
- 9 gennaio - Scioglimento di tutte le organizzazioni giovanili non fasciste per farle confluire nei Balilla, con l'eccezione di alcune di ispirazione cattolica (fra cui l' “Associazione degli esploratori cattolici” che vide sciolti solo i riparti presenti nelle località al di sotto dei ventimila abitanti non capoluoghi di provincia, ma nel 1928 ciò accade anche in tutti i restanti centri. Dopo lo scioglimento alcuni gruppi di ragazzi continuarono a riunirsi e fare attività in segreto. Alcuni di questi scout clandestini presero parte alla Resistenza tra cui le “Aquile Randage”).
- 1º febbraio - I due muratori romani che avevano deplorato pubblicamente il fallimento dell'attentato a Mussolini vengono condannati a 9 anni di carcere: sono le prime due vittime del Tribunale Speciale.
- 6 febbraio -Un regio decreto stabilisce che sono passibili di licenziamento quegli impiegati statali che “non approvano” l'operato del regime.
- 25 febbraio - Mussolini presenta il disegno di legge per la regolazione dell'istituto Luce per la propaganda e la cultura cinematografica.
- 12 marzo - Prime condanne emesse dal Tribunale Speciale contro esponenti politici: 28 dirigenti comunisti condannati ricevono pene di svariati anni di reclusione.
- 19 marzo - Arresto di Alcide De Gasperi a Firenze. Rinchiuso nel carcere di Regina Coeli, verrà rimesso in libertà, dopo circa un anno e mezzo di detenzione, grazie all'intervento del Sommo pontefice.
- 21 aprile - Il Gran Consiglio del Fascismo approva la Carta del Lavoro, con cui prende definitivamente forma l'ordinamento corporativo dello Stato italiano. Tutti i conflitti fra lavoratori e datori di lavoro dovranno essere sottoposti alla Magistratura del lavoro. Lo sciopero e la serrata sono proibiti. Le forze economiche dovranno agire sempre in conformità al supremo interesse nazionale.
- 5 maggio - Il Consiglio dei ministri delibera la riduzione della indennità di carovita agli impiegati statali.
- 7 maggio - A tutti gli impiegati pubblici viene decurtato lo stipendio in ragione del 10%. Tale misura è presa per contenere la spesa pubblica.
- 24 maggio - I sindacati fascisti chiedono e ottengono che anche agli operai sia ridotto il salario del 10%.
- 26 maggio - In un intervento presso la Camera (conosciuto come Discorso dell'Ascensione), Mussolini pronuncia la celebre frase che sintetizza il proprio pensiero e le linee direttrici della propria azione politica, già affermati informalmente in un discorso a Milano: «Tutto nello Stato, niente contro lo Stato, nulla al di fuori dello Stato».
- 29 maggio - Re Vittorio Emanuele III, nel corso di una sua visita a Bologna, si reca nella casa del fascio del capoluogo emiliano per rendere omaggio ai caduti della "rivoluzione fascista".
- 14 luglio - La Magistratura del lavoro dirime la sua prima controversia.
- 23 agosto: a seguito dell'esecuzione degli anarchici Sacco e Vanzetti, avvenuta nella città di Boston, il PNF tollera alcune manifestazioni spontanee di protesta che si svolgono a Milano e in altre città italiane. Da più parti viene rilevata la passività del capo del governo nei confronti delle autorità americane per evitare la morte dei due innocenti, nonostante le assicurazioni in senso contrario fornite a suo tempo da Mussolini in persona al padre di Nicola Sacco.
- 1º settembre - Con la nomina dei nuovi prefetti, si procede energicamente alla fascistizzazione della pubblica amministrazione.
- 14 settembre - Il gerarca Ettore Muti viene ferito in modo grave, ma non mortale, in un attentato compiuto da un iscritto al Partito Comunista Italiano.
- 3 ottobre - Su istruzioni del PNF, la Confederazione dei lavoratori e le organizzazioni di categoria impresariali procedono a un'ennesima riduzione salariale nella misura del 10%.
- 22 novembre - Viene stipulato un Trattato italo-albanese in cui, oltre a venir ribadita la validità dei patti stipulati fra i due paesi il 27 novembre 1926, vengono conferite all'Italia funzioni di controllo sulla politica economica e finanziaria dell'Albania. Quest'ultima finisce col divenire un vero e proprio Stato satellite dell'Italia.
- 21 dicembre - La Banca d'Italia fissa definitivamente i cambi con la sterlina britannica (1 sterlina = 92 lire, la celebre quota 90) e con il dollaro statunitense (1 dollaro = 19 lire).
- 24 dicembre - Creazione di un Patronato nazionale per l'assistenza sociale, ente che avrà funzioni di coordinamento e controllo in campo previdenziale su tutto il territorio nazionale.
- 31 dicembre - Bilancio di attività del Tribunale Speciale nel corso dell'anno: 219 antifascisti condannati complessivamente a 1 371 anni di carcere.

### 1928
- 7 febbraio - Il Gran Consiglio del Fascismo si converte da organo del PNF in organo dello Stato italiano.
- 16 marzo - La Camera approva (senza discussione e con soli 15 voti contrari) una nuova legge elettorale plebiscitaria, che prevede l'accettazione o il rigetto in blocco di una lista unica compilata dal Gran Consiglio del Fascismo. Vedrà la sua prima applicazione alle elezioni politiche dell’anno successivo.
- 29 marzo - Per poter essere assunto, viene disposto che ogni lavoratore dovrà essere previamente iscritto in un apposito elenco tenuto dall'ufficio di collocamento del territorio di residenza. Per legge gli iscritti al Partito Nazionale Fascista hanno la precedenza nelle liste di collocamento al lavoro.
- 12 aprile - Re Vittorio Emanuele III sfugge a Milano ad un attentato i cui responsabili non verranno mai identificati. L'atto criminale, concretatosi con l'esplosione di un ordigno, causa la morte di venti cittadini oltre a svariati feriti.
- 12 maggio - Il Senato approva con 161 voti (46 contrari) la nuova legge elettorale plebiscitaria.
- 17 maggio - Viene creata l'ANAS.
- 28 maggio - Si apre a Roma il processo contro Antonio Gramsci, Mauro Scoccimarro, Umberto Terracini e altri rappresentanti del Partito Comunista Italiano.
- 30 maggio - Viene stipulato un trattato di amicizia fra Italia e Turchia in funzione anti-jugoslava.
- 4 giugno - Si conclude a Roma il processo contro alti dirigenti del Partito Comunista apertosi il 28 maggio. A Umberto Terracini vengono inflitti 22 anni e 9 mesi di prigione, mentre ad Antonio Gramsci e Mauro Scoccimarro 20 anni e quattro mesi. Altri 15 imputati, fra cui Giovanni Roveda, vengono condannati a pene comprese fra i 20 anni e 4 mesi e i 15 anni.
- 14 giugno - Viene emanata una legge che prevede notevoli sgravi fiscali alle famiglie numerose, venendo considerate tali i nuclei familiari comprendenti almeno sette figli, nel caso in cui il capofamiglia lavori nel settore pubblico, o dieci figli, se il capofamiglia esercita la propria attività lavorativa in ambito privato.
- 25 luglio - L'Italia viene invitata a prender parte all'amministrazione della città di Tangeri, sollecitata a varie riprese da Benito Mussolini fin dal 1923. 
  - Nella stessa giornata, il Consiglio dei ministri approva l'abolizione dei Consigli provinciali: da questo momento i membri dell'amministrazione provinciale verranno nominati direttamente dal governo.
- 2 agosto - L'Italia e l'Etiopia firmano una convenzione che prevede la costruzione di una strada che congiunga Assab, in Eritrea, con la città etiope di Dessiè.
- 11 settembre - Mussolini nomina Pietro Badoglio governatore della Tripolitania, riconfermandolo, nel contempo, capo di stato maggiore generale.
- 23 settembre - Viene firmato un trattato di amicizia fra Italia e Grecia, che l'opinione pubblica nazionale e internazionale considera sottoscritto in funzione anti-jugoslava.
- 17 ottobre - Il comunista Michele Della Maggiora, accusato di strage per aver ucciso due fascisti, viene condannato a morte e giustiziato il giorno successivo. È questa la prima condanna capitale decretata dal Tribunale Speciale.
- 27 novembre - La Confederazione nazionale dei sindacati fascisti viene smembrata in sei confederazioni minori, cui corrispondono altrettanti raggruppamenti padronali (industria, agricoltura, commercio, trasporti e navigazione, banca, lavoratori del mare e dell'aria, professionisti e artisti). Vengono inoltre ribaditi i poteri di controllo del Ministero delle corporazioni su tutte le attività sindacali.
- 1º dicembre - Vengono regolate mediante legge la libertà di domicilio e di spostamento dal proprio luogo di residenza.
- 8 dicembre - Ultima seduta della Camera prima dello scioglimento parlamentare: vengono approvate la legge che istituzionalizza il Gran Consiglio del Fascismo e quella che autorizza il governo a emanare provvedimenti per attuare la Carta del Lavoro.
- 17 dicembre - Per la prima volta il Sommo Pontefice riconosce che sono state avviate da tempo trattative fra lo Stato italiano e la Santa Sede per il riconoscimento di quest'ultima e che a breve verrà stipulato un concordato.
- 24 dicembre - Avvio di una nuova opera di bonifica delle paludi pontine.
- 31 dicembre - Bilancio di attività del Tribunale Speciale nel corso dell'anno: 636 antifascisti condannati complessivamente a 3 404 anni di reclusione. Una condanna a morte (eseguita).

### 1929
- 18 gennaio - Viene approvato un nuovo codice della strada in sostituzione del precedente, giudicato incompleto ed anacronistico. Al suo interno sono contenute alcune disposizioni riguardanti la circolazione pedonale.
- 21 gennaio - È sciolta la Camera dei Deputati e sono convocati gli elettori per il 24 marzo; e il nuovo Parlamento per il 20 aprile.
- 27 gennaio - La Jugoslavia propone all'Italia un trattato di amicizia, ma Mussolini rifiuta.
- 1º febbraio - Su ordine del governo, i maestri di scuola dovranno prestare, prima di ricoprire qualsiasi incarico, giuramento di fedeltà al fascismo.
- 11 febbraio - Vengono finalmente firmati, con una cerimonia solenne presso il Palazzo del Laterano, i Patti Lateranensi, importantissimo concordato con cui si ha una riconciliazione definitiva fra lo Stato italiano e la Chiesa cattolica, archiviando così la questione romana con la nascita della Città del Vaticano, organismo statuale il cui territorio si estende nel cuore stesso di Roma, e con altre concessioni.
- 13 marzo - Tramite le proprie organizzazioni (con alla testa l'Azione cattolica) e la stampa di ispirazione cattolica (Civiltà cattolica) la Santa Sede invita tutti i credenti a sostenere, con il proprio voto, le forze che nella Camera dei deputati sono “favorevoli” ai Patti Lateranensi. Molti antifascisti interpretano tale esortazione come un appoggio fornito al regime da parte della chiesa cattolica quale contropartita ai recenti accordi stipulati con lo Stato italiano.
- 24 marzo - Si svolgono le elezioni politiche: Il plebiscito sulla lista elettorale predisposta dal Gran Consiglio del Fascismo determina i seguenti risultati: 8 506 576 Sì (98,33%) e 136 198 No.
- 2 aprile - Incontro a Firenze fra Mussolini e Neville Chamberlain. Nel comunicato congiunto firmato subito dopo l'abboccamento, vengono ribaditi i legami di amicizia esistenti fra l'Italia la Gran Bretagna.
- 20 aprile - Con un proclama ufficiale, in occasione della prima seduta della nuova legislatura, Vittorio Emanuele III “si compiace” dei risultati elettorali e del "nuovo ordine fascista".
- 10 maggio - I Patti Lateranensi vengono approvati con schiacciante maggioranza alla Camera dei deputati.
- 23 maggio - Anche il Senato approva i Patti Lateranensi con ampia maggioranza. Fra i pochi voti contrari si segnala quello di Benedetto Croce.
- 13 giugno - Viene prolungato ancora per un anno il divieto di nuove assunzioni per i pubblici impieghi.
- 23 luglio - Viene imposto l'obbligo, per l'Alto Adige, di usare esclusivamente la lingua italiana per tutti gli avvisi pubblici e commerciali (comprese le insegne dei negozi e i manifesti pubblicitari).
- 12 settembre - Mussolini, titolare di ben otto dicasteri, ne cede sette per conservare solo Ministero dell'interno (congiuntamente ovviamente alla carica di Premier). Fra i nuovi ministri titolari vi sono Dino Grandi (esteri), Italo Balbo (aeronautica) e Giuseppe Bottai (corporazioni).
- 16 settembre - Mussolini durante un discorso, esprime amicizia verso gli Stati Uniti.
- 25 settembre - Viene impedita, su ordine di Mussolini, la diffusione del romanzo Addio alle armi di Ernest Hemingway: ciò avviene per il giudizio poco lusinghiero che lo scrittore dà riguardo alla prima guerra mondiale (su cui invece il regime puntava per rafforzare gli ideali nazionalisti).
- 27 settembre - Cesare Rossi, autore di un memoriale in cui venivano messe in evidenza le responsabilità di Mussolini nel delitto Matteotti, è condannato a trent'anni di carcere.
- 17 ottobre - Vladimir Gortan, antifascista croato responsabile di aver organizzato delle spedizioni punitive contro alcuni slavi istriani che, con la propria partecipazione al voto, avevano mostrato acquiescenza nei confronti del regime fascista, viene giustiziato nelle vicinanze di Pola.
- 28 ottobre - Inaugurazione ufficiale, a Roma, dell'Accademia d'Italia. Fra gli accademici spiccano i nomi di Pietro Mascagni, Luigi Pirandello ed Enrico Fermi. Benedetto Croce, invitato a accettare tale prestigioso titolo, oppone un cortese ma netto rifiuto.
- 30 novembre - Sandro Pertini viene condannato a undici anni di carcere per aver calunniato il regime e aver svolto, all'estero, attività di propaganda contro il fascismo.
- 5 dicembre - Avviene uno storico incontro fra Pio XI e Vittorio Emanuele III, che pone definitivamente termine a una crisi, fra lo Stato italiano e la chiesa cattolica, durata quasi sessant'anni.
- 19 dicembre - Riforma del Gran Consiglio del Fascismo, che vede in parte ridimensionate quelle funzioni di esclusiva centralità, nella vita politica italiana, che aveva avuto fino ad allora.
- 31 dicembre - Bilancio di attività del Tribunale Speciale nel corso dell'anno: 159 antifascisti condannati complessivamente a 930 anni di reclusione. Una condanna a morte (eseguita).

### 1930
- 8 gennaio - Il governo concede un'amnistia, che però non riguarda i reati politici.
- 6 febbraio - Viene avviata in Alto Adige una forte campagna politica di "italianizzazione" che mira a sconquassare l'identità etnico-culturale della zona.
- 7 febbraio - Pio XI concede un'udienza solenne ad Augusto Turati, all'epoca segretario del PNF.
- 1º marzo - Il generale Rodolfo Graziani viene inviato in Cirenaica per soffocare i movimenti di resistenza anti-italiani che da tempo, con attentati e sabotaggi, turbano la colonia.
- 28 marzo - Una disposizione del PNF, poi convertita in legge, stabilisce che tutti i rettori delle università italiane e tutti i presidi delle scuole medie e superiori, per poter ricoprire i rispettivi incarichi, devono essere iscritti al Partito Nazionale Fascista da almeno cinque anni.
- 10 aprile - Per interessamento di Vito Mussolini, figlio di Arnaldo, viene aperta a Milano la Scuola di mistica fascista con la finalità di propagare la nuova concezione fascista dello Stato in Italia e all'estero.
- 22 aprile - Mussolini inaugura il Consiglio Nazionale delle Corporazioni.
- 22 maggio - In un discorso tenuto a Milano, Mussolini richiede alla comunità internazionale la revisione dei trattati di pace concordati a seguito della prima guerra mondiale.
- 26 luglio - A coronamento dell'azione governativa iniziata il 6 febbraio, in Alto Adige viene imposto l'italiano come unica lingua autorizzata: tutti i nomi di persone, città ed entità geografiche vengono tradotti, spesso in maniera artificiosa.
- 2 agosto - Mussolini invita Dino Grandi a prendere contatti economici con l'URSS. Un trattato di cooperazione commerciale sarà effettivamente firmato il 24 novembre.
- 6 settembre - Vengono fucilati quattro antifascisti sloveni condannati a morte dal Tribunale Speciale.
- 24 settembre - Augusto Turati si dimette da segretario del PNF, viene sostituito da Giovanni Giuriati.
- 29 ottobre - Il nuovo segretario del partito Giovanni Giuriati dà avvio a una campagna per espellere dal partito gli opportunisti e i corrotti in seguito allo massiccia corruzione.
- 24 novembre - Su iniziativa di Mussolini, viene infine firmato il trattato di cooperazione commerciale con l'URSS: per l'Italia firma Dino Grandi.
- 31 dicembre - Bilancio di attività del Tribunale speciale nel corso dell'anno: 199 antifascisti condannati complessivamente a 962 anni di reclusione, un ergastolo e 4 condanne a morte (eseguite).

### 1931
- 5 gennaio - Mussolini invia al governo degli Stati Uniti un massaggio in cui si dimostra interessato a trovare un accordo pacifico.
- 20 gennaio - Viene avviata l’occupazione italiana di Cufra; alla città sarà riservato un trattamento estremamente crudele: 17 capi senussiti impiccati, 35 indigeni evirati e lasciati morire dissanguati, 50 donne stuprate, 50 fucilazioni e 40 esecuzioni con armi improprie (accette, baionette, sciabole).
- 20 febbraio - Il Credito Italiano stipula con il governo una convenzione in base alla quale ottiene dalla Banca d'Italia un mutuo di 330 milioni di lire per far fronte alla situazione di forte esposizione nei confronti delle industrie a cui aveva concesso crediti divenuti inesigibili a causa della crisi economica mondiale. Nel corso dell'anno, a causa della non felice situazione economica italiana, saranno necessari altri interventi statali per il salvataggio dell'istituto di credito.
- 1º marzo - Grazie alla mediazione britannica, Italia e Francia raggiungono un accordo di massima sulla questione degli armamenti navali: Roma adotterà il criterio di regolare il tonnellaggio della propria flotta sulla base di quello annualmente proposto da Parigi.
- 3 marzo - Le iscrizioni al partito vengono sospese fino all'ottobre del 1932 per permettere indagini interne sui membri.
- 9 aprile - Con un'apposita legge viene istituito il Commissariato per le migrazioni e la colonizzazione interna: suo scopo è provvedere "alla razionale distribuzione della manodopera disponibile al fine di ottenerne il più conveniente impiego" su tutto il territorio nazionale.
- 21 aprile - Si tiene il censimento della popolazione, che ammonta a 41 176 671 unità (nel 1921 erano 37 973 977); la crescita, seppur evidente, è inferiore a quella sperata dai propagandisti di regime.
- 14 maggio - Arturo Toscanini, inviato a Bologna per dirigere un concerto, si rifiuta di eseguire Giovinezza e la Marcia reale e viene per questo aggredito da alcuni fascisti: dopo questo episodio egli, pur essendo stato simpatizzante dell'esecutivo mussoliniano, decide di emigrare negli Stati Uniti (tornerà in Italia solo nel 1946).
- 15 maggio - Nell'enciclica Quadragesimo Anno sulla crisi economica il Papa propone delle vie economiche alternative al liberalcapitalismo che in seguito verranno recepite anche dal fascismo. È ribadita la condanna delle idee comuniste.
- 29 maggio - Viene fucilato Michele Schirru, anarchico sardo emigrato in America ma tornato in Italia con l'intenzione di uccidere Mussolini: era stato catturato in circostanze fortuite il 3 febbraio.
- 18 giugno - Viene emanata una legge sul cinema: lo Stato decide di intervenire a sostegno dell'industria cinematografica con cospicue sovvenzioni.
- 29 giugno - Il Papa emana l'enciclica Non abbiamo bisogno, che chiarisce la posizione della Chiesa nei confronti del Regime e contribuisce a stemperare le tensioni tra i cattolici e i fascisti.
- 1º luglio - Entrano ufficialmente in vigore il Codice penale ed il Codice di procedura penale (approvati il precedente 19 ottobre), a firma del ministro Alfredo Rocco.
- 9 luglio - L'iscrizione al PNF viene dichiarata incompatibile con quella dell'Azione Cattolica.
- 28 agosto - È imposto il giuramento di fedeltà al fascismo ai professori universitari.
- 2 settembre - Viene stabilito un accordo tra il regime e la Chiesa cattolica: la disposizione del 9 luglio sull'incompatibilità tra fascismo e Azione Cattolica viene abrogata.
- 25 ottobre - A Napoli, Mussolini torna a parlare di revisione dei trattati di pace: a suo avviso, non è ammissibile che alcune nazioni "armatissime" vogliano che altre restino "inermi".
- 31 ottobre - Banca Commerciale Italiana, governo e Banca d'Italia firmano la "convenzione di Roma"; in base a essa, la Commerciale trasferisce alla SOFINDIT (Società Finanziaria Industriale Italiana) i pacchetti azionari e i crediti nei confronti delle industrie (ora inesigibili a causa della generale crisi economica) e lo Stato garantisce la copertura finanziaria dell'operazione. L'accordo, tenuto segreto per evitare il sorgere di malumori popolari, non raggiunge lo scopo di un risanamento dell'istituto e saranno necessari successivi interventi.
- 7 novembre - Hanno inizio i lavori di bonifica su un’ulteriore sezione dell'Agro Pontino.
- 9 novembre - Nell'ambito della crisi economica mondiale viene costituito l'Istituto Mobiliare Italiano.
- 29 novembre - Arnaldo Mussolini, fratello del Duce, inaugura a Milano la "Scuola di mistica fascista".
- 7 dicembre - Achille Starace sostituisce Giovanni Giuriati alla segreteria del PNF.
- 31 dicembre - Bilancio di attività del Tribunale Speciale nel corso dell'anno: 519 antifascisti condannati complessivamente a 2 061 anni di reclusione, 1 condanna a morte (eseguita).

### 1932
- Gennaio - È smantellata l'organizzazione antifascista Giustizia e Libertà.
- 11 febbraio - Per i suoi meriti politici Mussolini riceve dal Papa l'ordine vaticano dello "Speron d'oro".
- 18 marzo - In un discorso al Senato, Mussolini anticipa le principali disposizioni che verranno contenute nel prossimo piano regolatore della Capitale: l'intensa attività di costruzione d'infrastrutture inaugurerà il nuovo corso della "Roma imperiale".
- 9 aprile - È messa in vendita la Fiat 508 Balilla, definita da Mussolini un passo avanti verso l'auto del popolo.
- 25 maggio - Italia e Turchia rinnovano il patto di amicizia firmato nel maggio del 1928.
- 16 giugno - Il governo emana una legge sui consorzi obbligatori: essa stabilisce che l'impresa detenente almeno il 70% della produzione di un settore può chiedere l'intervento dello Stato per imporre una disciplina generale nell'intero ramo.
- 9 luglio - Conferenza di Losanna.
- 20 luglio - Mussolini licenzia Grandi e assume su di sé il ministero degli Esteri.
- 7 agosto - Il governo impone a La Stampa il cambio del direttore: Alfredo Signoretti succede ad Augusto Turati.
- 27 agosto - Su sollecitazione del direttore generale per gli affari d'Europa e del Levante del ministero degli Esteri Raffaele Guariglia, Mussolini traccia le prime linee di una possibile espansione coloniale italiana in Africa Orientale.
- 25 ottobre - Mussolini pronuncia un discorso aggressivo a Milano, in cui tra le altre cose afferma che entro un decennio "l'Europa sarà fascista o fascistizzata!".
- 27 ottobre - Viene inaugurata a Roma la Mostra della rivoluzione fascista.
- 28 ottobre - Apre i battenti nella Capitale la "via dell'Impero": essa è il risultato dei lavori di sbancamento, isolamento e risistemazione edilizia della zona dei Fori Imperiali.
- 30 ottobre - L'ex segretario Augusto Turati viene sospeso dal PNF perché sospettato di aver criticato il regime in una missiva privata.
- 4 novembre - È concessa un'amnistia generale in occasione del decennale della rivoluzione fascista, venendo così liberati 22 173 detenuti, di cui 639 politici, e revocati 595 confini.
- 12 novembre - Il Gran Consiglio del Fascismo approva il nuovo statuto del PNF; l'articolo 1 recita: "Il Partito Nazionale Fascista è una milizia civile al servizio dello Stato fascista".
- 28 novembre - Guido Cristini si dimette dalla carica di presidente del Tribunale Speciale e viene sostituito da Antonino Tringali Casanova.
- 29 novembre - Il ministro delle colonie Emilio De Bono invia al ministro della guerra Piero Gazzera e al capo di stato maggiore Pietro Badoglio lo schema operativo di un attacco militare in Africa Orientale basato sulla Memoria per un'azione offensiva contro l'Etiopia elaborato dal comandante militare in Eritrea, Luigi Cubeddu.
- 18 dicembre - Con la fine di alcuni lavori di bonifica, è inaugurata Littoria (oggi Latina).
- 31 dicembre - Bilancio di attività del Tribunale Speciale nel corso dell'anno: 213 antifascisti condannati complessivamente a 1 449 anni di reclusione. 2 condanne a morte (eseguite).

### 1933
- 18 gennaio - Winston Churchill parlando alla conferenza anti-comunista elogia il modello italiano e la persona di Mussolini.
- 23 gennaio - Viene costituito l'Istituto per la Ricostruzione Industriale (IRI), affidato all'ex socialista Alberto Beneduce.
- 2 febbraio - Una Conferenza mondiale sul disarmo si riunisce a Ginevra; l'Italia aderirà al piano del premier inglese Ramsay MacDonald che prevede una consistente riduzione delle forze terrestri e aeree, sulla base di precisi parametri, per le quattro principali nazioni europee (Gran Bretagna, Francia, Italia e Germania).
- 1º marzo - Vengono fondati l'Istituto nazionale della previdenza sociale (INPS) e l'Istituto nazionale per l'assicurazione contro gli infortuni sul lavoro (INAIL).
- 16 marzo - Viene stabilito l'orario di lavoro ad 8 ore giornaliere.
- 24 aprile - Il Duce incontra il rabbino Angelo Sacerdoti, capo della comunità ebraica italiana, e gli esprime il suo cordoglio per la sorte dei semiti tedeschi sotto il nuovo governo Hitler.
- 4 maggio - Leandro Arpinati, segretario del Comitato olimpico nazionale italiano (CONI), è espulso dal partito per contrasti con Starace.
- 27 maggio - L'iscrizione al PNF è dichiarato requisito fondamentale per il concorso a pubblici uffici.
- 7 giugno - È siglato il Patto a quattro tra Italia, Germania, Francia e Inghilterra.
- 15 giugno - Viene istituito l'Ente Radio Rurale. Nello stesso giorno l'Italia decide di non pagare l'intera rata dovuta agli Stati Uniti ma di versare nelle casse di Washington solo un contributo simbolico.
- 24 giugno - È fondato l'Istituto dell'Enciclopedia Italiana.
- 22 luglio - Mussolini riassume in prima persona il ministero della Guerra e inizia una corsa agli armamenti.
- 26 agosto - In previsione di un attacco alla Francia, Mussolini ordina un'esercitazione militare nel cuneense: il suo giudizio sulla manovra è estremamente positivo.
- 2 settembre - Italia e URSS firmano un patto di non aggressione.
- 18 settembre - vengono istituiti il "servizio premilitare" per i giovani dai 18 ai 21 anni di età e l'insegnamento della Cultura militare nelle scuole secondarie.
- 27 settembre - Cominciano oggi le Cronache del Regime: diffuse via etere e trasmesse ogni giorno alle 20:00, saranno un appuntamento giornaliero fino alla caduta del regime.
- 3 ottobre - Un articolo pubblicato su Il Popolo d'Italia esorta gli italiani a fare più figli, al fine di aumentare rapidamente la popolazione.
- 30 ottobre - Con il benestare della Santa Sede viene festeggiata a Roma e in altri comuni del Lazio la "sagra della nuzialità": vengono celebrati 2 620 matrimoni e molti sposi sono ricevuti dal Papa.
- 6 novembre - Improvvisamente vengono licenziati i ministri della Marina e dell'Aeronautica Balbo e Sirianni; Mussolini assume entrambi i dicasteri.
- 7 novembre - Il ministro tedesco Hermann Göring, in visita in Italia, consegna al Duce una lettera in cui Adolf Hitler esprime apprezzamento per la politica estera di Roma.
- 19 novembre - Antonio Gramsci viene scarcerato e ricoverato in una clinica privata a Formia.
- 23 dicembre - Mussolini premia personalmente a Roma le “madri prolifiche”, ossia quelle donne che hanno almeno 14 figli. Tale rito sarà ripetuto con cadenza annuale.
- 24 dicembre - Collegandosi all'avvenimento del giorno precedente, viene lanciata la "Giornata della Madre e del Fanciullo", nel corso della quale vengono premiate le famiglie con più prole.
- 31 dicembre - Bilancio di attività del Tribunale Speciale nel corso dell'anno: 59 antifascisti condannati complessivamente a 408 anni di reclusione.

### 1934
- 9 gennaio - È sciolta la Camera dei Deputati e sono convocati gli elettori per il 25 marzo; e il nuovo Parlamento per il 20 aprile. Si tratterà delle ultime elezioni politiche autorizzate dal Regime.
- 5 febbraio - Viene emanata la legge sulle corporazioni.
- 22 febbraio - Entra in vigore la legge sul riposo settimanale e domenicale.
- 27 febbraio - Si tiene un incontro tra Mussolini e l'ex socialista Emilio Caldara per definire i temi del corporativismo da applicare. Viene istituito l'Istituto per gli studi di politica internazionale (ISPI).
- 14 marzo - Si tiene un vertice a Roma tra Mussolini e Dolfuss.
- 25 marzo - Si svolgono le elezioni politiche: Il plebiscito sulla lista elettorale predisposta dal Gran Consiglio del Fascismo determina i seguenti risultati: 10 043 875 Sì (99,85%) e 15 215 No.
- 30 marzo - A Torino vengono arrestati degli uomini con l'accusa di essere degli "ebrei antifascisti al soldo dei fuorusciti".
- 15 aprile - L'EIAR manda in onda il programma radiofonico L'ora dell'agricoltore.
- 5 maggio - Si scioglie la Concentrazione Antifascista.
- 9 maggio - Sono stabilite le 22 corporazioni nelle quali sarà suddiviso il settore lavorativo.
- 14 giugno - A Venezia si ha il primo incontro tra Mussolini e Adolf Hitler: il dittatore tedesco viene trattato con sufficienza.
- 25 luglio - Mussolini manda l'esercito al Brennero per impedire un’annunciata invasione tedesca dell'Austria.
- 16 agosto - Dopo rassicurazioni e rappacificamenti diplomatici con Hitler, il Duce ritira le truppe italiane dall'Austria, lasciandola così al suo destino.
- 6 settembre - Mussolini a Bari ride alle teorie razziste tedesche definite talune dottrine d'oltralpe.
- 10 settembre - Viene istituito il sottosegretariato per la Stampa e propaganda, che viene affidato a Galeazzo Ciano, genero del Duce.
- 18 settembre - Scatta la legge sull'addestramento bellico: la preparazione militare deve iniziare a 8 anni.
- 25 settembre - Viene emanata un'amnistia per 10 688 detenuti di cui 94 politici.
- 4 ottobre - A Milano Mussolini proclama in un discorso che "il corporativismo è il primo passo per il raggiungimento della rivoluzione fascista".
- 9 ottobre - Mussolini ordina che i nazionalisti croati assassini del re Alessandro I di Jugoslavia vengano condotti in Italia: il governo fascista gli assicurerà protezione.
- 3 novembre - La legge militare del precedente 18 settembre viene modificata in senso ancor più coercitivo: l'addestramento militare parte a 6 anni.
- 5 novembre - La settimana lavorativa viene complessivamente portata a 40 ore (5 giorni da 8 ore).
- 5 dicembre - A seguito degli incidenti di frontiera a Ual-Ual, inizia la tensione diplomatica tra Italia ed Etiopia; la propaganda fascista fa partire una massiccia campagna mediatica anti-abissina.
- 17 dicembre: Si svolge il Congresso Fascista di Montreux, in cui si riuniscono tutte le principali organizzazioni fasciste europee.
- 31 dicembre - Bilancio dell'attività del Tribunale Speciale durante l'anno: 259 antifascisti condannati complessivamente a 1 297 anni di reclusione.

### 1935
- 2 gennaio - L'Etiopia, preoccupata per una possibile aggressione italiana, chiede alla Società delle Nazioni un appoggio in caso di invasione militare, ma senza raccogliere molte adesioni.
- 4 gennaio - Il ministro degli Esteri francese Pierre Laval giunge a Roma e nel corso della sua visita assicura al duce "mano libera" in Etiopia.
- 16 gennaio - Il generale Emilio De Bono viene nominato alto commissario in Eritrea e Somalia; Mussolini assume personalmente il dicastero delle Colonie.
- 5 febbraio - Su ordine di Mussolini, 35 000 soldati vengono spediti in Africa.
- 7 marzo - Il generale Rodolfo Graziani viene nominato governatore della Somalia.
- 23 marzo - In un discorso pronunziato a Palazzo Venezia, Mussolini si fa sempre più aggressivo e parla di "milioni di baionette" pronte per essere usate.
- 11 aprile - Conferenza di Stresa al fine di arginare il progressivo espansionismo tedesco.
- 15 maggio - A seguito della soffiata di Dino Segre viene arrestato a Torino l'intero gruppo clandestino di Giustizia e Libertà.
- 5 giugno - La conferenza internazionale del lavoro chiama per la prima volta gli italiani rappresentanti delle corporazioni a svolgere importanti incarichi.
- 9 giugno - Viene fondata Mussolinia di Sardegna (oggi Arborea).
- 16 giugno - È istituito il sabato fascista.
- 25 giugno - Il sottosegretariato alla Stampa e propaganda viene elevato al rango di dicastero: di conseguenza Galeazzo Ciano diventa ministro della cultura popolare.
- 9 luglio - La commissione per la pace Italia-Etiopia, costituita dalla Società delle Nazioni, non giunge a nessun risultato concreto; il lavoro viene rimandato ad agosto ma Mussolini rifiuta tutte le proposte diplomatiche.
- 9 agosto - Mussolini consulta il generale Badoglio circa la possibilità dell'Italia di fronteggiare un conflitto con la Gran Bretagna; il capo di stato maggiore risponderà il 14, mostrandosi estremamente preoccupato da una simile eventualità. In settembre, nel momento di massima tensione tra i due Stati, Badoglio confermerà le sue pessimistiche valutazioni.
- 15 agosto - A Parigi si riuniscono i rappresentanti dei governi di Gran Bretagna, Francia e Italia: riguardo alla questione etiope, viene proposto all'Italia un protettorato a tre sul paese africano con la preponderanza amministrativa e militare dell'Italia. Mussolini rifiuta definendo il piano un tentativo di "umiliare l'Italia nel peggiore dei modi".
- 17 agosto - Le assicurazioni contro gli infortuni e le malattie sono riformate.
- 3 settembre - L'Italia conferma la sua linea intransigente verso Addis Abeba.
- 11 settembre - 51 stati su 54 facenti parti della Società delle Nazioni minacciano azioni economiche contro l'Italia se Roma prosegue nella sua politica di ostilità contro l'Etiopia.
- 3 ottobre - Inizia ufficialmente la guerra d'Etiopia.
- 11 ottobre - La Società delle Nazioni decide l'applicazione delle sanzioni per l'aggressione all'Etiopia. Soltanto tre nazioni si dichiarano contrarie al provvedimento: Austria, Albania e Ungheria.
- 16 novembre - Il Duce, insoddisfatto dell'operato del generale De Bono, lo richiama in patria e lo sostituisce con Badoglio.
- 5 dicembre - I diplomatici anglo-francesi propongono a Mussolini il Patto Hoare-Laval, teso a concludere il conflitto in corso e a spartirsi l'Etiopia in zone d'influenza; il Duce sembra disposto ad accettare, ma prende tempo.
- 13 dicembre - Il Patto Hoare-Laval viene smascherato e di conseguenza il governo italiano ha vita facile nel respingerlo.
- 16 dicembre - Nella sua allocuzione il Papa si dichiara non disponibile a impegnarsi per mettere fine all'invasione dell'Etiopia.
- 18 dicembre - Viene istituita la "giornata della fede": gli italiani sono invitati a donare il proprio oro alla patria per risolvere i problemi derivanti dalle inique sanzioni della Società per Nazioni. Furono raccolte complessivamente 37 tonnellate d'oro e 115 d'argento che furono inviate alla Zecca dello Stato come patrimonio nazionale.
- 31 dicembre - Bilancio di attività del Tribunale speciale durante l'anno: 232 antifascisti condannati complessivamente a 1 237 anni di reclusione.

### 1936
- 19 gennaio - A causa dello sdegno suscitato dall'uso di armi chimiche non convenzionali da parte dell'esercito italiano, Badoglio sospende le operazioni militari; il blocco durerà 5 giorni.
- 15 febbraio - Per necessità di razionamento, ha inizio il conferimento obbligatorio del grano agli ammassi.
- 23 marzo - In virtù della situazione internazionale ostile, viene avviata in Italia l'autarchia.
- 1º aprile - Mussolini comunica a Hitler il fermo proposito dell'Italia di astenersi da qualsiasi azione contro la Germania nazista. In questo clima di scambio di cortesie, il capo della polizia fascista Arturo Bocchini viene cordialmente ricevuto dal comandante della polizia tedesca Heinrich Himmler.
- 4 aprile - Aerei italiani bombardano la zona nei pressi del Lago Ascianghi, lanciando anche del gas iprite: i pochi sopravvissuti alle bombe si intossicano dopo essersi abbeverati nel corso d'acqua. Di fronte a questa carneficina, il negus Haile Selassiè è costretto a battere in ritirata.
- 5 maggio - Addis Abeba è occupata dalle truppe italiane.
- 9 maggio - Mussolini proclama la nascita dell'Impero italiano, tornato "sui colli fatali di Roma".
- 12 maggio - Durante un'allocuzione il Papa consacra la vittoria coloniale fascista, definendola "preludio della vera pace europea e mondiale".
- 9 giugno - Galeazzo Ciano viene nominato Ministro degli Esteri.
- 30 giugno - A Ginevra, durante una riunione della Società delle Nazioni, Haile Selassiè cerca di sensibilizzare le principali potenze mondiali sulle sofferenze del popolo etiope, ma i rappresentanti fascisti lo apostrofano volgarmente.
- 4 luglio - Su proposta anglo-francese, sono revocate le sanzioni economiche contro l'Italia.
- 15 luglio - Dopo essere stato torturato e processato sommariamente, viene fucilato ad Addis Abeba il patriarca dei copti d'Etiopia Abuna Petros.
- 17 luglio - In Spagna scoppia la guerra civile: già dal giorno seguente Mussolini fornisce appoggio aereo a Francisco Franco, nazionalista, contro i repubblicani.
- Nel mese di agosto, aumento dei salari delle varie categorie sociali è riconosciuto in una misura che va dal 5% all'11%: questa mossa è una conseguenza del deprezzamento della Lira e dell'aumento dei prezzi avvenuto con l'impostazione di una economia di guerra.
- 21 agosto - Il diritto agli assegni familiari è riconosciuto a tutti i lavoratori dell'industria, indipendentemente dall'orario di lavoro. Nel gennaio del 1937 tale beneficio verrà esteso anche ai lavoratori del commercio e del credito e in giugno agli agrari.
- 27 agosto - Con un discorso a Potenza, Mussolini rilancia l'idea della battaglia demografica: "I popoli dalle culle vuote non possono conquistare un impero".
  - Nella stessa giornata, Il Regime Fascista, quotidiano diretto da Roberto Farinacci, conduce contro gli ebrei una campagna dai toni violenti: vengono insultati e indicati come nemici del fascismo.
- 7 settembre - Il segretario generale della Società delle Nazioni Joseph Avenol si reca in visita in Italia per cercare di ammorbidire la tensioni internazionali dopo l'aggressione del Regno all'Etiopia.
- 9 settembre - Si riunisce a Londra il comitato per il non intervento nella guerra civile spagnola: ventotto stati, tra cui Italia e Terzo Reich, appoggiano la mozione francese di neutralità nei confronti del conflitto. Tuttavia la Germania cercherà di sabotare le iniziative del comitato, indi per cui l'URSS deciderà di appoggiare la Repubblica iberica.
- 21 settembre - La Società delle Nazioni decide di invitare ai lavori i rappresentanti dell'Etiopia; per protesta, la delegazione italiana risponde negativamente all'invito ricevuto.
- 5 ottobre - Vengono bloccati i prezzi di gas, luce, acqua e delle locazioni; la lira viene svalutata del 41% e viene introdotta una nuova tassa straordinaria progressiva sui dividendi delle società e dei patrimoni immobiliari.
- 24 ottobre - La Germania riconosce la conquista italiana dell'Etiopia: nasce l'asse Roma-Berlino, espressione che sarà usata per la prima volta da Mussolini in un discorso a Milano del 1º novembre 1936.
- 6 novembre - Italia e Gran Bretagna concludono un accordo commerciale che sancisce il ristabilimento di regolari relazioni dopo la tensione originata dall'impresa etiope.
- 30 novembre - La Camera tributa a Mussolini il titolo di "Fondatore dell'Impero". Scattano in tutta Italia numerosi arresti di antifascisti che organizzano la raccolta di aiuti e la partenza di volontari in difesa della Repubblica spagnola.
- 31 dicembre - Bilancio di attività del Tribunale speciale durante l'anno: 254 antifascisti condannati complessivamente a 1 557 anni di reclusione.

### 1937
- 2 gennaio - Italia e Gran Bretagna stipulano un gentlemen's agreement con cui si impegnano al mantenimento dello status quo nel Mar Mediterraneo e riconoscono i reciproci interessi e diritti nella regione.
- 9 gennaio - Vengono emanati i primi decreti a "difesa della razza" per impedire matrimoni misti in Etiopia.
- 11 gennaio - Al segretario nazionale del PNF, che già poteva partecipare alle riunioni del Consiglio dei ministri, vengono riconosciuti titolo e funzioni di ministro.
- 16 febbraio - Muore a Gorizia, dopo atroci sofferenze, Lojze Bratuž: egli era stato rapito il 27 dicembre del 1936 a Podgora da una squadraccia fascista e, dopo esser stato selvaggiamente picchiato, fu costretto a bere olio di ricino miscelato a olio per motori. Il poeta divenne il simbolo delle violenze fasciste ai danni delle minoranze di lingua slovena.
- 19 febbraio - Il viceré Graziani rimane leggermente ferito in un attentato ad Addis Abeba: per rappresaglia vengono immediatamente arrestati 2 000 indigeni; salvo poche centinaia, essi vengono fucilati e interi quartieri della città sono dati alle fiamme.
- 20 febbraio - Il comitato per il non intervento nella guerra di Spagna, riunito a Londra, vieta l'invio in terra iberica di combattenti volontari. Dino Grandi fa però sapere che l'Italia non intende ritirare i volontari già presenti in territorio spagnolo prima della vittoria completa di Francisco Franco.
- 9 marzo - L'iscrizione al PNF diventa obbligatoria per accedere a qualsiasi incarico pubblico.
- 16 marzo - Durante un'esercitazione militare al confine libico-egiziano Mussolini si erge a difensore degli interessi dei popoli musulmani nel mondo, scatenando le ire della diplomazia inglese.
- 25 marzo - A Belgrado viene firmato un trattato d'amicizia tra Italia e Jugoslavia.
- 1º aprile - Cominciano le operazioni dell'INFAIL (oggi INAIL), l'istituto che si occupa degli infortuni sul lavoro.
- 27 aprile - Muore Antonio Gramsci: la commemorazione del politico comunista in Francia si trasforma spontaneamente in una manifestazione antifascista.
- 28 aprile - Inaugurazione di Cinecittà.[28][29]
- 8 maggio - Divieto di diffusione dei quotidiani britannici su tutto il territorio nazionale.
- 1º giugno - Nasce ufficialmente il Ministero della cultura popolare (Minculpop) dalla ri-denominazione del ministero preposto.
- 9 giugno - Su ordine di Mussolini e Ciano vengono uccisi in Francia i fratelli Rosselli.
- 24 giugno - L'IRI diviene un ente permanente.
- 20 luglio - Muore a Roma Guglielmo Marconi: il regime approfitta dell'evento per inscenare dei funerali propagandistici.
- 4 agosto - La polizia sorprende in un caffè di Gorizia un gruppo di avventori intenti ad ascoltare Radio Milano, l'emittente dei comunisti combattenti in Spagna: tutti loro verranno arrestati.
- 21 agosto - Nell'ambito della politica demografica, il governo concede esenzioni tributarie e alcuni privilegi (garanzie di priorità nei concorsi e negli avanzamenti di carriera del pubblico impiego) ai coniugati con prole rispetto ai celibi.
- 10 settembre - A Nyon, in Svizzera, si riunisce una conferenza internazionale degli Stati interessati alla navigazione nel Mediterraneo; essa è stata convocata in seguito alle proteste dell'Unione Sovietica per l'affondamento di alcune sue navi dirette in Spagna da parte di vascelli italiani. La conferenza, che chiuderà i lavori il 14, prenderà la decisione di istituire pattuglie navali per il controllo del mare: Germania e Italia, pur boicottando il convegno, otterranno di prendere parte al pattugliamento, dal quale sarà invece esclusa l'URSS.
- 25 settembre - Viaggio di Mussolini in Germania: a seguito dell'incontro col führer l'alleanza tra il Regno d'Italia e il Terzo Reich si consolida.
- 30 settembre - Inasprimento fiscale: viene decretata l'imposta generale sulle entrate (che colpisce soprattutto i cittadini meno abbienti), che serve a risanare i debiti che il governo ha accumulato per la sua politica bellicista.
- 27 ottobre - L'Opera Nazionale Balilla è trasformata in Gioventù Italiana del Littorio (GIL) e viene direttamente inquadrata nei ranghi del PNF, agli ordini di Starace.
- 28 ottobre - Mussolini si dichiara nemico del bolscevismo e favorevole a un'espansione del Terzo Reich in Africa.
- 29 ottobre - Viene inaugurata Aprilia, quarta "città nuova" dell'Agro Pontino.
- 30 ottobre - L'ambasciatore italiano a Parigi viene richiamato in Italia: la mossa, speculare rispetto a quella già applicata dal governo francese, inasprisce le tensioni tra i due Stati.
- 6 novembre - L'Italia entra nel Patto Anticomintern in vigore dall'anno prima tra Germania e Giappone.
- 11 dicembre - Il regime preannuncia l'uscita dell'Italia dalla Società delle Nazioni.
- 21 dicembre - Il più moderato Amedeo di Savoia, duca d'Aosta, sostituisce il reazionario Graziani come governatore dell'Africa Orientale e viceré d'Etiopia.
- 31 dicembre - Bilancio di attività del Tribunale speciale durante l'anno: 172 antifascisti condannati complessivamente a 997 anni di reclusione.

### 1938
- 12 gennaio - Alla presenza di Starace, il regime premia i 2 000 sacerdoti e 60 vescovi che meglio si sono contraddistinti nella battaglia del grano: gli ecclesiastici vengono ricevuti dal Papa e ciò migliora le relazioni tra il fascismo e la Santa Sede.
- 1º febbraio - Nell'esercito italiano viene istituito il passo romano, palesemente ispirato al passo dell'oca nazista. Starace ordina di sostituire il "Lei" con il "Voi" sia nel linguaggio scritto sia in quello parlato.
- 13 marzo - Con l'Anschluss, l'Austria viene annessa al Terzo Reich: Mussolini, avvisato da Hitler due giorni prima riguardo l'operazione, dichiara che non intende entrare "nelle questioni interne dell'Austria".
- 30 marzo - La situazione militare del paese viene analizzata in maniera oltremodo ottimistica da Mussolini al Senato.
- 16 aprile - Italia e Gran Bretagna firmano gli accordi di Pasqua: Londra riconosce la conquista dell'Etiopia in cambio del ritiro dei volontari di Roma dalla Spagna.
- 25 aprile - Inaugurazione di Pomezia, quinta e ultima "città nuova" dell'Agro Pontino.
- 3 maggio - Adolf Hitler giunge in Italia per una visita diplomatica, fermandosi fino al 9.
- 14 maggio - In un discorso tenutosi a Genova, Mussolini parla in maniera sprezzante di Gran Bretagna e Francia mentre esprime soddisfazione per l'amicizia italo-tedesca.
- 1º giugno - Viene prorogato il blocco dei prezzi.
- 2 giugno - Una circolare della Presidenza del Consiglio dei ministri proibisce la stretta di mano e dispone che venga sostituita dal saluto romano.
- 3 giugno - Il regime stabilisce l'obbligatorietà dell'iscrizione al PNF per essere assunti nel personale statale salariato.
- 30 giugno - Su ordine di Mussolini le più alte cariche del PNF vengono sottoposte a estenuanti prove sportive.
- 5 luglio - Una velina proibisce ai giornali di pubblicare articoli, saggi, novelle e scritti che non siano in linea strettamente aderente con l'ideologia fascista.
- 14 luglio - Viene pubblicato sulla stampa italiana un "decalogo" che riassume i principi razziali del fascismo.
- 5 agosto - Con il beneplacito di Mussolini, iniziano le pubblicazioni della rivista La difesa della razza.
- 20 agosto - Il Partito Fascista firma un nuovo accordo con l'Azione Cattolica.
- 1º settembre - Viene emanata la prima legge razziale italiana contro gli ebrei: oltre al divieto "agli stranieri di razza ebraica di dimorare in Italia, in Libia e nei possedimenti dell'Egeo" vengono revocate le concessioni di cittadinanza italiana rilasciate a ebrei posteriormente al 1919. È inoltre istituita l'uniforme obbligatoria per tutti gli impiegati statali di sesso maschile.
- 2 settembre - Esclusione degli ebrei dall'insegnamento e divieto di iscrizione a scuole statali.
- 29 settembre - In seguito alle mire espansionistiche di Hitler, inizia la conferenza di Monaco, che si conclude il giorno seguente. Mussolini spinge Gran Bretagna e Francia ad accettare le pretese hitleriane sulla Cecoslovacchia, senza che a quest’ultima sia data voce in capitolo.
- 4 ottobre - La Francia invia un nuovo ambasciatore a Roma e riconosce implicitamente la conquista italiana dell'Etiopia.
- 6 ottobre - Divieto di matrimonio tra italiani e "non ariani".
- 25 ottobre - In un discorso tenuto al consiglio nazionale del PNF, Mussolini paventa l'avvio della "terza ondata", che stavolta si "rovescierà su quel mezzo milione di vigliacchi borghesi che ancora si annidano nel paese". Nell'occasione, la Libia è altresì dichiarata parte integrante del territorio metropolitano italiano (ovvero non più colonia).
- 10 novembre - Il Consiglio dei ministri approva altre leggi razziali contro gli ebrei.
- 30 novembre - Alla presenza di numerosi giornalisti francesi, i deputati della Camera innescano una manifestazione al grido di "Tunisi, Corsica, Nizza e Savoia".
- 14 dicembre - Ultima seduta della Camera dei Deputati prima della sua trasformazione in Camera dei fasci e delle corporazioni, una camera non elettiva supervisionata dal Gran Consiglio del Fascismo.
- 17 dicembre - Il governo italiano dichiara "decadute" le relazioni diplomatiche avviate con la Francia nel 1935.
- 31 dicembre - Bilancio di attività del Tribunale speciale durante l'anno: 310 antifascisti condannati complessivamente a 1 642 anni di reclusione.

### 1939
- 1º gennaio - Mussolini aderisce all'idea di un "patto a tre" di carattere apertamente aggressivo, con la Germania e il Giappone.
- 19 gennaio - Viene ufficialmente abolita la Camera dei deputati e sostituita dalla Camera dei fasci e delle corporazioni (comprendente il Consiglio nazionale del PNF e il Consiglio nazionale delle corporazioni, entrambi nominati da Mussolini).
- 4 febbraio - In un discorso alla Camera, Mussolini giudica "inevitabile" un conflitto con la Francia.
- 10 febbraio - Muore Pio XI; il Duce parteciperà ai funerali del pontefice.
- 15 febbraio - Il Gran Consiglio del Fascismo approva la "Carta della scuola" di Giuseppe Bottai, con cui si manifestavano alcuni punti della futura Legge Bottai.
- 25 febbraio - Il matrimonio diviene una condizione indispensabile per avanzare di carriera nel settore amministrativo dello Stato.
- 2 marzo - Eugenio Pacelli è eletto Papa con il nome di Pio XII: il neovescovo di Roma riceverà in visita ufficiale Galeazzo Ciano 16 giorni dopo.
- 23 marzo - Prima seduta inaugurale della Camera dei fasci e delle corporazioni (XXX legislatura).
- 25 marzo - Mussolini consegna al governo albanese un ultimatum estremamente minaccioso, che re Zog successivamente respinge.
- 28 marzo - Francisco Franco conquista Madrid; può quindi cominciare il ritorno in patria dei "volontari" fascisti che Mussolini ha inviato contro le forze repubblicane.
- 6 aprile - L'Italia avvia la conquista militare dell’Albania, concludendola appena 6 giorni dopo: Vittorio Emanuele III è proclamato "Re d'Albania".
- 25 aprile - La Francia propone all'Italia di aprire un tavolo di trattative, ma il Duce rifiuta l'offerta.
- 14 maggio - A Torino, Mussolini partecipa all'inaugurazione del nuovo stabilimento FIAT di Mirafiori venendo però accolto con freddezza dalle maestranze.
- 22 maggio - Ciano e von Ribbentrop firmano a Berlino il Patto d'Acciaio: l'accordo militare, di carattere offensivo e difensivo, lega definitivamente Italia e Germania.
- 30 maggio - Il generale Ugo Cavallero consegna a Hitler il celebre memoriale omonimo: in esso il Duce, pur riconoscendo come ormai inevitabile un conflitto con le grandi potenze democratiche, fa presente l'impossibilità dell'Italia di impegnarsi in uno scontro su scala generale prima di tre anni.
- 31 maggio - L'Accademia dei Lincei viene inglobata alla Reale Accademia d'Italia al fine di controllarla meglio.
- 1º giugno - Il Consiglio dei ministri emana i provvedimenti per attuare la riforma scolastica Bottai.
- 1º luglio - Entra in vigore il primo libro del nuovo codice civile, la cui pubblicazione completa, dopo una lunga revisione da parte di una commissione di giuristi guidati da Dino Grandi e Filippo Vassalli, si concluderà solo nel 1942.
- 15 luglio - Sul problema dell'Alto Adige, Italia e Germania concludono un accordo in base al quale ai cittadini italiani che fanno parte della popolazione di lingua tedesca è concesso di trasferirsi in Germania: nel caso in cui optino per questa eventualità, però, essi hanno tre anni di tempo per abbandonare l'Italia insieme a tutti i loro beni.
- 11 agosto - Durante un incontro a Salisburgo, Hitler e Ribbentrop annunciano a Ciano che a breve il Terzo Reich attaccherà la Polonia.
- 26 agosto - Mussolini scrive a Hitler, forse per prendere tempo, che l'Italia per marciare al suo fianco ha bisogno di un numero esorbitante di materie prime (170 milioni di tonnellate).
- 27 agosto - Hitler autorizza l'Italia a restare fuori dal conflitto, a patto che rispetti tre condizioni: non far conoscere la decisione di neutralità, tenere impegnati militarmente inglesi e francesi, inviare operai italiani in Germania per lavorare sottopagati. Mussolini accetta.
- 30 agosto - In previsione della guerra sono emanate disposizioni relative all'oscuramento, alla chiusura dei locali pubblici, alla distribuzione di generi alimentari, alla requisizione di beni ritenuti di pubblica utilità.
- 1º settembre - I tedeschi occupano Danzica e invadono la Polonia, di conseguenza Francia e Inghilterra dichiarano aperte le ostilità contro la Germania: inizia così la seconda guerra mondiale.
- 3 settembre - L'Italia dichiara la propria “non belligeranza”: questa formula, a differenza della classica neutralità, prevede un sostegno "morale" a una delle due parti in causa e non esclude un futuro intervento al fianco di essa.
- 16 settembre - L'ambasciatore francese propone a Galeazzo Ciano di aprire dei negoziati per risolvere le questioni tra i due Stati, ma non ottiene risposta.
- 7 ottobre - Entra in funzione il nuovo Tribunale della razza.
- 1º novembre - Ettore Muti sostituisce Achille Starace alla segreteria del PNF.
- 3 novembre - Rodolfo Graziani è nominato capo di stato maggiore dell'esercito.
- 7 dicembre - Ciano propone al Gran Consiglio del Fascismo di prolungare a lungo termine la politica della non belligeranza: lo approvano Balbo, Bottai e Grandi ma non Mussolini.
- 13 dicembre - Il Duce ordina a Graziani di preparare 60 divisioni di fanteria con l'autonomia di un anno di guerra.
- 21 dicembre - Da qui al 28 dicembre Vittorio Emanuele III, Elena del Montenegro ed il Papa si scambiano visite diplomatiche.
- 31 dicembre - Bilancio di attività del Tribunale speciale durante l'anno: 365 antifascisti condannati a 1 998 anni di reclusione.

### 1940
- 1º gennaio - Ciano propone l'invio di "volontari" fascisti in Finlandia contro l'URSS, ma Mussolini preferisce temporeggiare in attesa di sferrare contro la Russia un attacco frontale più massiccio.
- 5 gennaio - Il governo annuncia la distribuzione delle carte annonarie per il razionamento dei principali prodotti di consumo: pane, carne, grassi, zucchero, patate ed altro.
- 1º febbraio - In un promemoria ufficiale a Mussolini il capo di stato maggiore generale, maresciallo Badoglio, denuncia "l'assoluta insufficienza delle scorte".
- 25 febbraio - Il sottosegretario statunitense Sumner Welles giunge nella Capitale e propone al governo di Roma un accordo che prevede il non intervento dell'Italia nel conflitto: Mussolini non gli dà una risposta netta.
- 8 marzo - In vista dell'attacco alla Francia, von Ribbentrop fa visita al Duce e gli chiede di rispettare la clausole del Patto d'Acciaio; Mussolini gli comunica la sua intenzione di entrare in guerra nel momento che gli parrà più opportuno.
- 18 marzo - Al Brennero avviene uno storico incontro Mussolini-Hitler, dove i due dittatori ribadiscono la solidarietà nazifascista.
- 31 marzo - Un "promemoria segretissimo" è preparato da Mussolini: esso analizza l'attuale momento internazionale e la situazione della guerra in corso, delineando il comportamento italiano e i piani delle operazioni a cui occorrerà dare il via nel caso di un sempre più probabile coinvolgimento dell'Italia nel conflitto. Su tutti i fronti viene prospettato il mantenimento di una tattica attendista e difensiva, con la sola eccezione del fronte etiopico dove si dovranno condurre attacchi in Gibuti e Sudan; delle tre armi soltanto la Marina dovrà impegnarsi in azioni offensive.
- 4 aprile - Badoglio informa Mussolini che "allo stato presente la nostra preparazione è del 40%".
- 7 aprile - Il generale Carlo Favagrossa, responsabile degli approvvigionamenti militari, documenta a Ciano l'assoluta impreparazione del Paese, che avrebbe scorte solo per qualche mese di guerra.
- 21 aprile - Nonostante gli svariati successi nazisti, l'ambasciatore Grandi chiede al governo di proseguire nella neutralità.
- 18 maggio - Winston Churchill e Franklin Delano Roosevelt rinnovano l'invito a non schierarsi coi tedeschi a Mussolini, il quale però nemmeno risponde.
- 27 maggio - Terzo messaggio di Roosevelt affinché Mussolini non trascini l'Italia nel conflitto; anche stavolta il presidente statunitense viene ignorato.
- 29 maggio - Mussolini convoca un vertice militare, informando che vuole intervenire nel conflitto a fianco di Hitler e intende assumere personalmente il comando delle operazioni belliche.
- 1º giugno - Badoglio supplica il Duce di ritardare l'ingresso dell'Italia in guerra anche solo di qualche mese, ma non viene ascoltato.
- 4 giugno - Mussolini chiede a Hitler se può entrare in guerra il giorno 5, ma il Führer gli consiglia il 10 come data più consona.
- 10 giugno - Dal balcone di Palazzo Venezia, Mussolini annuncia al mondo che l'Italia ha dichiarato guerra alla Gran Bretagna e alla Francia; nel famoso discorso egli attribuisce le responsabilità del conflitto alle potenze alleate, colpevoli di aver imposto trattati ineguali alla Germania e la mancanza di uno sbocco sull'oceano all'Italia.
- 18 giugno - Hitler e Mussolini si incontrano a Monaco di Baviera per discutere sulle condizioni di pace da concedere ai francesi: il tedesco pone il veto su molte delle richieste italiane.
- 20 giugno - Nonostante la caduta di Parigi e la resa della Francia al Terzo Reich dopo la campagna militare di successo condotta da quest’ultimo, Mussolini ordina a Badoglio di sferrare un attacco contro i francesi, che però non dà i risultati sperati.
- 24 giugno - La Francia, stremata dall'invasione e "pugnalata alla schiena" da Mussolini secondo un'affermazione di Roosevelt, chiede l'armistizio all'Italia: il Duce rinuncia a quasi tutte le sue rivendicazioni.
- 4 luglio - In Africa Orientale gli inglesi, impegnati nel difendere la propria patria dalla possibile invasione tedesca, lasciano sguarniti alcuni territori nel Sudan (Cassala e Gallabat), che gli italiani occupano.
- 19 luglio - Battaglia di Capo Spada: la marina italiana viene sconfitta da quella britannica.
- 5 agosto - Graziani, che l'11 luglio aveva ricevuto l'ordine di avviare una vasta operazione militare in Cirenaica, comunica al Duce di non avere i mezzi sufficienti per adempiere alla richiesta.
- 8 agosto - Approfittando della momentanea assenza degli inglesi, nella Somalia Britannica i fascisti occupano Zeila e Berbera.
- 12 settembre - Mussolini, desideroso di battere almeno una volta gli inglesi prima della fine del conflitto (che egli vede prossima), dà l'ordine di far partire un'offensiva lungo il litorale libico.
- 16 settembre - Dopo una corsa di 150 chilometri, le truppe italiane entrano a Sidi el-Barrani abbandonata dagli inglesi.
- 27 settembre - A Berlino viene firmato il Patto Tripartito tra Italia, Germania e Giappone: esso prevede la spartizione del mondo tra le potenze fasciste.
- 15 ottobre - Mussolini informa lo stato maggiore italiano della sua intenzione di attaccare la Grecia: comincia la strategia della guerra parallela.
- 28 ottobre - Senza neanche aspettare la risposta all'ultimatum, l'Italia invade la Grecia.
  - Nella stessa giornata, viene altresì promulgato il nuovo Codice di procedura civile, a firma del ministro Dino Grandi.
- 30 ottobre - Adelchi Serena diventa il nuovo segretario del PNF: sostituisce Ettore Muti.
- 9 novembre - L'attacco alla Grecia fallisce: sono anzi gli ellenici a conquistare porzioni di territorio italiano in Albania e per questo il comandante delle forze armate a Tirana Sebastiano Visconti Prasca viene esonerato dall'incarico.
- 18 novembre - Nell'anniversario delle sanzioni contro l'Italia, Mussolini fa un bellicoso discorso in cui pronuncia la famosa frase "spezzeremo le reni alla Grecia".
- 4 dicembre - A seguito di un attacco lanciatogli da Farinacci, Badoglio si dimette da capo di stato maggiore generale e si ritira a vita privata: viene sostituito da Ugo Cavallero.
- 10 dicembre - Gli inglesi riconquistano Sidi el-Barrani.
- 31 dicembre - Bilancio di attività del Tribunale speciale durante l'anno: 215 antifascisti condannati complessivamente a 1 337 anni di reclusione e 1 condanna a morte.

### 1941
- 1º gennaio - In Italia scatta la mobilitazione generale di tutti i quadri dirigenti del partito fascista, che devono, su ordine di Mussolini, partire volontari per il fronte.
- 5 gennaio - A Bardia gli anglosassoni catturano 45 000 italiani.
- 15 gennaio - In Eritrea le Forze armate italiane cominciano a ritirarsi.
- 19 gennaio - Mussolini va da Hitler a Berchtesgaden, dove il Führer gli promette l'invio di truppe corazzate tedesche in Libia per il mese di febbraio e un massiccio intervento in Grecia a primavera.
- 22 gennaio - Resa di Tobruk: 30 000 italiani divengono prigionieri degli inglesi.
- 1º febbraio - Il Partito Fascista ordina in Italia la "mobilitazione civile" di 8 milioni di cittadini dai 18 ai 55 anni.
- 11 febbraio - Mussolini destituisce Rodolfo Graziani e convoca Francisco Franco a Bordighera e cerca di convincerlo a intervenire nel conflitto, ma il Caudillo tergiversa.
- 24 febbraio - Il Duce annuncia agli italiani: "A primavera verrà il bello, in ognuno dei quattro punti cardinali".
- 9 marzo - Mussolini, che si trova sul fronte greco-albanese già dal primo giorno, ordina un improvviso attacco che però viene contenuto dagli ellenici.
- 20 marzo - Termina con una netta sconfitta italiana la battaglia sull'altopiano di Cheren.
- 29 marzo - Si conclude con esito infelice per le forze fasciste la battaglia di Capo Matapan.
- 1º aprile - Gli inglesi conquistano Asmara.
- 4 aprile - Per venire in soccorso agli italiani in Grecia, le truppe tedesche cominciano l'invasione della Jugoslavia. Rommel intanto riconquista Bengasi.
- 6 aprile - I sudafricani liberano Addis Abeba, che gli italiani avevano evacuato tre giorni prima.
- 11 aprile - L'esercito italiano entra senza colpo ferire a Lubiana, annettendola come provincia.
- 13 aprile - Mentre i tedeschi occupano tranquillamente la Grecia orientale, ha inizio una nuova offensiva italiana sul fronte greco-albanese.
- 18 aprile - La Jugoslavia si arrende al Terzo Reich, ma comincia la resistenza partigiana contro i nazisti.
- 24 aprile - Con la resa di Salonicco la Grecia si arrende alle forze dell'Asse.
- 19 maggio - Nonostante la sua tenacia, il duca Amedeo di Savoia è costretto ad arrendersi a seguito della battaglia dell'Amba Alagi.
- 22 giugno - Scatta l'aggressione hitleriana all'URSS.
- 26 giugno - Parte per la Russia la prima divisione del Corpo di spedizione italiano in Russia (CSIR), al comando di Giovanni Messe.
- 4 luglio - Nel Galla-Sidamo (Africa Orientale) il generale Gazzera si arrende alle truppe congolesi.
- 25 agosto: Mussolini, convocato da Hitler sul fronte russo, chiede di partecipare all'offensiva con più truppe: lo aveva già fatto il 4 agosto.
- 11 settembre: Le navi italiane, così come quelle tedesche, che sconfineranno nelle acque territoriali statunitensi saranno attaccate su ordine di Roosevelt.
- 27 settembre - La nominatività dei titoli azionari viene introdotta allo scopo di fronteggiare la tendenza al rialzo che domina nel mercato borsistico: a partire dal giugno del 1942 dovranno essere tassati sia i venditori sia i compratori dei titoli.
- 30 settembre - La razione giornaliera di pane viene ridotta a 200 grammi a persona.
- 1º novembre - Proibito in tutta Italia l'uso della benzina per automezzi non militari.
- 27 novembre - Resa di Amhara: tutta l'ex Africa Orientale Italiana passa sotto il controllo degli inglesi.
- 11 dicembre - Quattro giorni dopo l'attacco di Pearl Harbor, in ottemperenza all'amicizia con l'Impero giapponese, l'Italia dichiara guerra agli Stati Uniti d'America.
- 26 dicembre - Adelchi Serena viene sostituito alla segreteria del PNF dal ventiseienne Aldo Vidussoni.
- 31 dicembre - Bilancio di attività del Tribunale speciale nel corso dell'anno: 276 antifascisti condannati complessivamente a 2 188 anni di reclusione. 11 condanne a morte, di cui 7 eseguite.

### 1942
- 1º gennaio - I consumi di energia elettrica per usi industriali sono ridotti per legge del 20%.
- 29 gennaio - Bengasi viene riconquistata dalle truppe italo-tedesche.
- Oltre 200 000 lavoratori italiani sono inviati nel corso del mese di febbraio in Germania per sostituire i tedeschi chiamati alle armi, mentre il contingente italiano in Russia viene ampliato.
- 1º marzo - Si ha una riduzione della razione di pane a 150 grammi pro capite.
- 13 marzo - Si ha una del razionamento della carne, che passa da 800 a 400 grammi al mese.
- 29 aprile - Incontro Mussolini-Hitler presso il Castello di Klessheim: tra le altre cose, viene deciso di attaccare Malta per il mese di luglio, ma successivamente il progetto naufraga.
- 7 maggio - Poiché le leggi razziali ne impedivano il servizio militare, tutti gli ebrei fra i 18 e i 55 anni: cioè 11 806 uomini, sono precettati per il servizio civile, che di fatto è un lavoro forzato.
- 26 maggio - Avvertendo alcune incrinature all'interno del suo apparato, il Duce dà il via a una campagna d'epurazione all'interno dello Stato e del PNF.
- 11 giugno - Viene introdotta la pena di morte per gli incettatori di viveri. A Lubiana viene decretata la fucilazione di 16 patrioti jugoslavi.
- 20 giugno - Le truppe italo-tedesche prendono Tobruk.
- 22 giugno - Viene sospesa l'azione contro Malta per non interrompere l'offensiva in Africa.
- 23 giugno - Scoppia lo scandalo del "clan Petacci", sorpreso a contrabbandare oro dalla Spagna tramite il corriere diplomatico: Mussolini, amante di Claretta, affosserà il caso.
- 26 giugno - A Chiesanuova, vicino a Padova, viene attivato un campo di concentramento per civili d'origine slava: è il primo lager ubicato in Italia sotto il controllo della II armata (che aveva competenza su Slovenia e Dalmazia).
- 29 giugno - Confidando nell'imminente vittoria in Africa, Mussolini va a Derna, preparandosi a entrare in Alessandria su un cavallo bianco; bloccato nelle retrovie del fronte, dopo 21 giorni tornerà deluso in patria.
- 9 luglio - Sul fronte russo viene costituito l'Armata Italiana in Russia (ARMIR) che sostituisce e assorbe il CSIR. Il generale Messe viene sostituito da Italo Gariboldi.
- 1º agosto - Vengono ridotte a quattro le pagine di tutti i quotidiani italiani.
- 1º settembre - Viene proibita la vendita delle automobili.
- 4 novembre - Si conclude, con la sconfitta italo-tedesca, la seconda battaglia di El Alamein.
- 18 dicembre - I vertici politico-militari tedeschi e italiani si incontrano nel quartier generale di Adolf Hitler (detto la “Tana del Lupo”), in Prussia Orientale, per analizzare la situazione bellica: per conto dell'Italia partecipa Galeazzo Ciano (il Duce non è presente in quanto ammalato) che propone al führer di chiedere un armistizio all'Unione Sovietica, cosa che scandalizza il dittatore tedesco.
- 19 dicembre - Viene ordinato tardivamente il ripiegamento alle truppe italiane sul fronte russo: il grosso dell'ARMIR è ormai accerchiato.

### 1943
- 23 gennaio - In seguito al ritiro delle truppe tedesche dall’Africa su ordine di Albert Kesselring, avvenuto dodici giorni prima, termina il dominio italiano sulla Libia.
- 2 febbraio - Il generale Vittorio Ambrosio succede a Cavallero come capo di stato maggiore generale.
- 6 febbraio - Un rimpasto nel governo porta Mussolini al ministero degli Esteri mentre Ciano viene "retrocesso" al rango di ambasciatore presso la Santa Sede.
- 12 febbraio - In Tunisia la V Armata tedesca, serrata con le truppe italiane nella morsa anglo-americana, tenta di rompere l'accerchiamento, ma ottiene solo un successo locale.
- 16 febbraio - Strage di Domenikon: truppe italiane d'occupazione uccidono per rappresaglia oltre 150 civili greci.
- 1º marzo - Viene imposta una riduzione del 25% dell'energia elettrica per l'illuminazione.
- 5 marzo - Sfidando le direttive del regime, gli operai dello Stabilimento FIAT Mirafiori scendono in sciopero.
- 10 aprile - Si conclude l'incontro avvenuto a Salisburgo tra Hitler e Mussolini, iniziato il 7: entrambi i dittatori credono ancora nella vittoria.
- 17 aprile - Carlo Sforza succede a Vidussoni nella segreteria del PNF.
- 12 maggio - Mussolini autorizza l'armata italiana ad arrendersi (in tal modo l'Italia perde tutti i suoi avamposti in Africa) e nomina Messe Maresciallo d'Italia.
- 15 maggio - In un discorso pronunciato dal balcone di Palazzo Venezia il Duce afferma "In Africa torneremo!"
- 10 giugno - In una riunione del Consiglio dei ministri alcuni membri del gabinetto denunciano l'insostenibilità della situazione.
- 11 giugno - Dopo sei giorni e sei notti di massicci bombardamenti la base militare di Pantelleria si arrende agli anglo-americani: è il preludio dello Sbarco in Sicilia.
- 24 giugno - Parlando al direttorio del PNF Mussolini sostiene la necessità di continuare a combattere con la massima determinazione.
- 9 luglio - Gli Alleati sbarcano in Sicilia, a Gela, dando inizio all'operazione che porterà all'occupazione della Sicilia da parte delle forze alleate.
- 12 luglio - Inizia l'evacuazione dalla Sicilia su volere di Albert Kesselring, condiviso dal comando italiano.
- 16 luglio - Dato lo stato di disagio derivante dall’andamento sfavorevole delle operazioni militari, alcuni gerarchi fascisti (Luigi Federzoni, Dino Grandi e Galeazzo Ciano), preso contatti con il Re Vittorio Emanuele III in previsione di una pace separata e con la necessaria premessa della sostituzione di Mussolini, chiedono unanimemente al Duce, in una riunione presso il segretario del partito, la convocazione del Gran Consiglio del Fascismo. Mussolini promette loro che avrebbe riunito il massimo organo del regime nella seconda quindicina del mese.
- 19 luglio - Convegno Mussolini-Hitler a Feltre: il führer annuncia che la Germania sta preparando delle formidabili "armi segrete".
- 22 luglio - Gli Alleati entrano a Palermo. Mussolini arroga a sé stesso il Ministero della Guerra.
- 23 luglio - Ultima seduta del Tribunale speciale. Dall'inizio dell'anno sono stati condannati 141 antifascisti, complessivamente a 1 349 anni di reclusione. V'è inoltre una condanna a morte.
- 25 luglio - In seguito alla convocazione del Gran Consiglio del Fascismo per le 17 del 24 luglio, si tiene una seduta accesissima, conclusasi solo alle 2:20 del giorno successivo con l’approvazione dell’Ordine del giorno Grandi, tenacemente contrastato da Mussolini, con 19 voti favorevoli su 27. Preso atto del voto, uno sconcertato Mussolini si reca alle 17 dello stesso giorno dal Re, venendo informato da quest’ultimo che sarà sostituito nel ruolo di capo del governo dal generale Pietro Badoglio; al termine dell'udienza Mussolini viene tratto in arresto ed il radiogiornale della sera (ore 22:45) informa dell'accaduto gli italiani, molti dei quali reagiscono con manifestazioni di gioia.
- 26 luglio - Appresa la notizia dell’arresto di Mussolini ed, in seguito, della sua traduzione presso il carcere di Campo Imperatore, sul Gran Sasso, Hitler convoca sei ufficiali scelti per prepararne la liberazione: è il preludio dell’Operazione Quercia.
- 27 luglio - Con il giuramento del nuovo esecutivo termina ufficialmente l’esperienza di governo fascista ed il relativo regime totalitario.